# Гау, Эдуард Петрович
Эдуа́рд Петро́вич (Ива́нович) Га́у (нем. Eduard Hau; 28 июля 1807, Ревель — 3 января 1887, Дерпт) — остзейский и русский живописец-акварелист, мастер интерьерного портрета, автор галереи изображений залов основных императорских резиденций; старший брат портретиста Владимира Гау. Академик Императорской Академии художеств (с 1854).

## Биография
Эдуард Петрович Гау родился в 1807 году в Ревеле (ныне Таллин) и «состоял в русском подданстве». Его отец Иоганн (Иоганнес) Гау (1771, Фленсбург — 1838, Ревель), не получив специального художественного образования, был известен как «ландшафтный художник» и декоратор. Младший брат Владимир стал одним из ведущих мастеров камерного акварельного портрета. Эдуард занимался рисованием с детства и в 1830–1832 годах на свои средства обучался живописи в Академии художеств Дрездена. 30 сентября 1838 года Императорской Академией художеств ему было присвоено звание свободного художника. В 1854 году Эдуарду Петровичу было присвоено звание академика перспективной акварельной живописи.
Наибольшую известность художнику принесли акварели интерьеров известных зданий Москвы, Санкт-Петербурга, Гатчины, написанные по заказу императорской семьи, хотя известно и несколько портретов в его исполнении. В Москве он рисовал интерьеры Большого Кремлёвского дворца, Николаевского дворца; в Санкт-Петербурге — Михайловского замка, Зимнего дворца и Эрмитажа, в Гатчине — интерьеры Большого Гатчинского дворца.

## Гатчинские работы
Только в Гатчинском дворце Гау было написано 59 акварелей, часть из которых до 1920-х годов хранилась в коллекции дворца, и лишь потом была передана в Эрмитаж. В Гатчине Гау впервые появился в 1862 году для создания акварелей с видами кабинетов Николая I и Александра II и продолжил работу во дворце только в 1874 году.
Гатчинские акварели представляют собой особую ценность, поскольку Большой Гатчинский дворец был полностью сожжён во время Великой Отечественной войны отступающими немецкими войсками, и эти картины служат ценным материалом при проведении реставрации интерьеров дворца. Последние работы художника были сделаны в Большом Гатчинском дворце и отмечены 1880 годом.

## Галерея

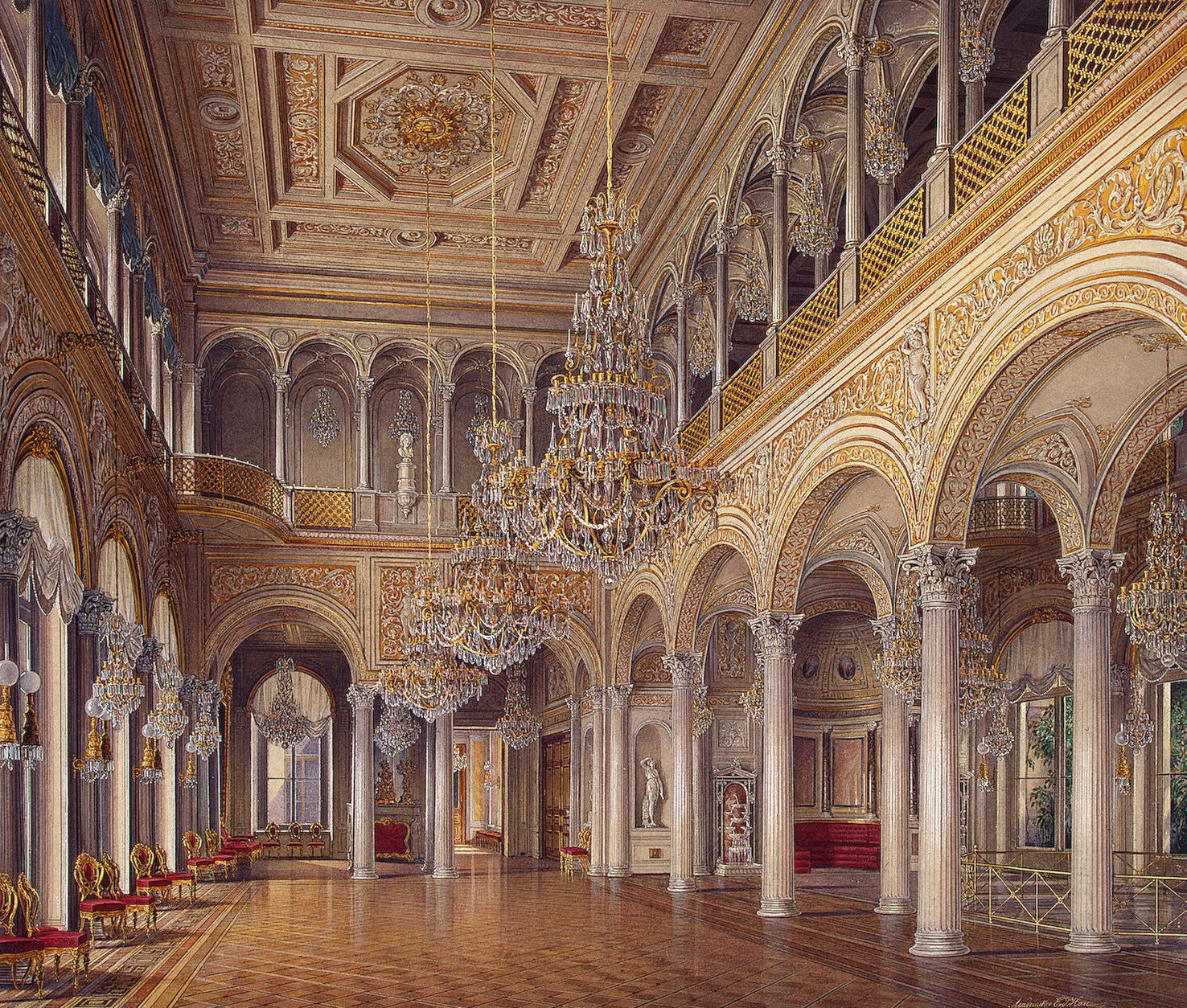
Павильонный зал, 1864 г.
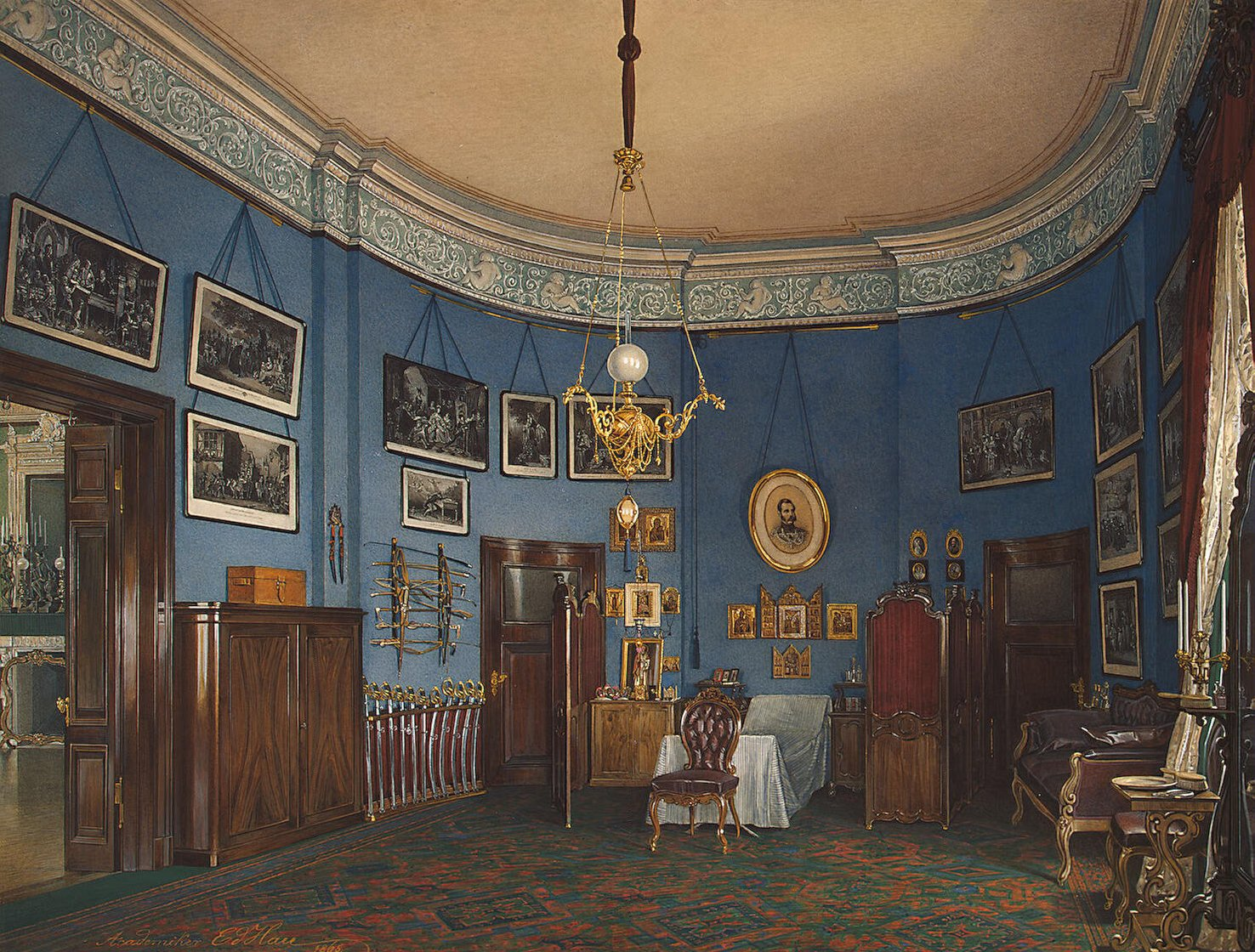
Спальня цесаревича Николая Александровича, 1865 г.
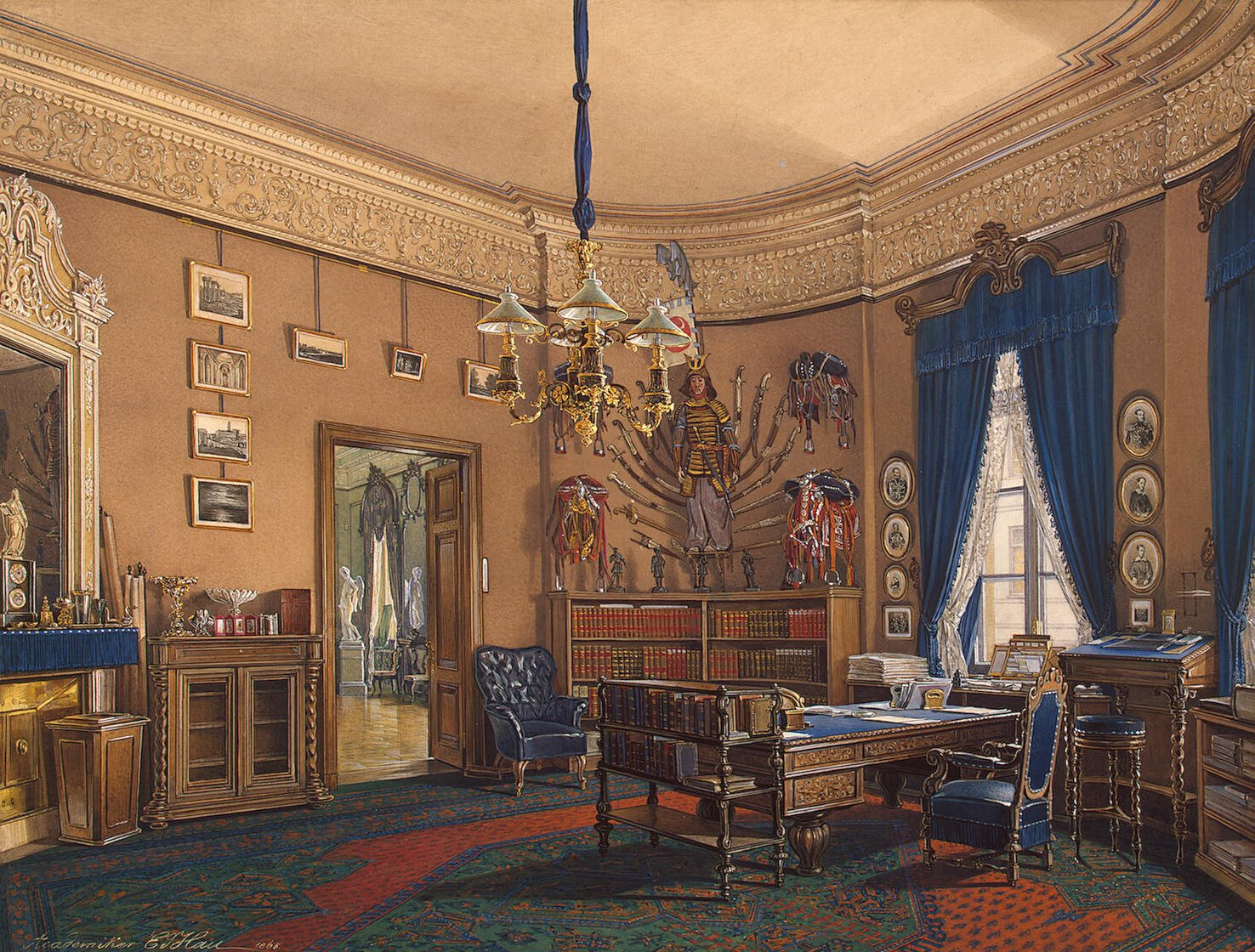
Кабинет цесаревича Николая Александровича, 1865 г.
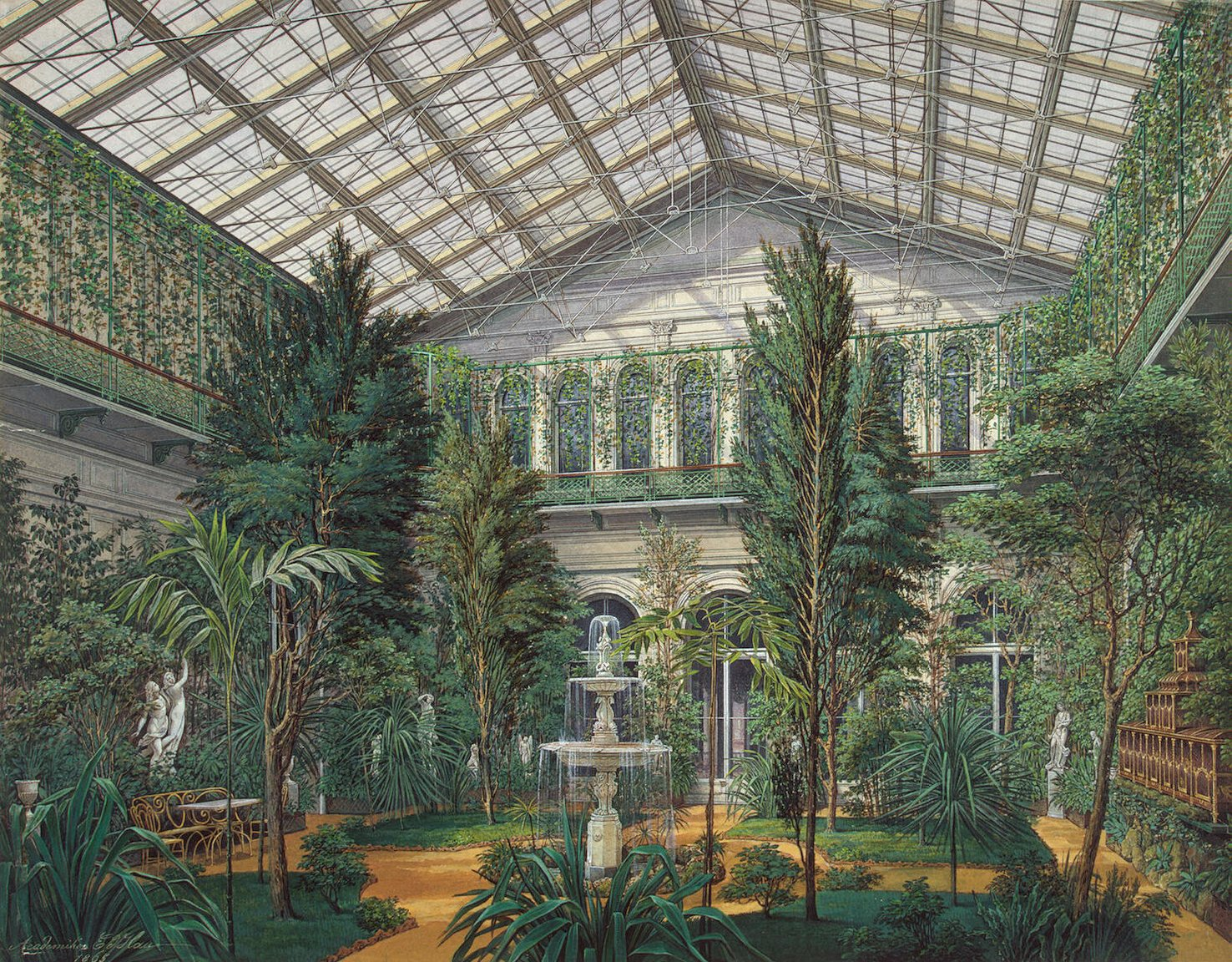
Зимний сад, 1865 г.

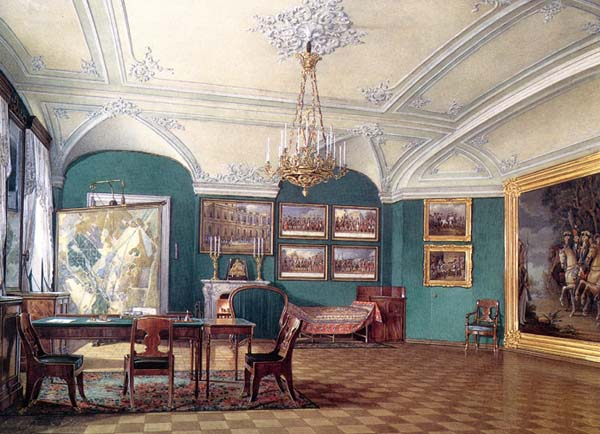
Большой военный кабинет императора Николая I, 1862 г.
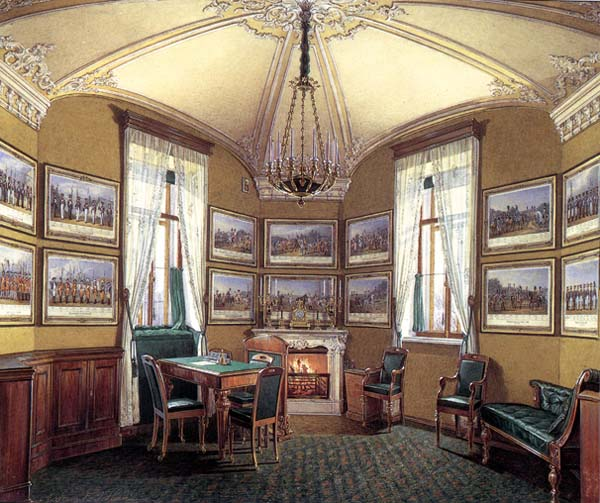
Малый военный кабинет императора Николая I, 1862 г.
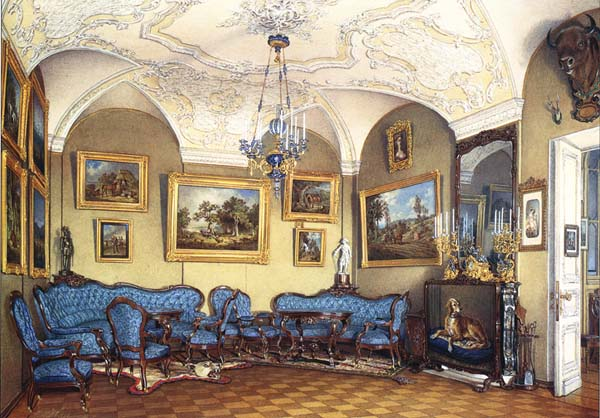
Гостиная в арсенальном каре, 1874 г.
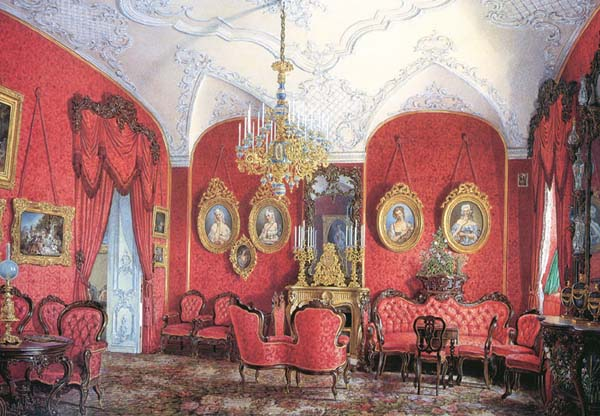
Гостиная императрицы Марии Александровны, 1874 г.
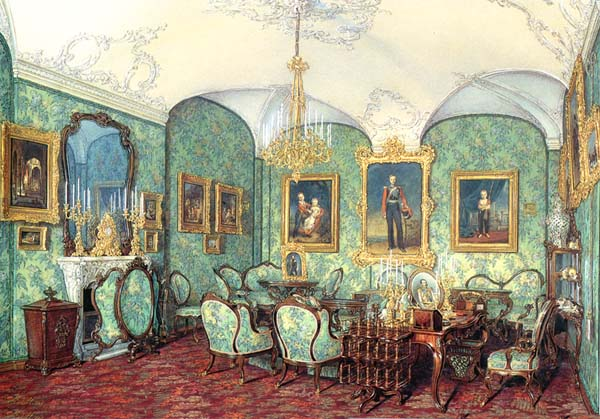
Кабинет императрицы Марии Александровны, 1874 г.
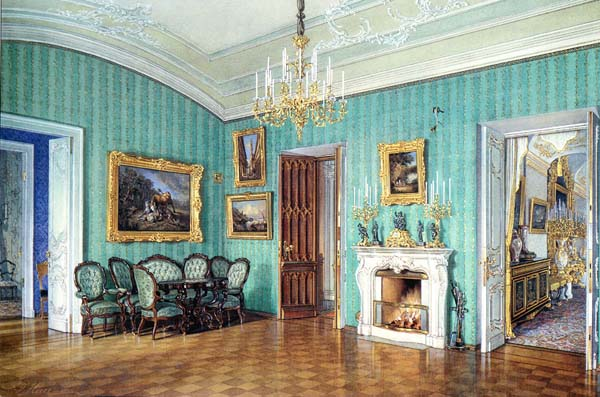
Приёмная императрицы Александры Фёдоровны, 1874 г.
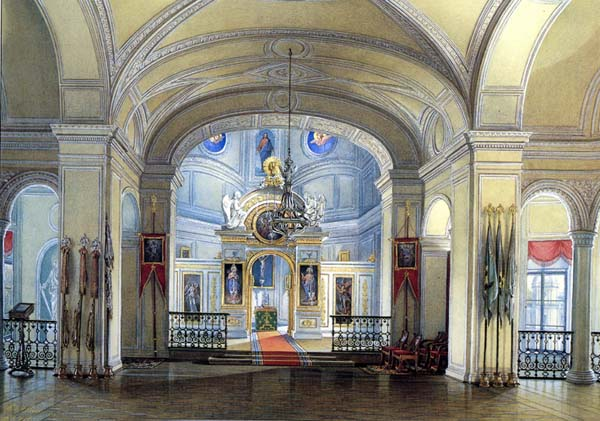
Церковь, 1875 г.
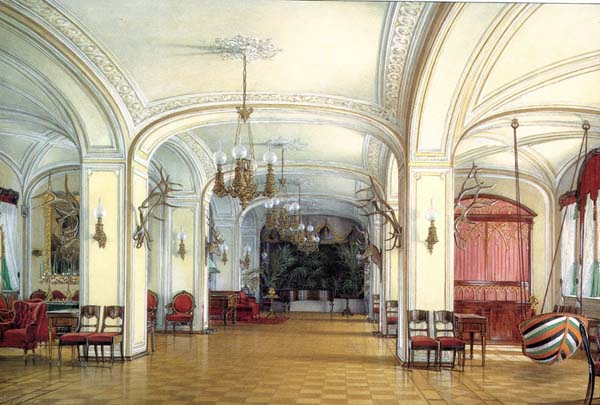
Арсенальный зал, 1876 г.
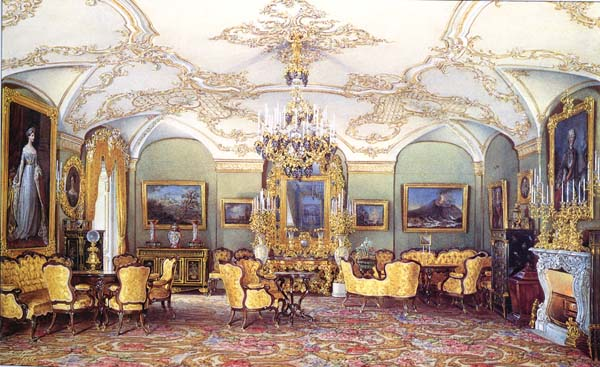
Гостиная императрицы Александры Фёдоровны, 1876 г.
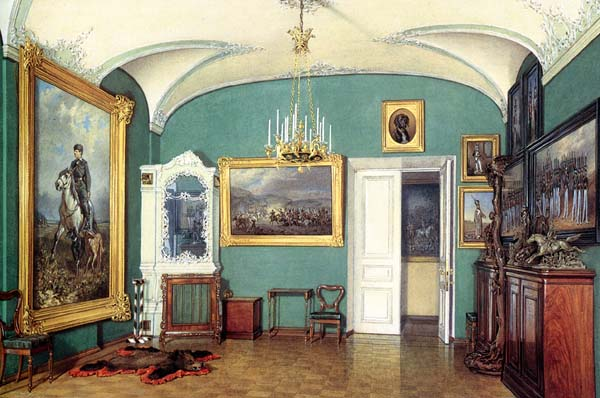
Приёмная императора Александра II, 1876 г.
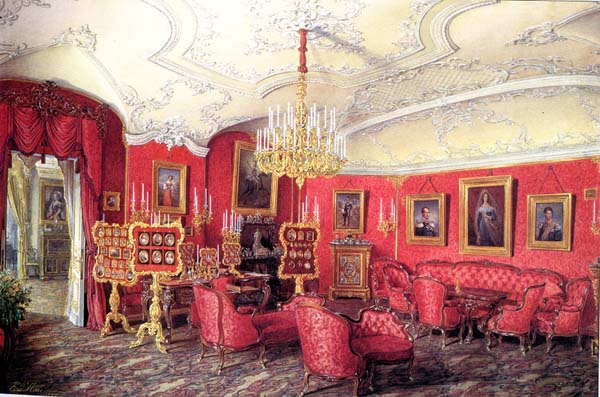
Большой кабинет императрицы Александры Фёдоровны, 1877 г.
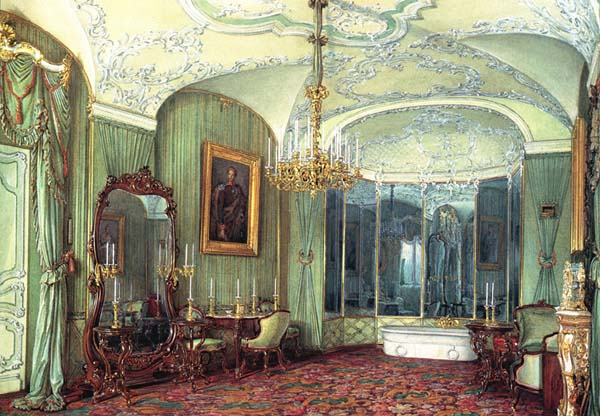
Ванная императрицы Александры Фёдоровны, 1877 г.
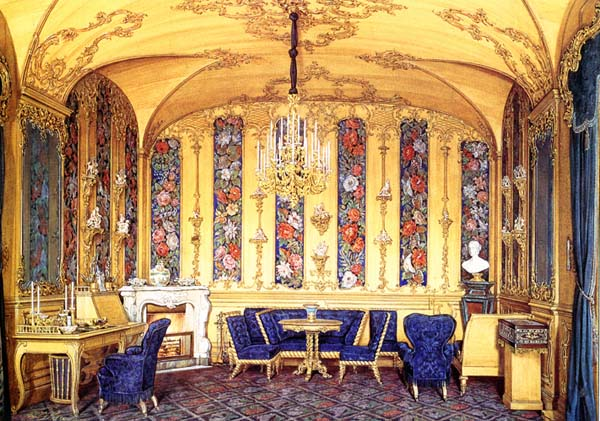
Дубовый кабинет императрицы Александры Фёдоровны, 1877 г.
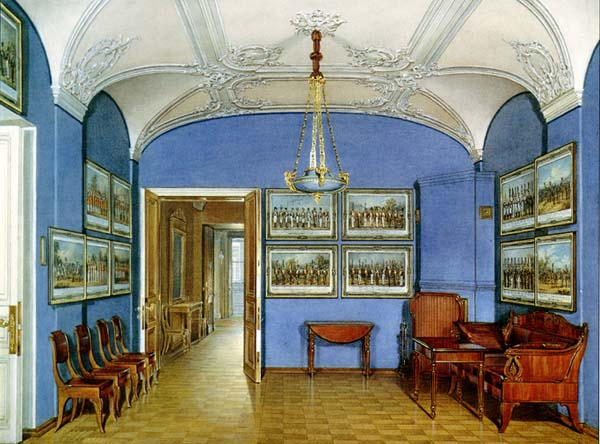
Камердинерская императора Николая I, 1877 г.
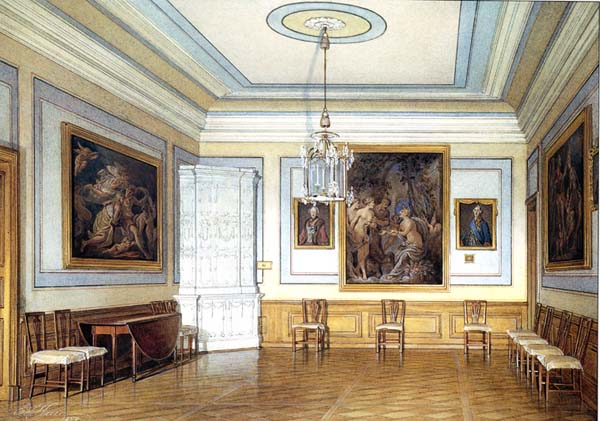
Нижняя кавалерская, 1877 г.
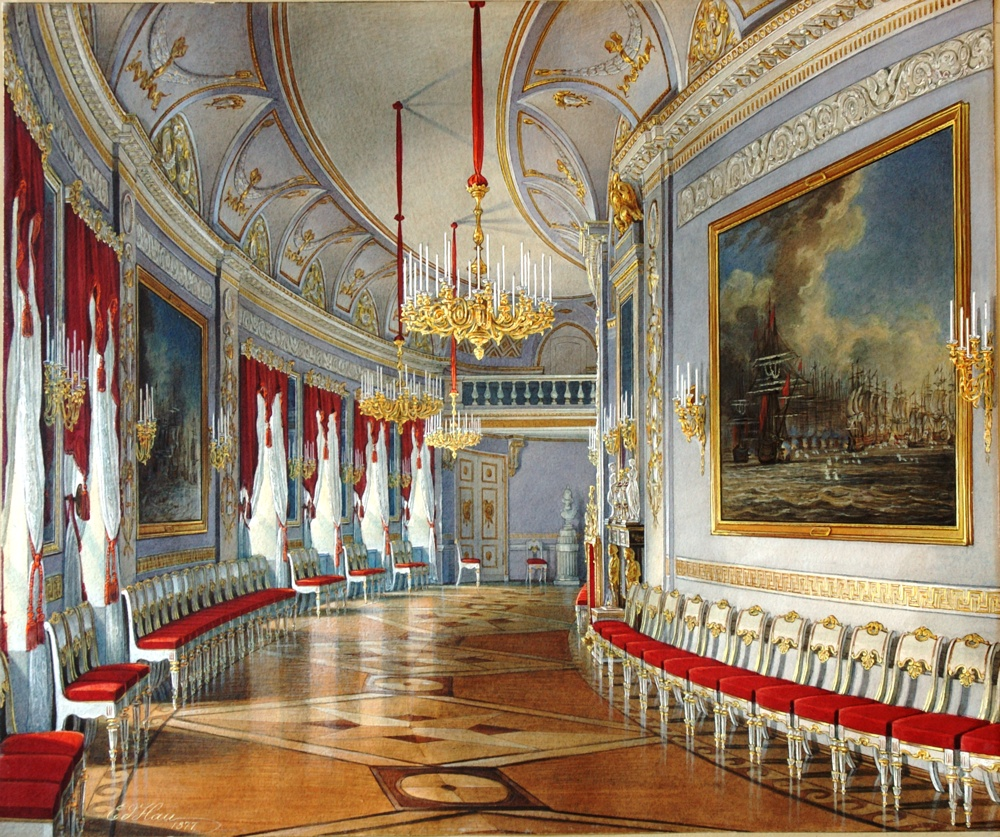
Чесменская галерея, 1877 г.
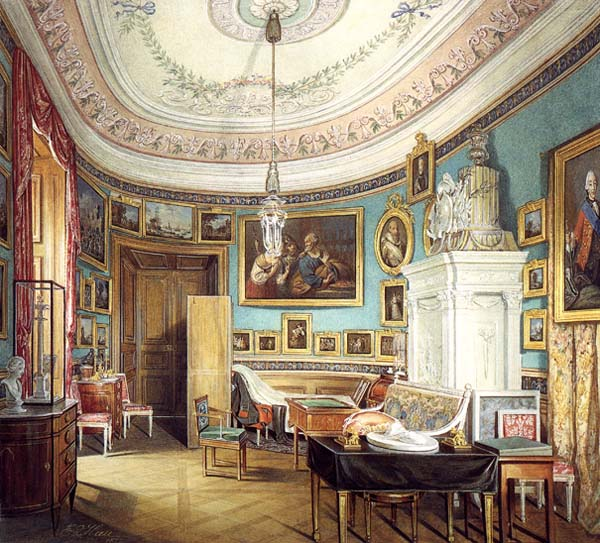
Овальный кабинет императора Павла I, 1877 г.
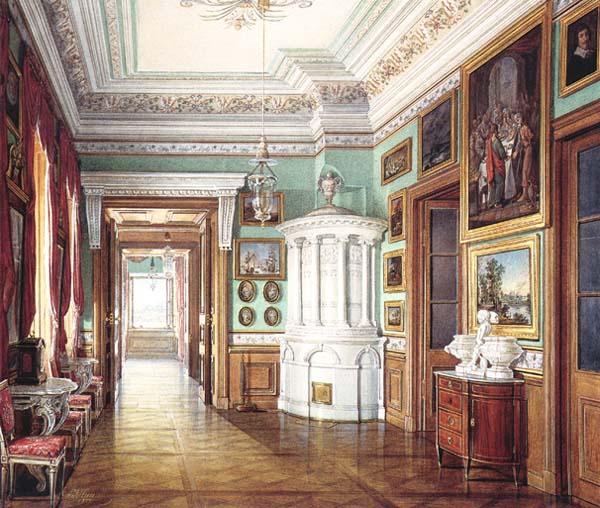
Туалетная императора Павла I, 1877 г.
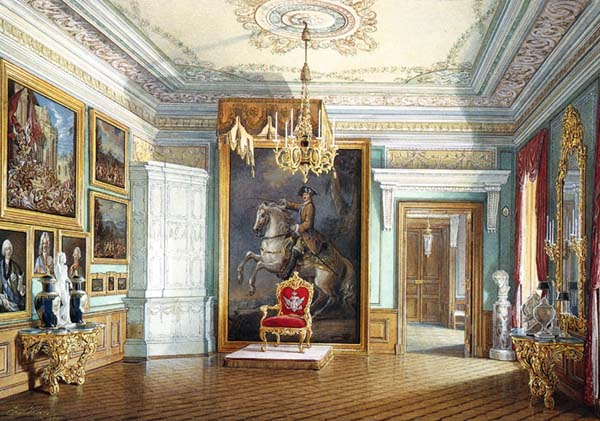
Нижняя тронная императора Павла I, 1877 г.
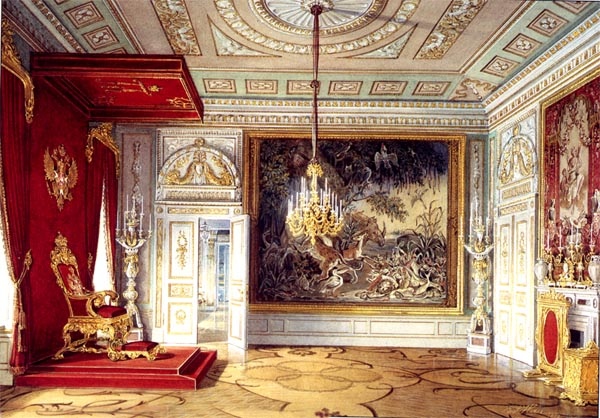
Тронная императора Павла I, 1878 г.
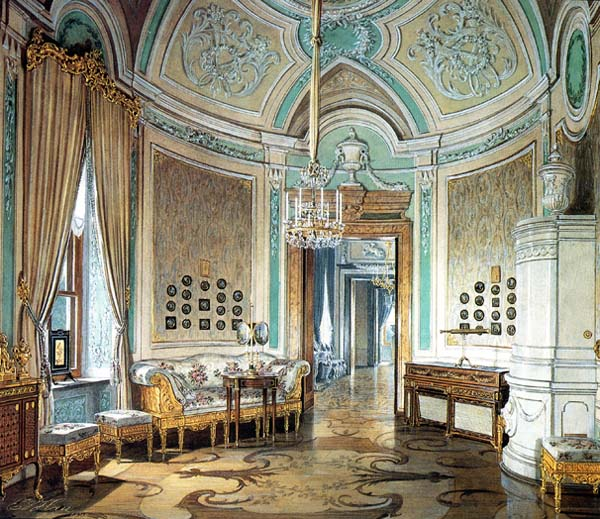
Будуар императрицы Марии Фёдоровны, 1878 г.
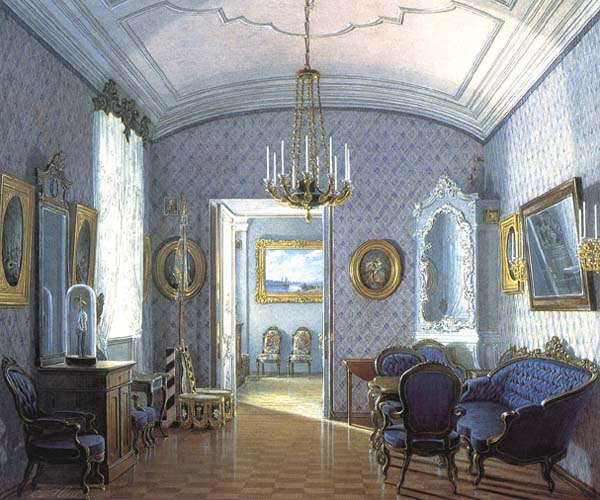
Передняя на половине императрицы Марии Александровны, 1878 г.
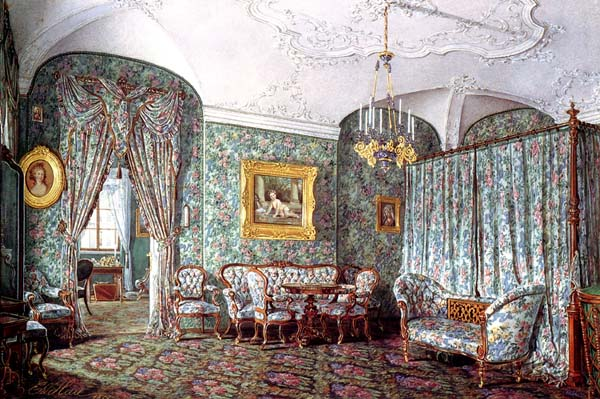
Спальня императрицы Марии Александровны, 1879 г.
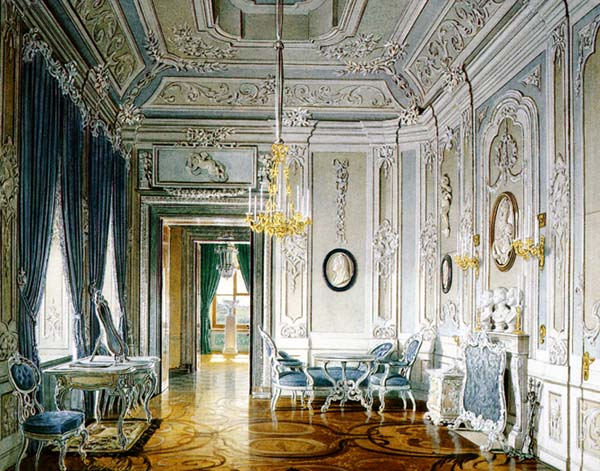
Уборная императрицы Марии Фёдоровны, 1880 г.
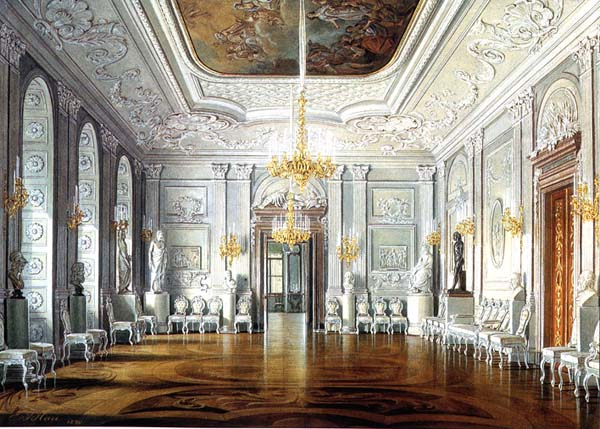
Белый зал парадной половины императора Павла I, 1880 г.
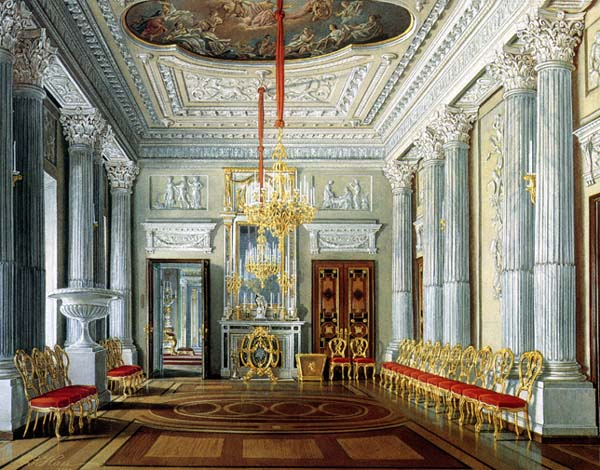
Мраморная столовая императора Павла I, 1880 г.
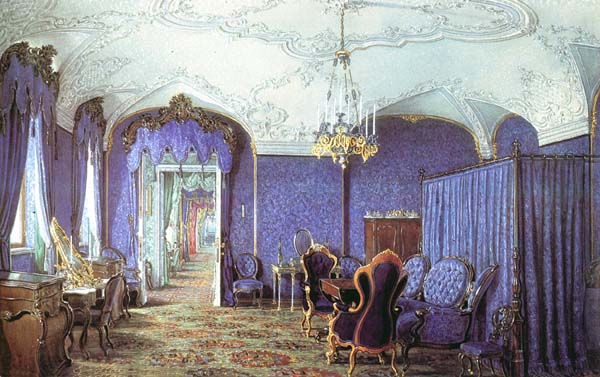
Спальня императрицы Александры Фёдоровны, 1880 г.
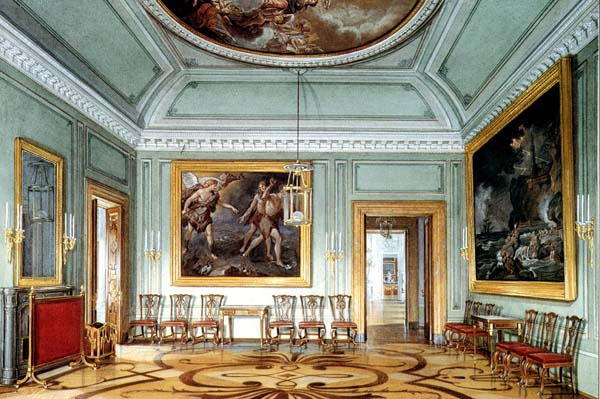
Аванзал, 1880 г.

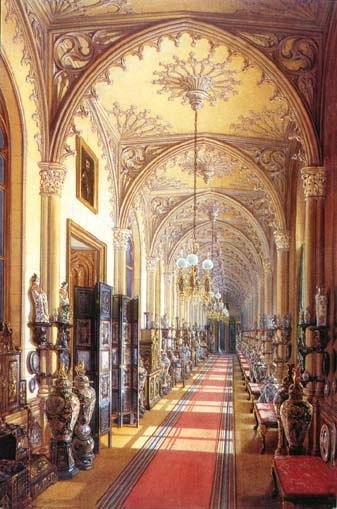
Китайская галерея, 1876 г.
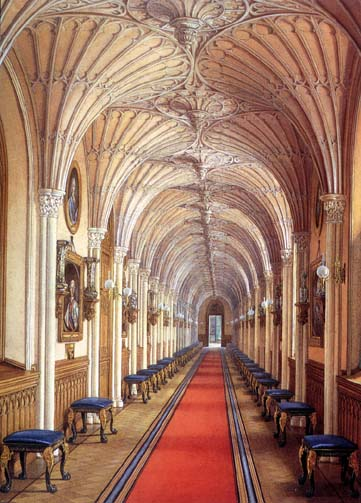
Готическая галерея, 1877 г.
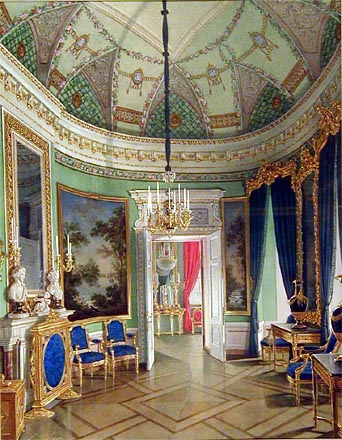
Овальная комната за Чесменской галереей, 1877 г.
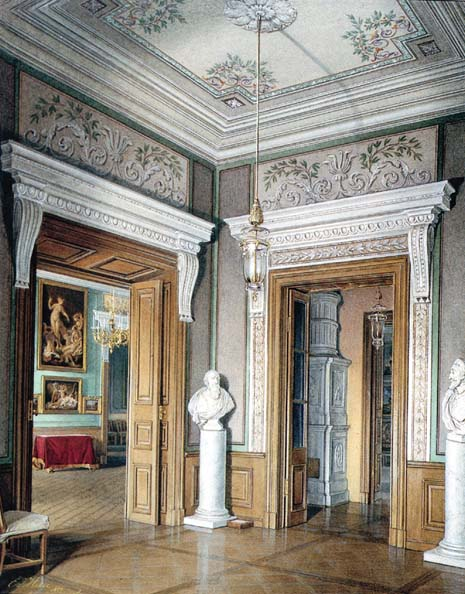
Проходная в нижних комнатах императора Павла I, 1877 г.
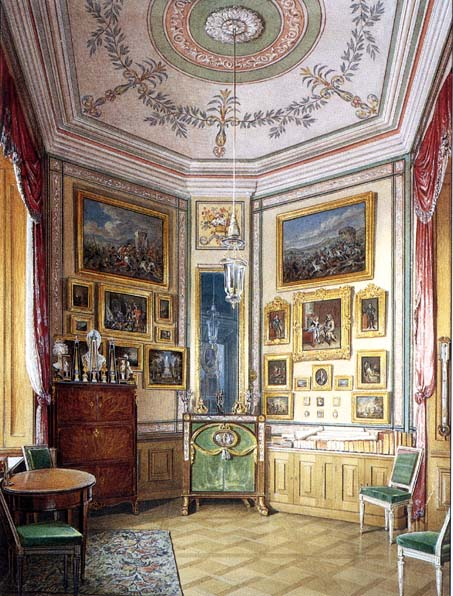
Башенный кабинет императора Павла I, 1878 г.
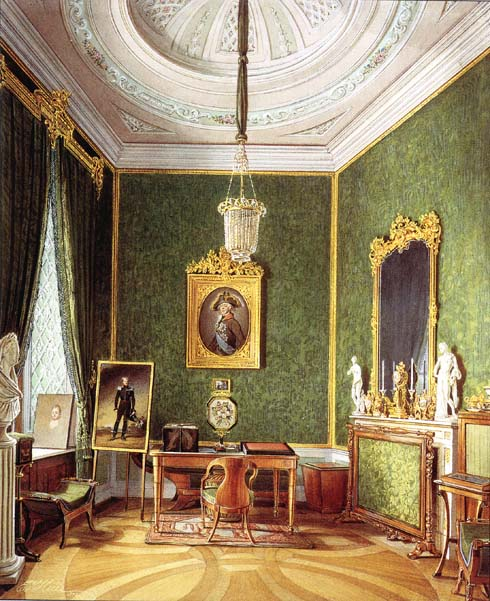
Кабинет императрицы Марии Фёдоровны, 1878 г.
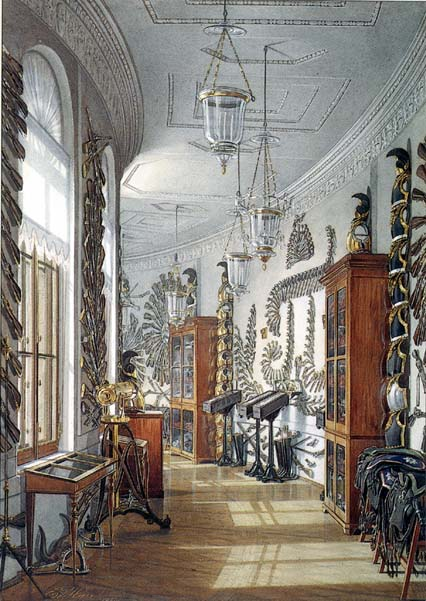
Арсенальная галерея, 1880 г.
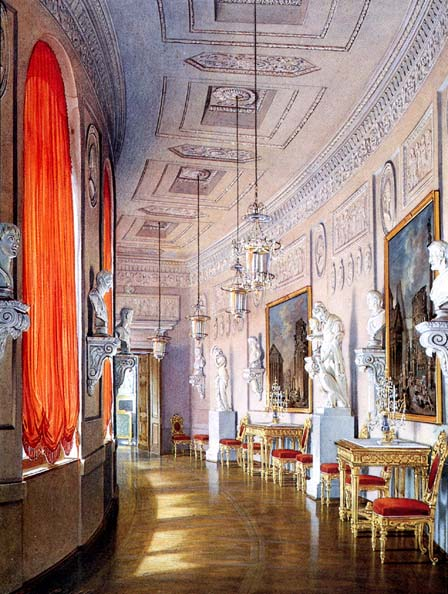
Греческая галерея, 1880 г.
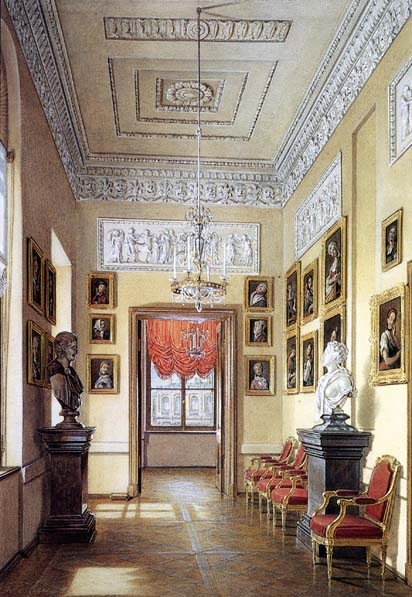
Комната Ротари, 1880 г.

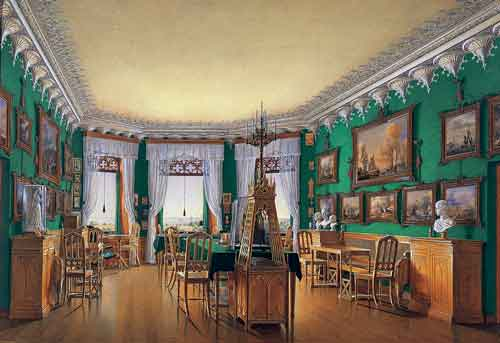
Кабинет Николая I, 1855 г.
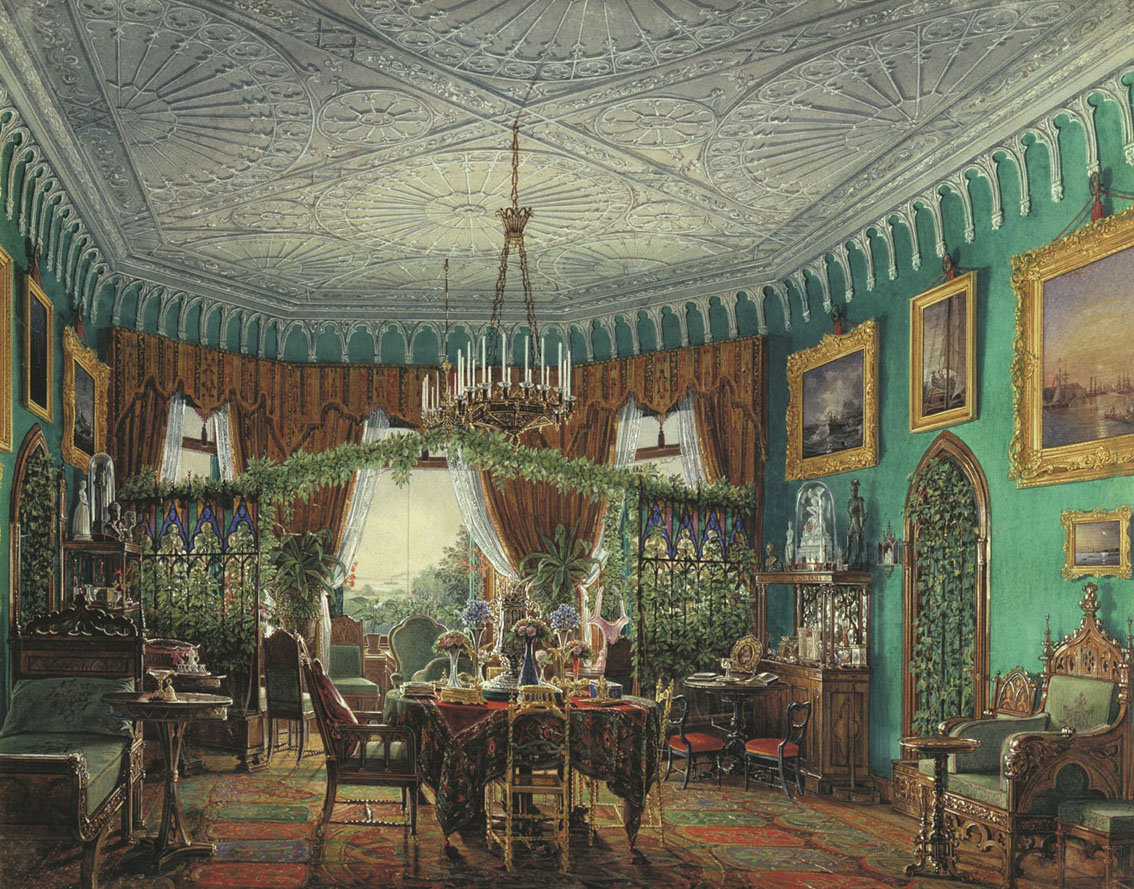
Гостиная, 1860-е гг.

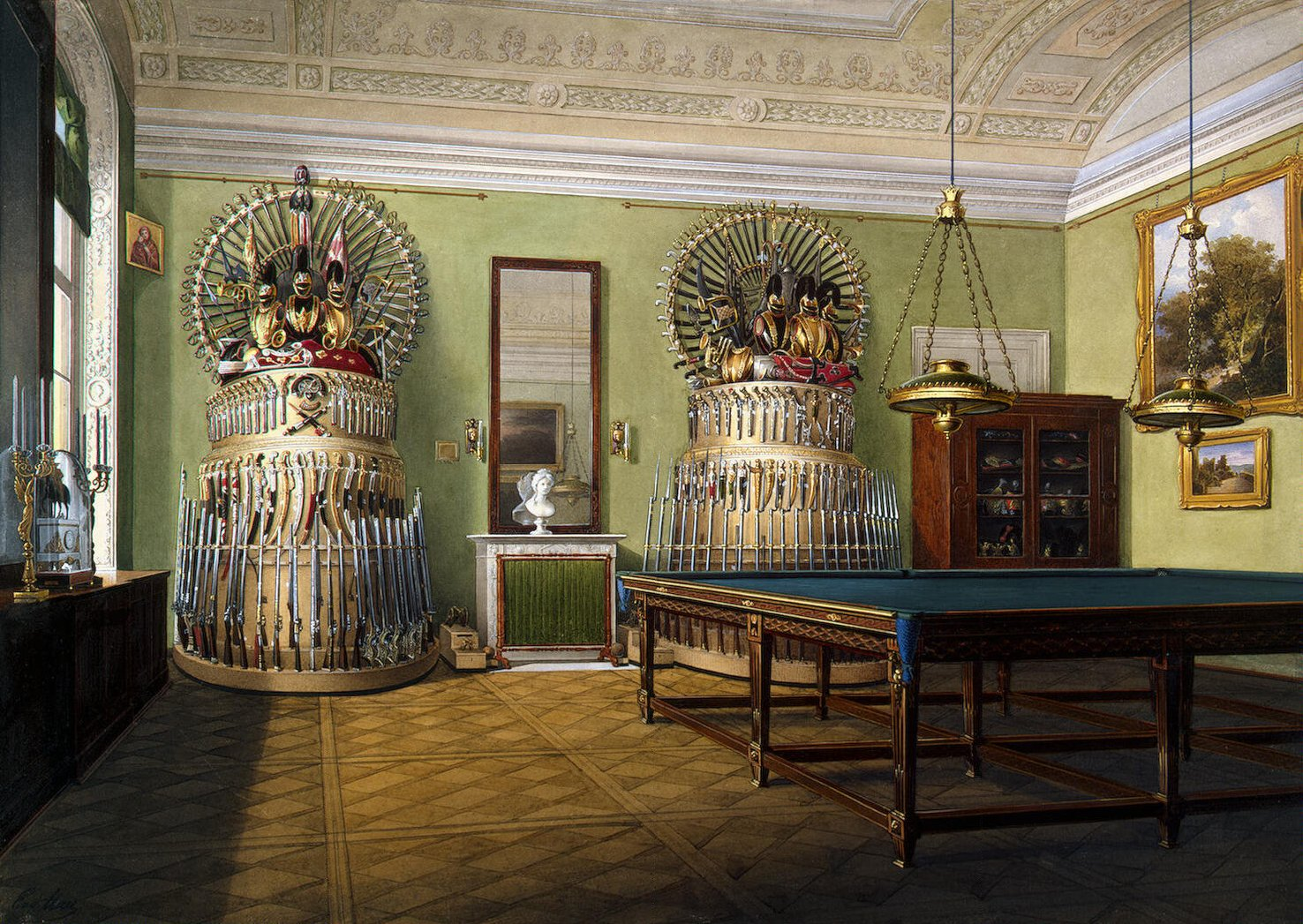
Бильярдная комната императора Александра II, середина XIX в.
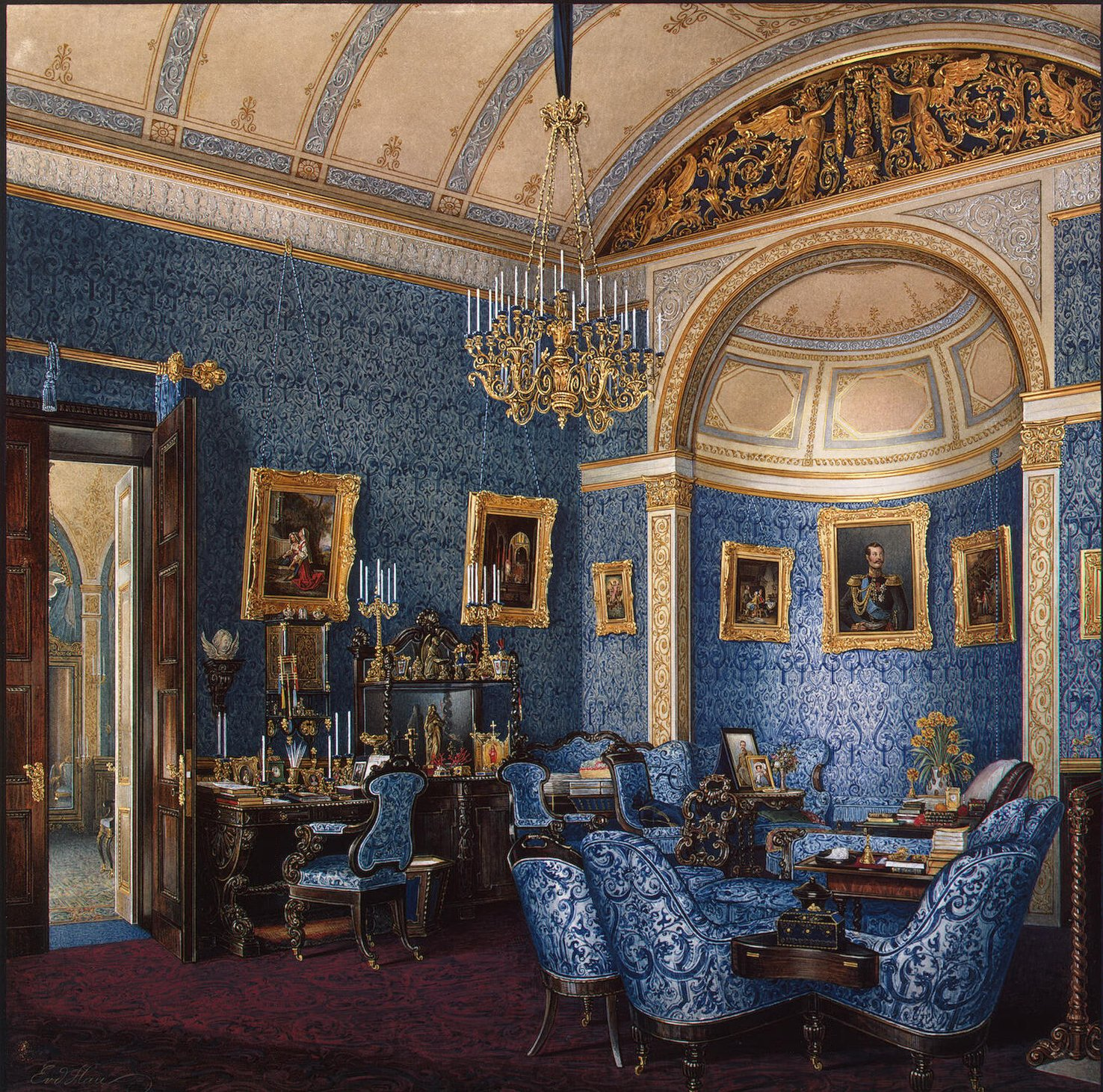
Будуар великой княгини Марии Александровны, 1850-е гг.
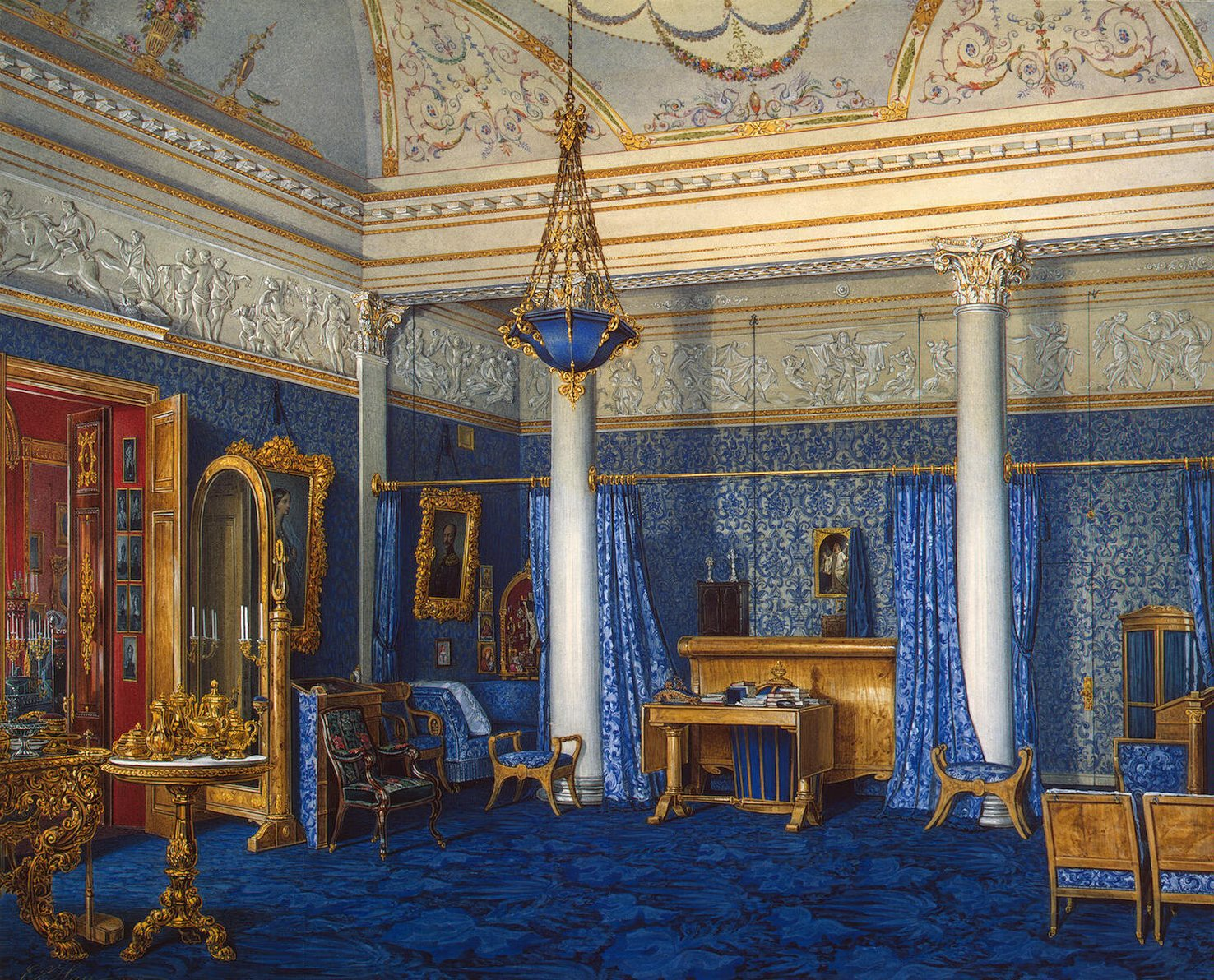
Спальня императрицы Александры Фёдоровны, 1859 г.
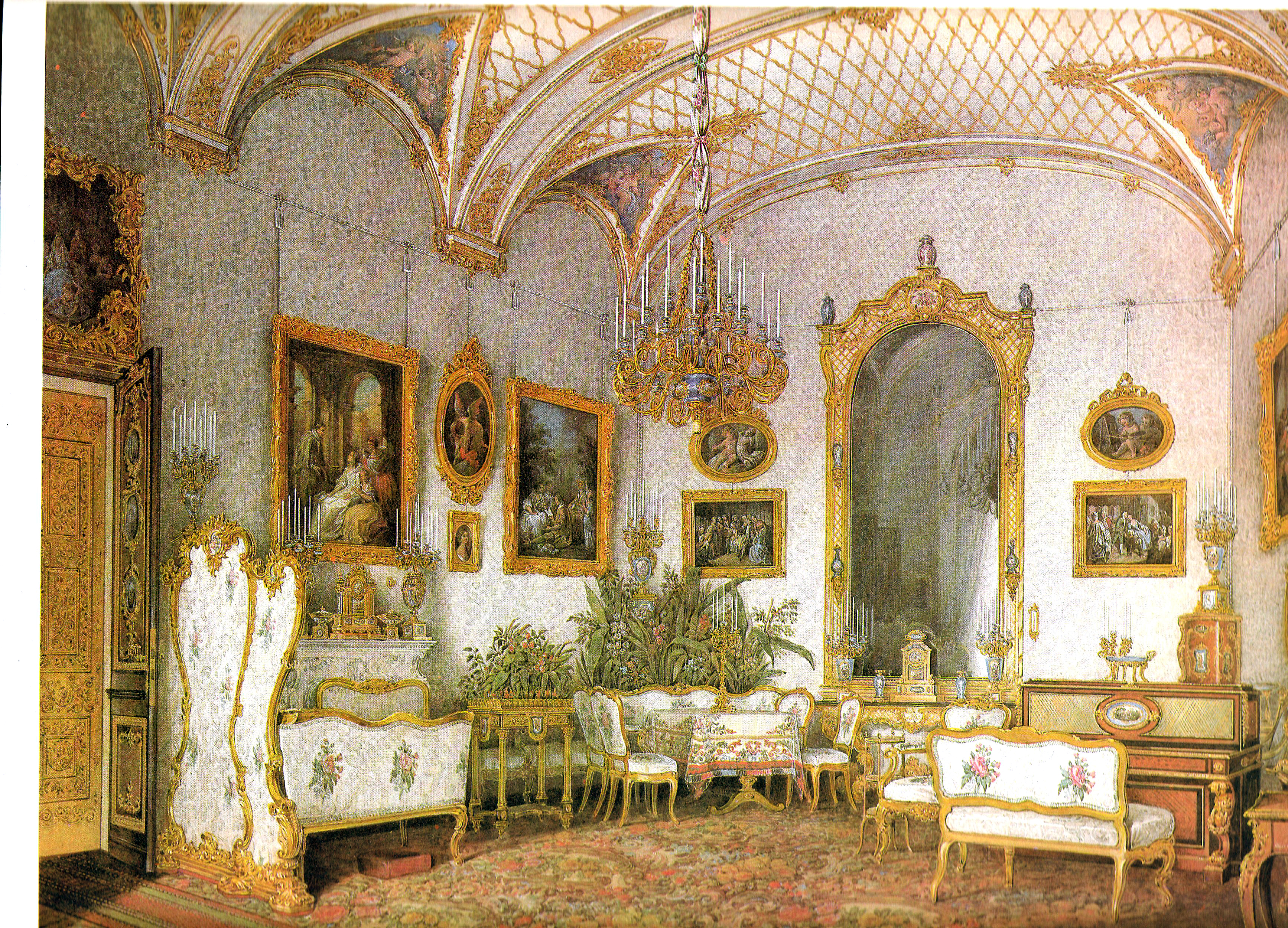
Белая гостиная императрицы Александры Фёдоровны, 1860-е гг.
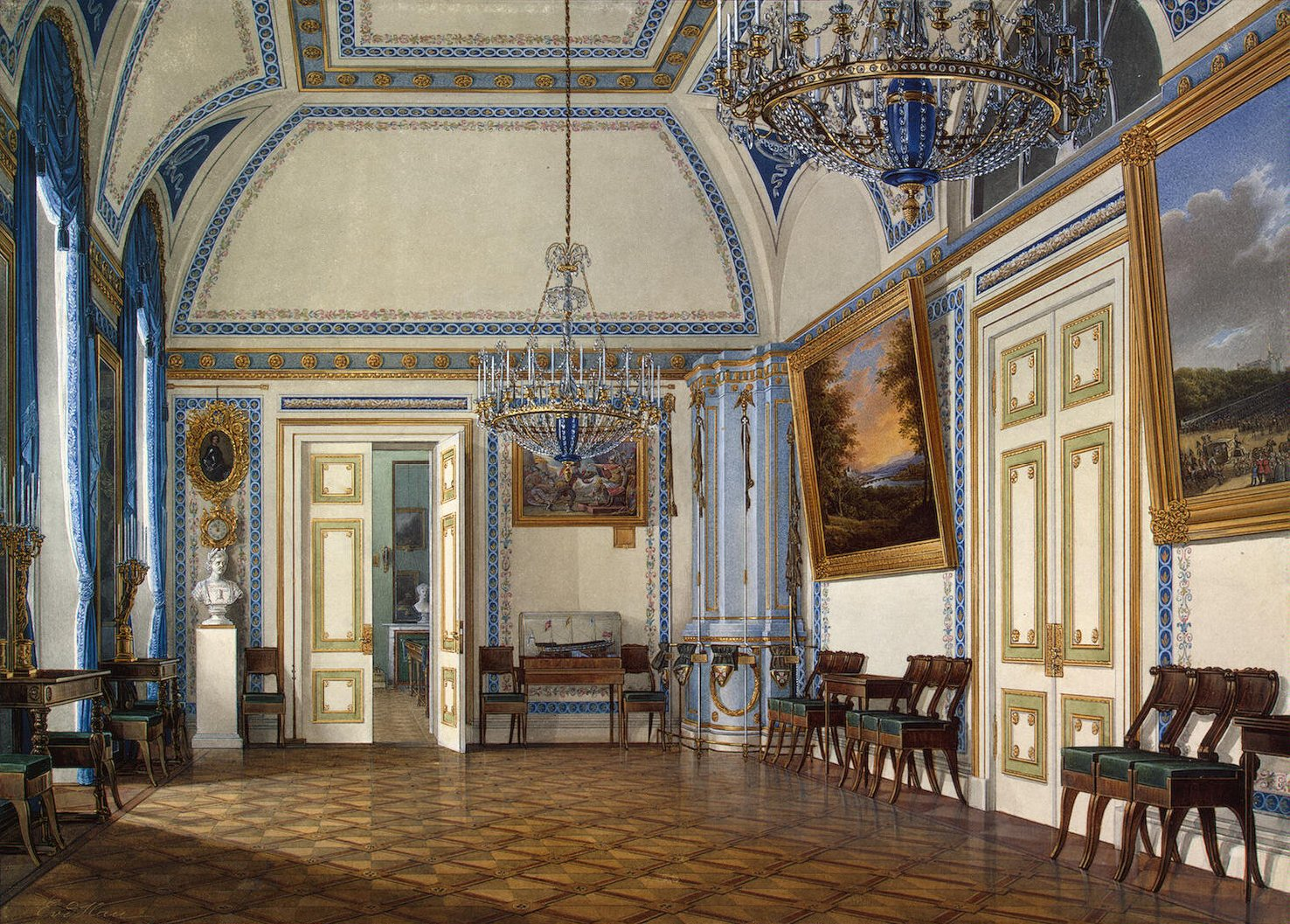
Прихожая цесаревича Александра Николаевича, 1860-е гг.
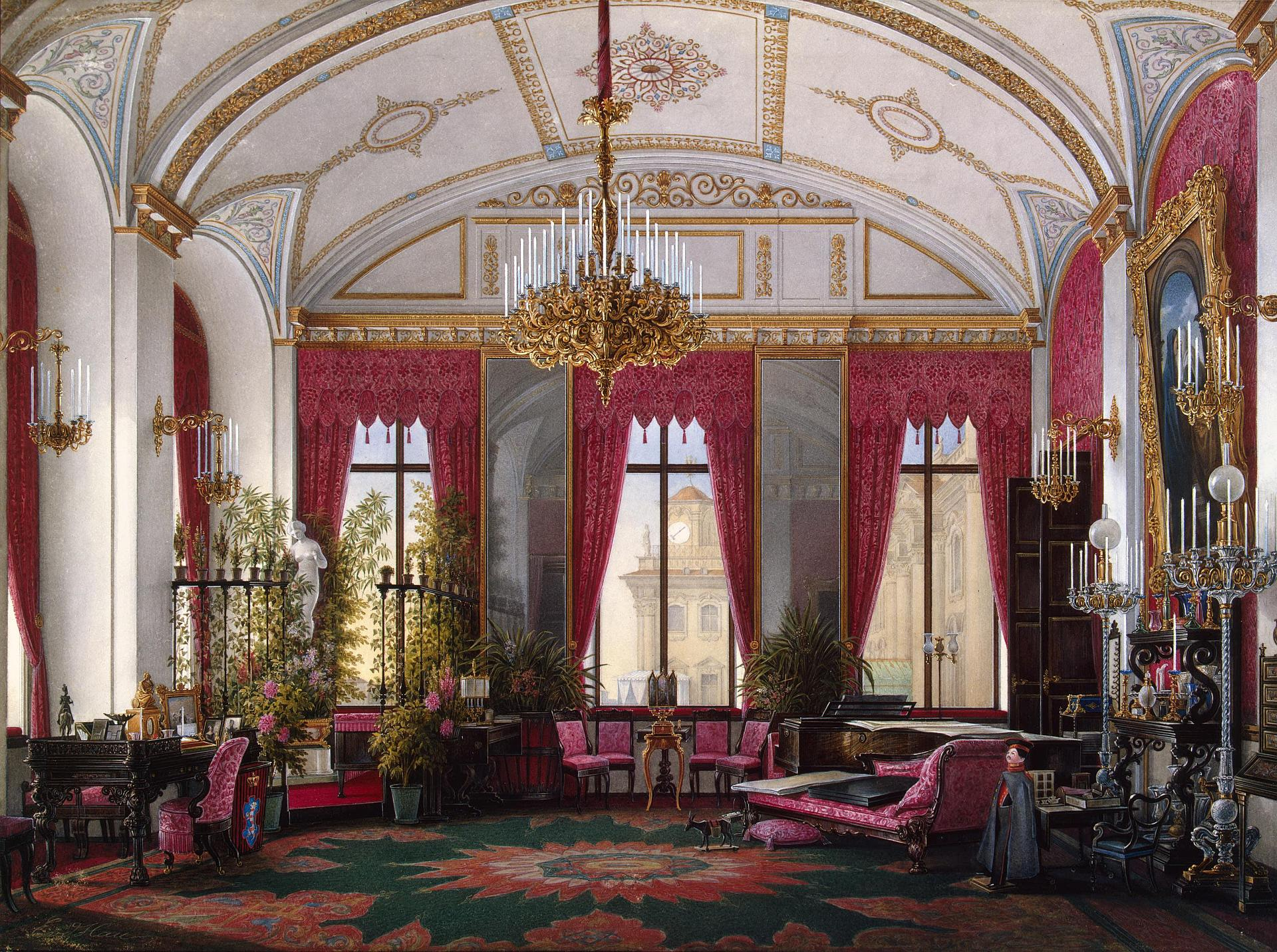
Малиновый кабинет императрицы Марии Александровны, 1860 г.
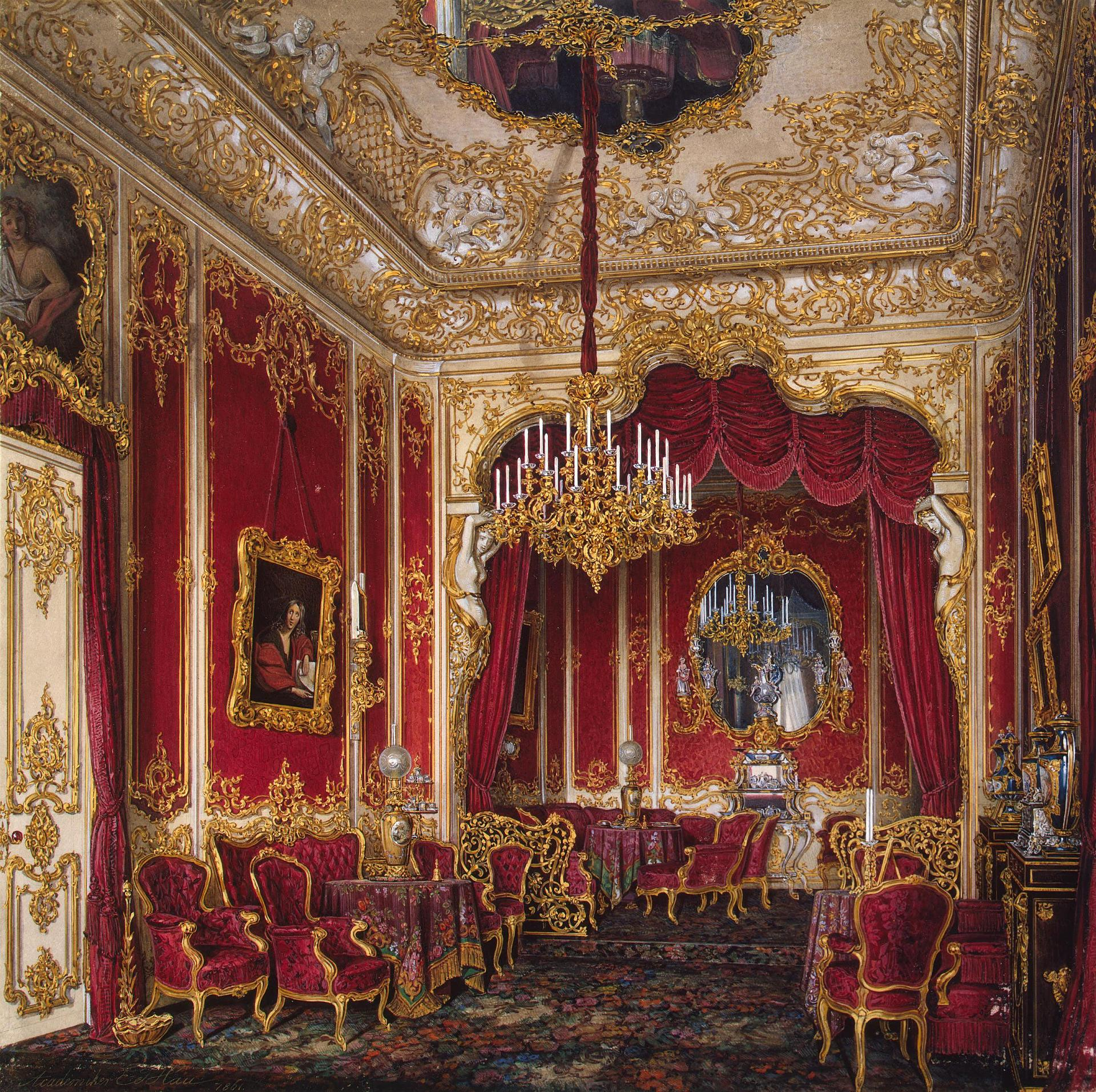
Будуар императрицы Марии Александровны, 1861 г.
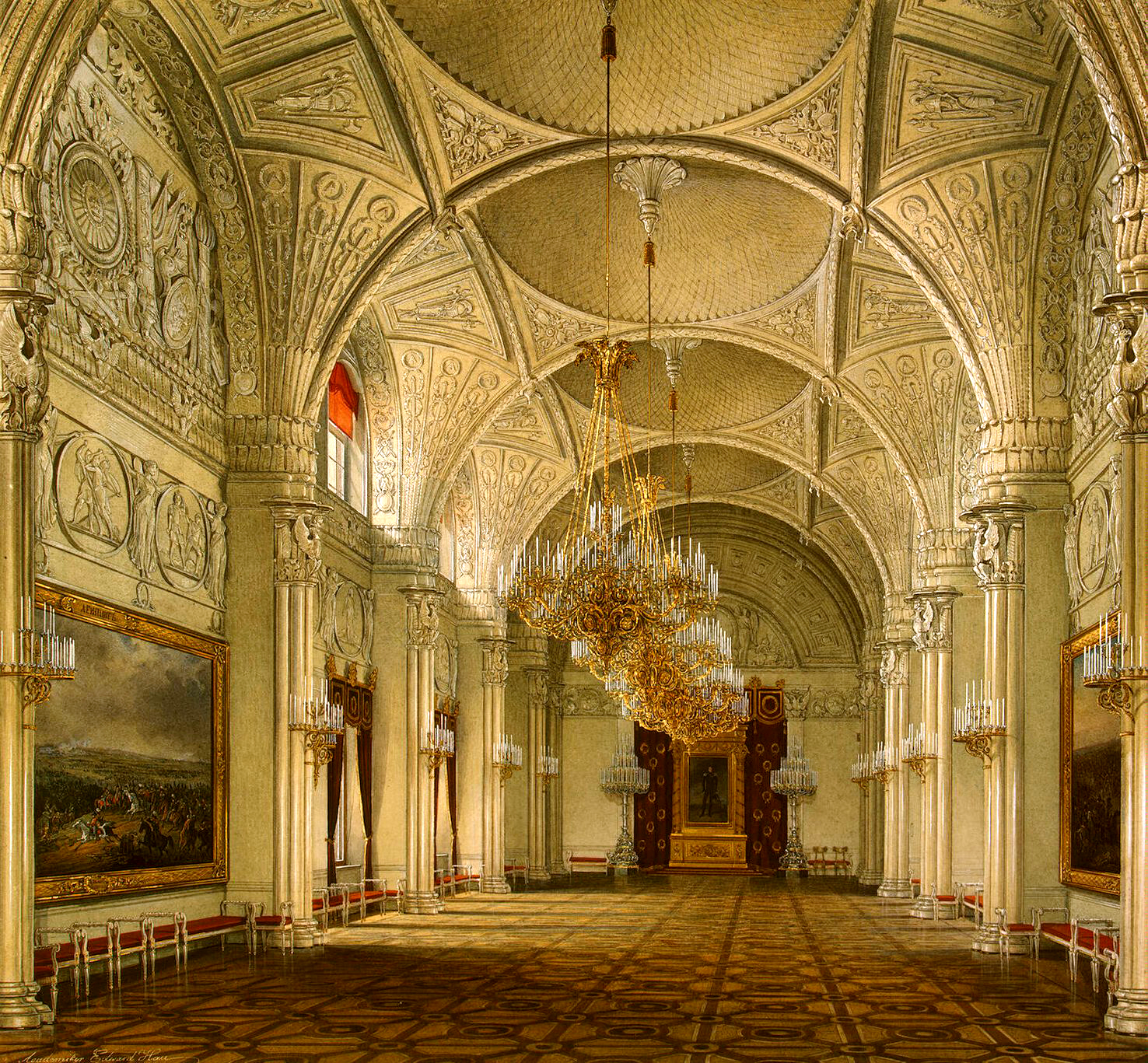
Александровский зал, 1861 г.
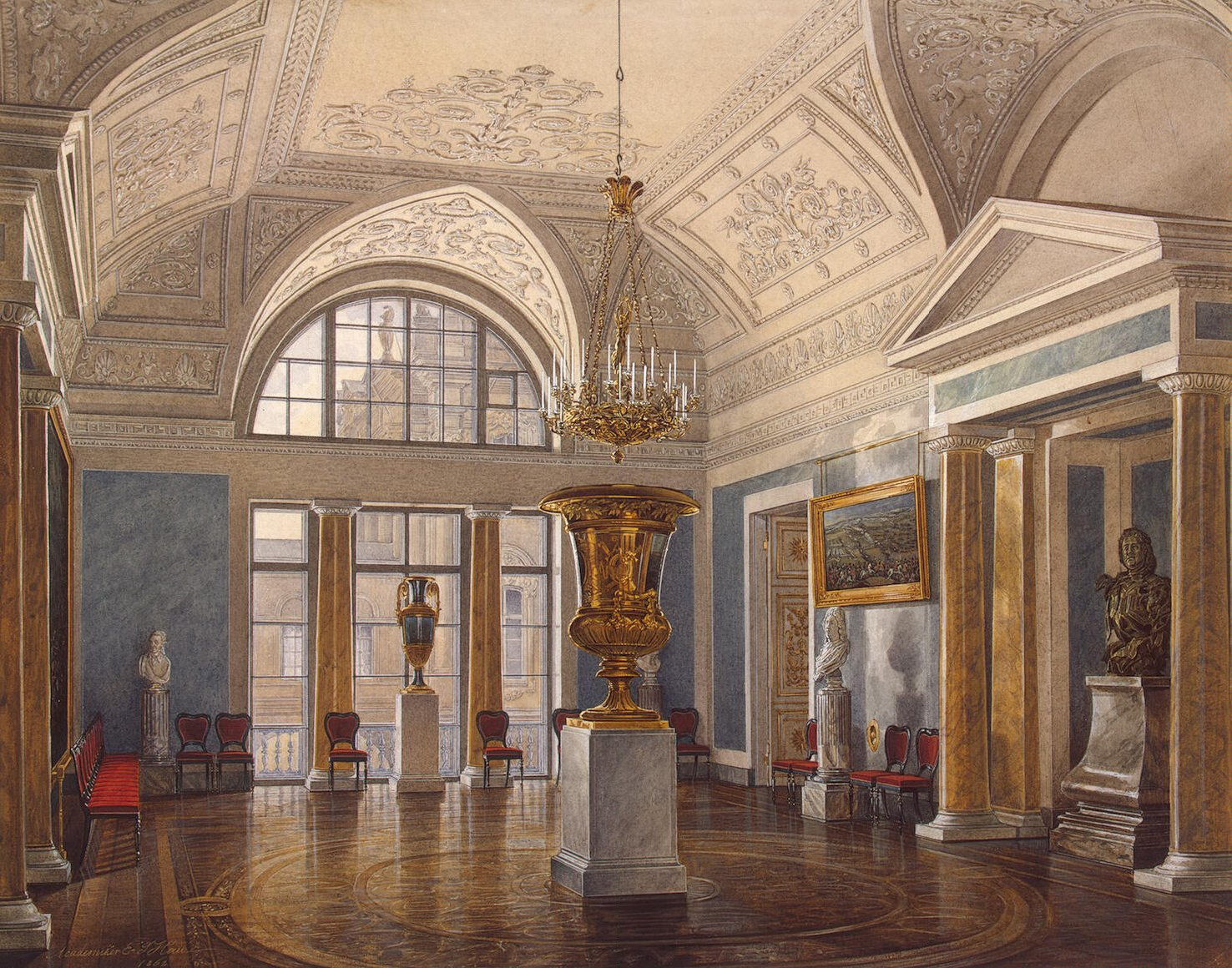
Аполлонов зал, 1862 г.
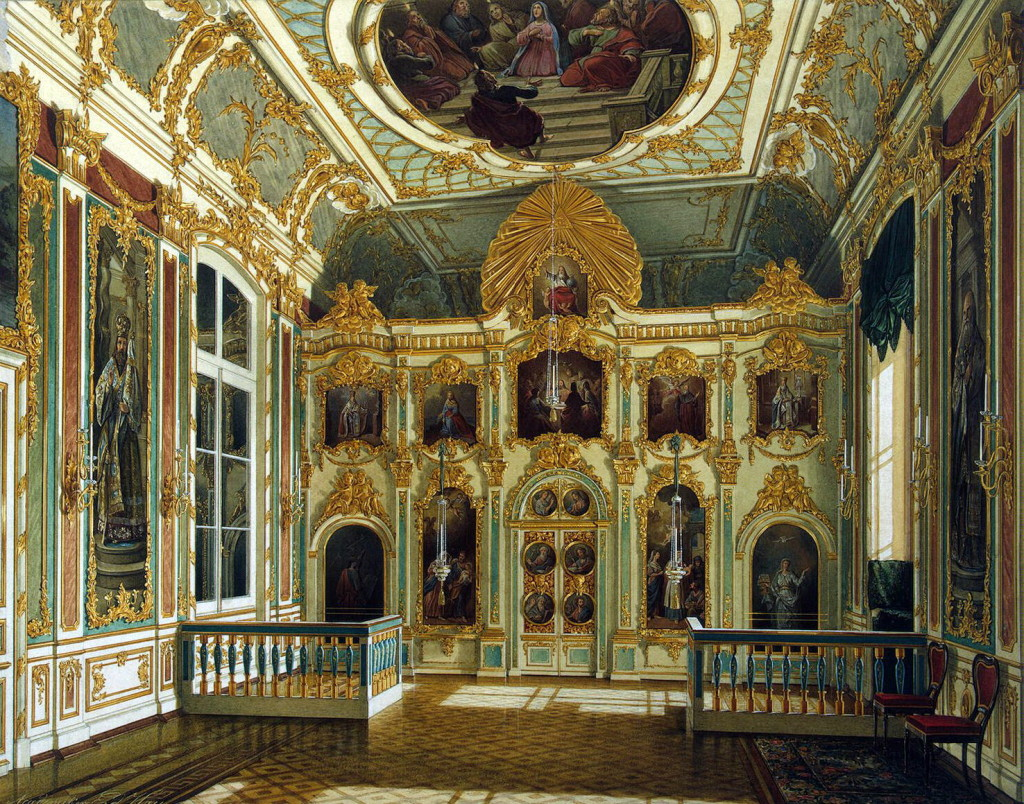
Малая церковь, 1862 г.
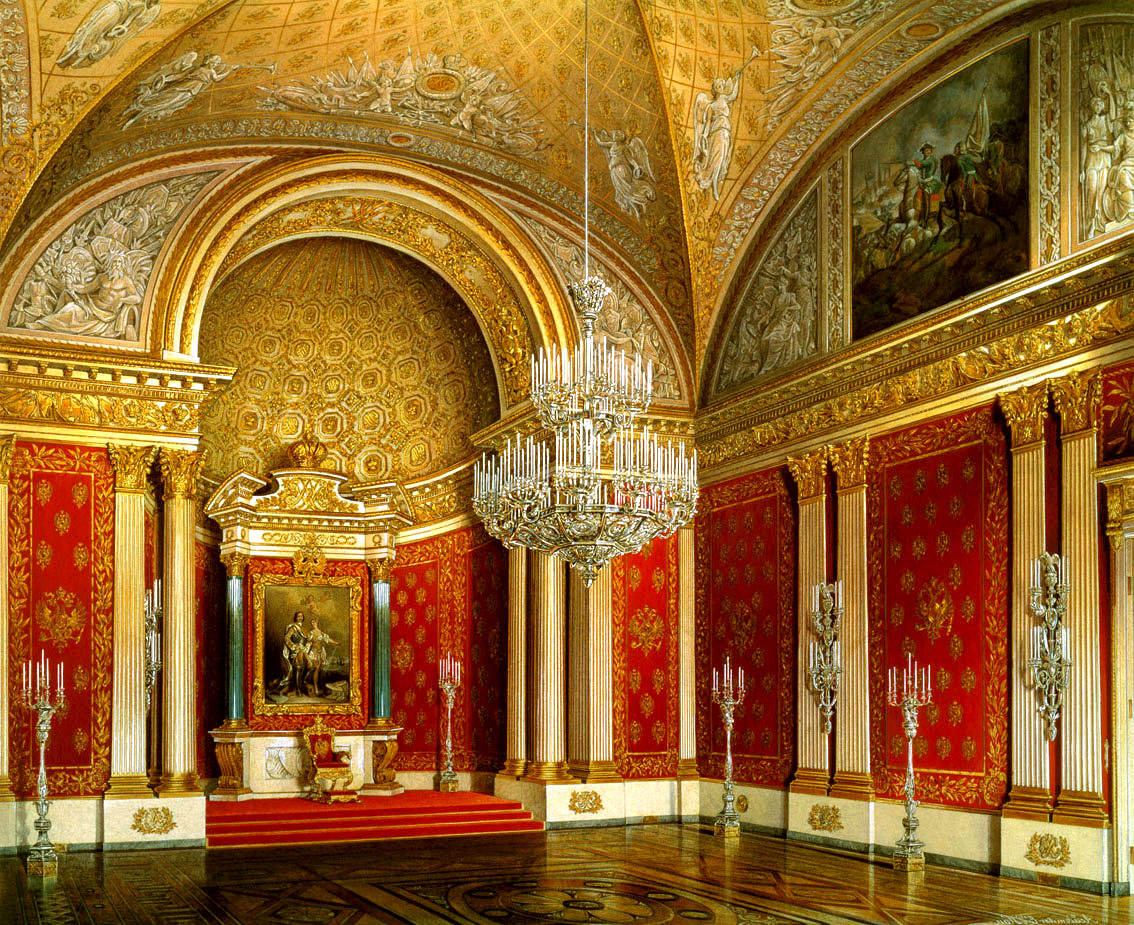
Петровский зал, 1863 г.
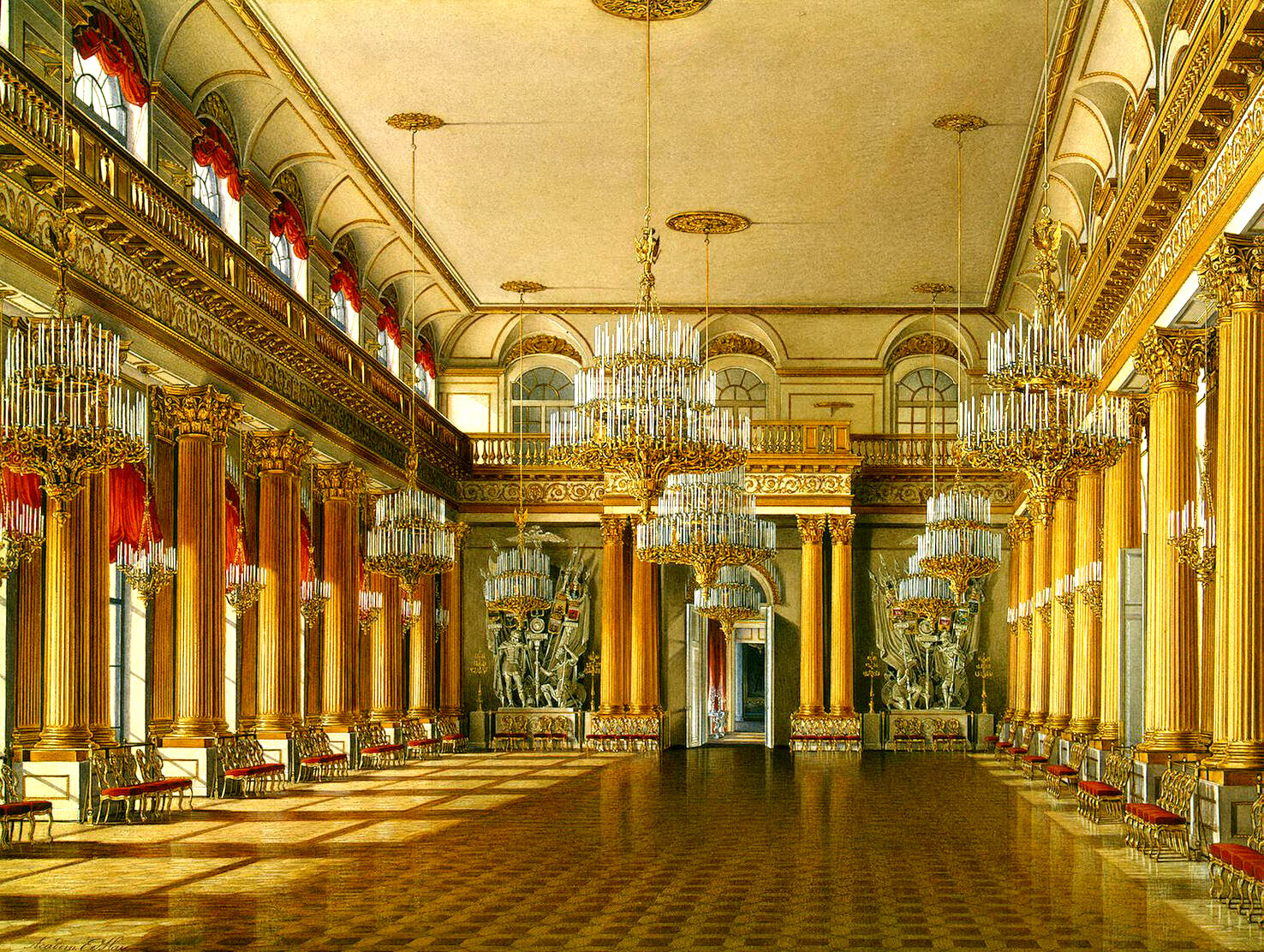
Гербовый зал, 1863 г.
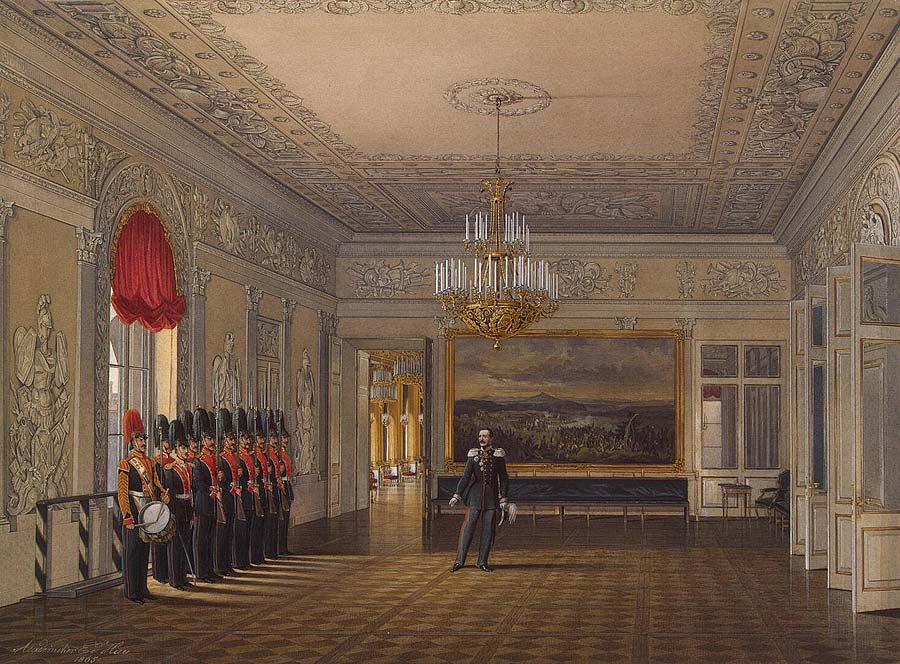
Пикетный зал, 1863 г.
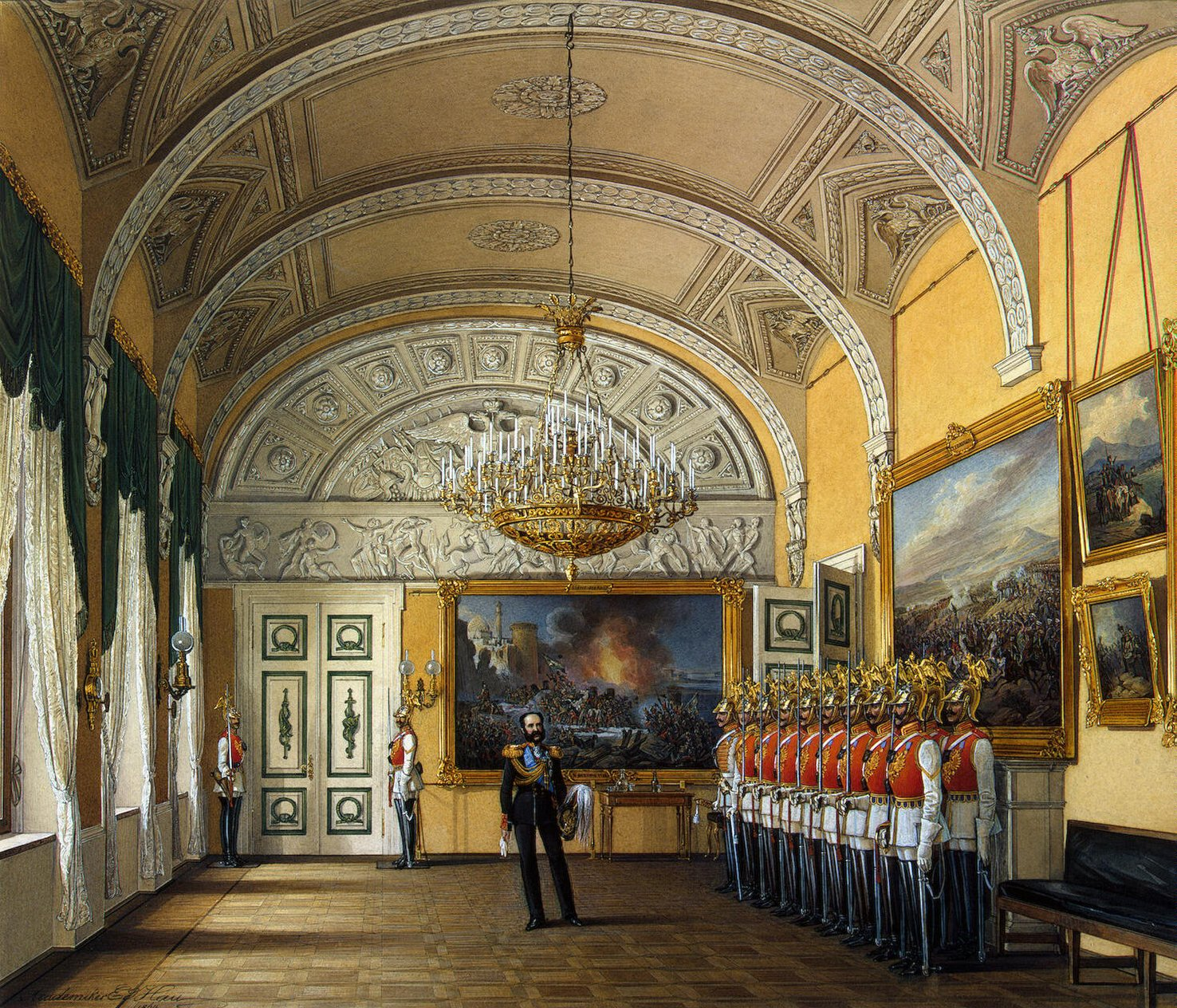
Зал развода караула, 1864 г.
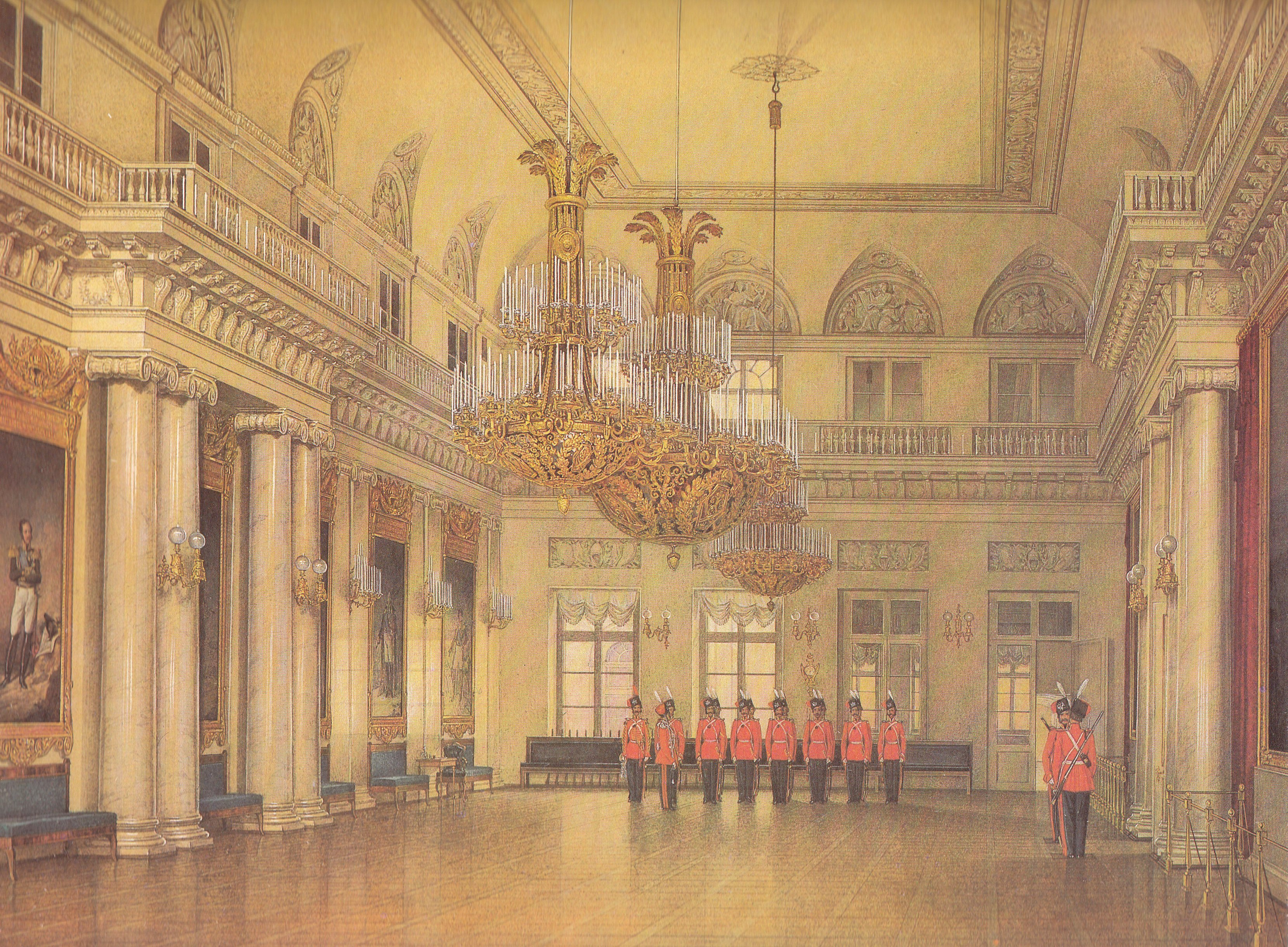
Фельдмаршальский зал, 1866 г.
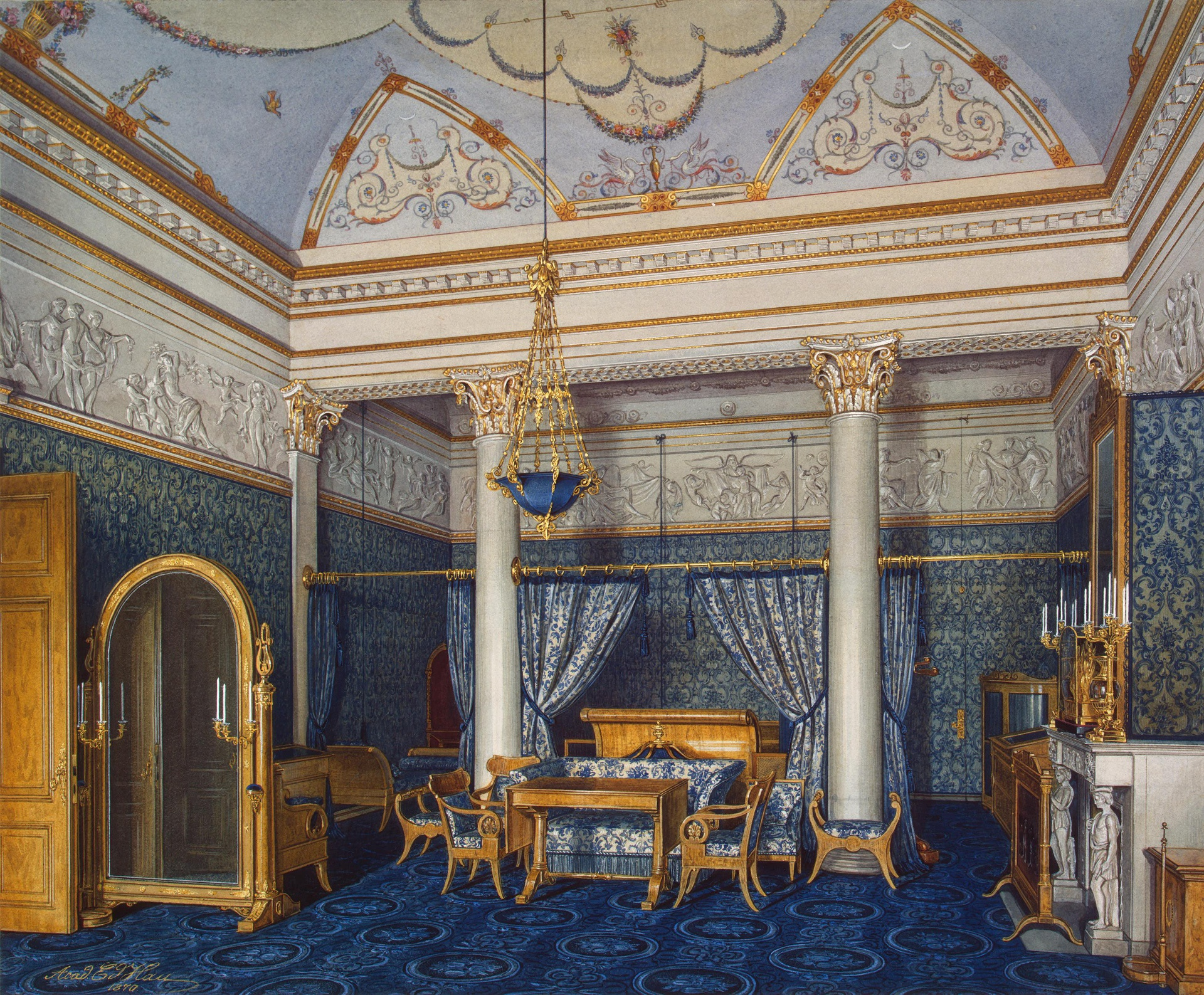
Спальня императрицы Александры Фёдоровны, 1870 г.
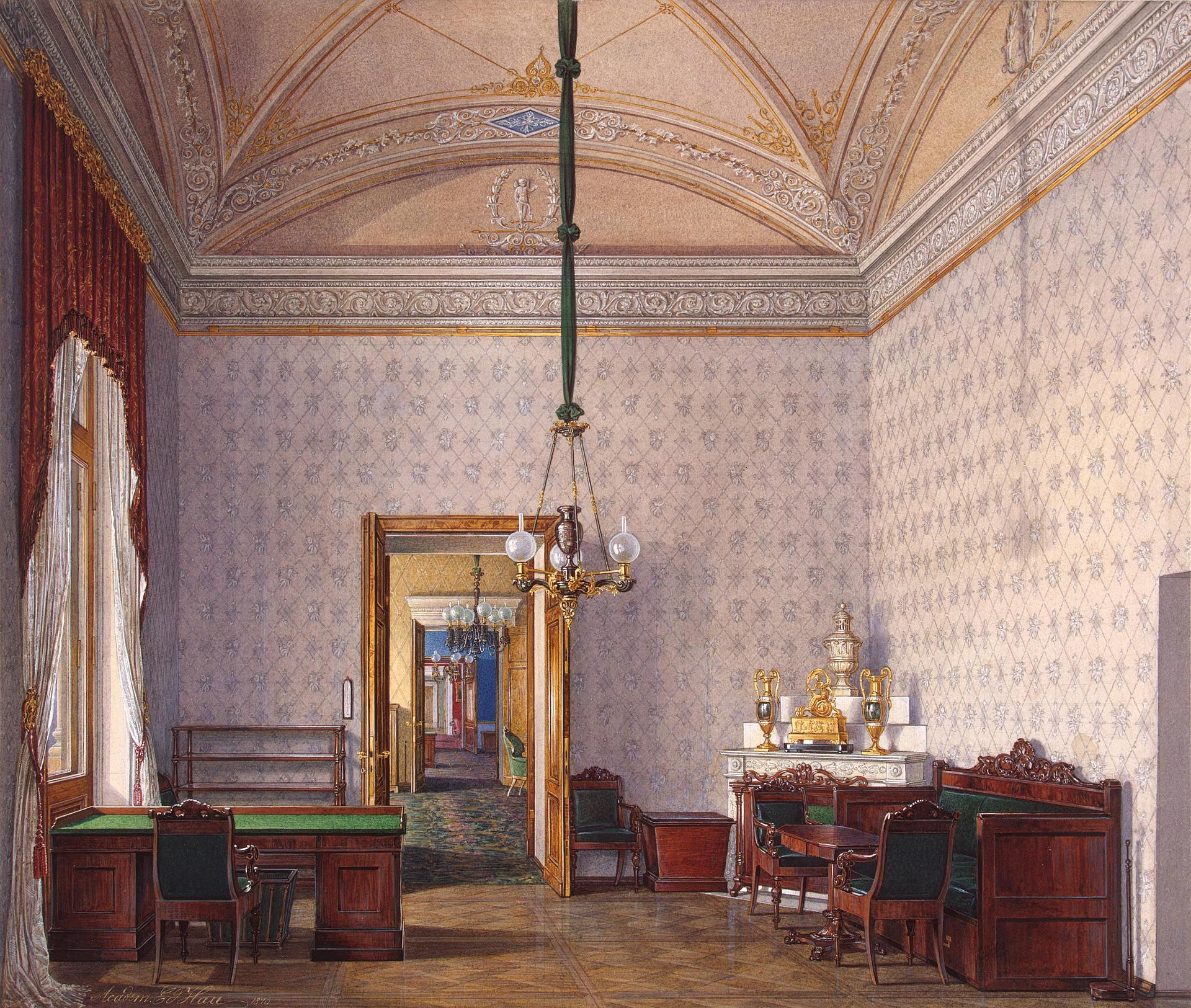
Учебная комната во II Запасной половине, 1870 г.
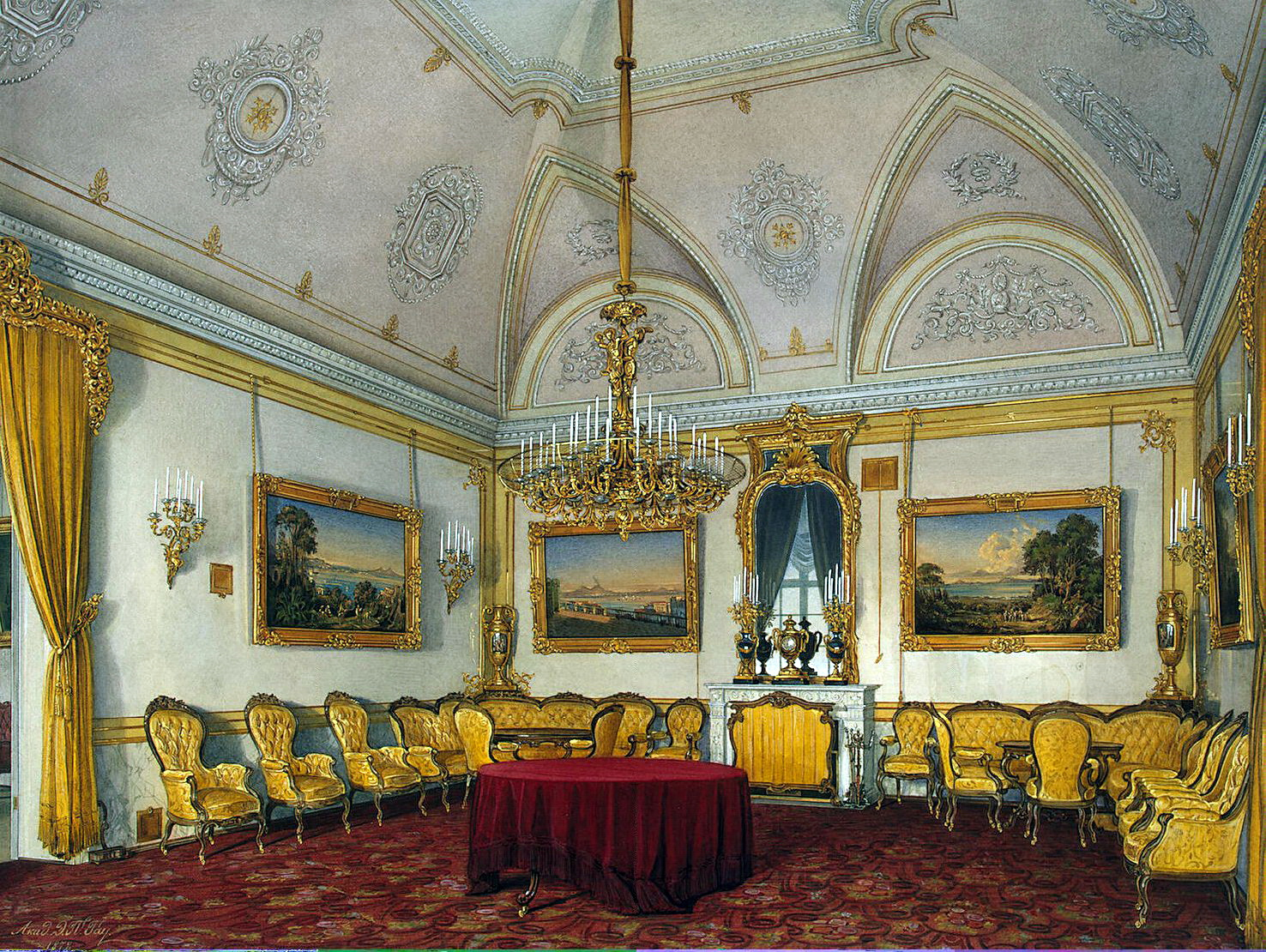
Первая гостиная III Запасной половины (Малая столовая), 1872 г.

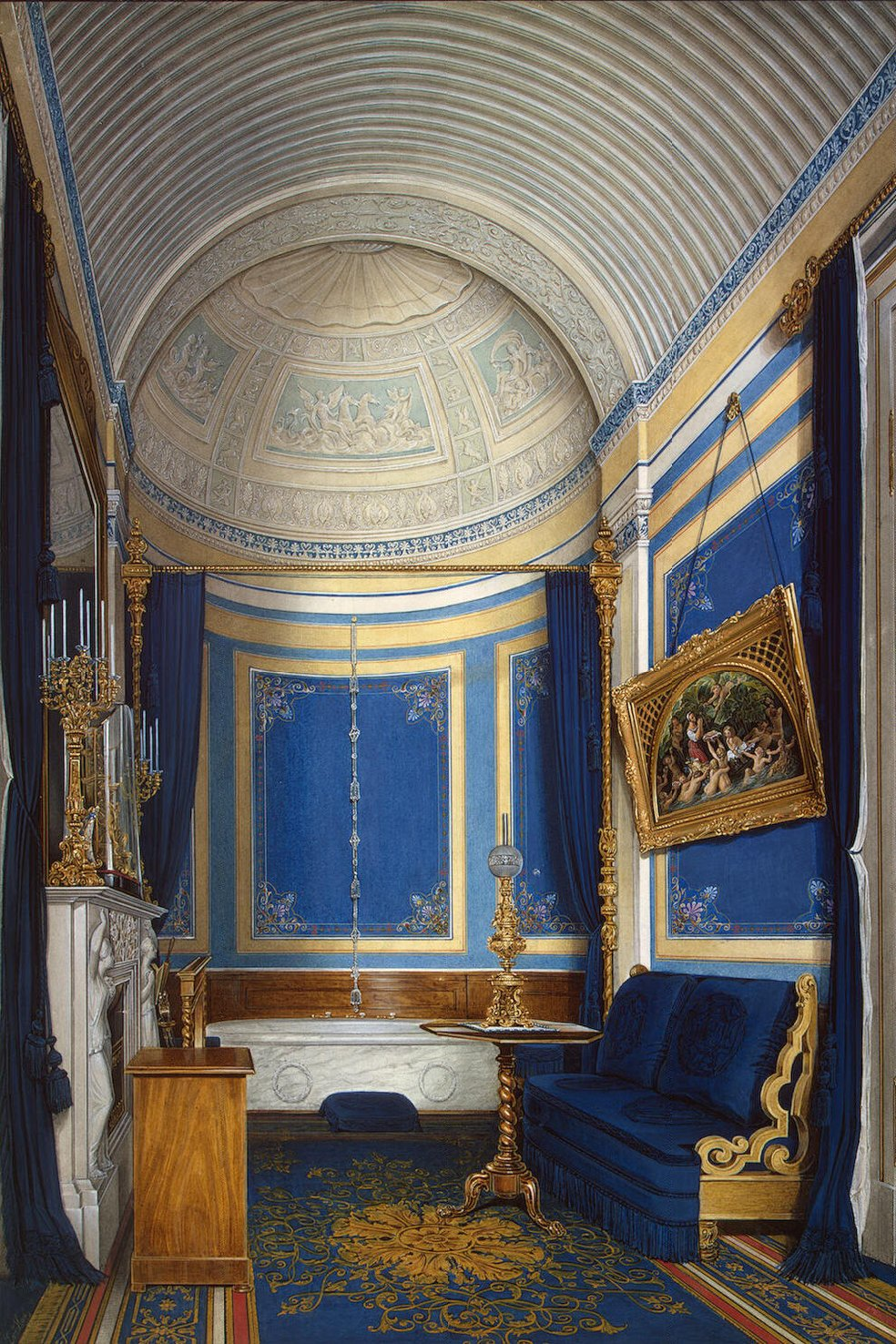
Ванная великой княгини Марии Александровны, 1850-е гг.
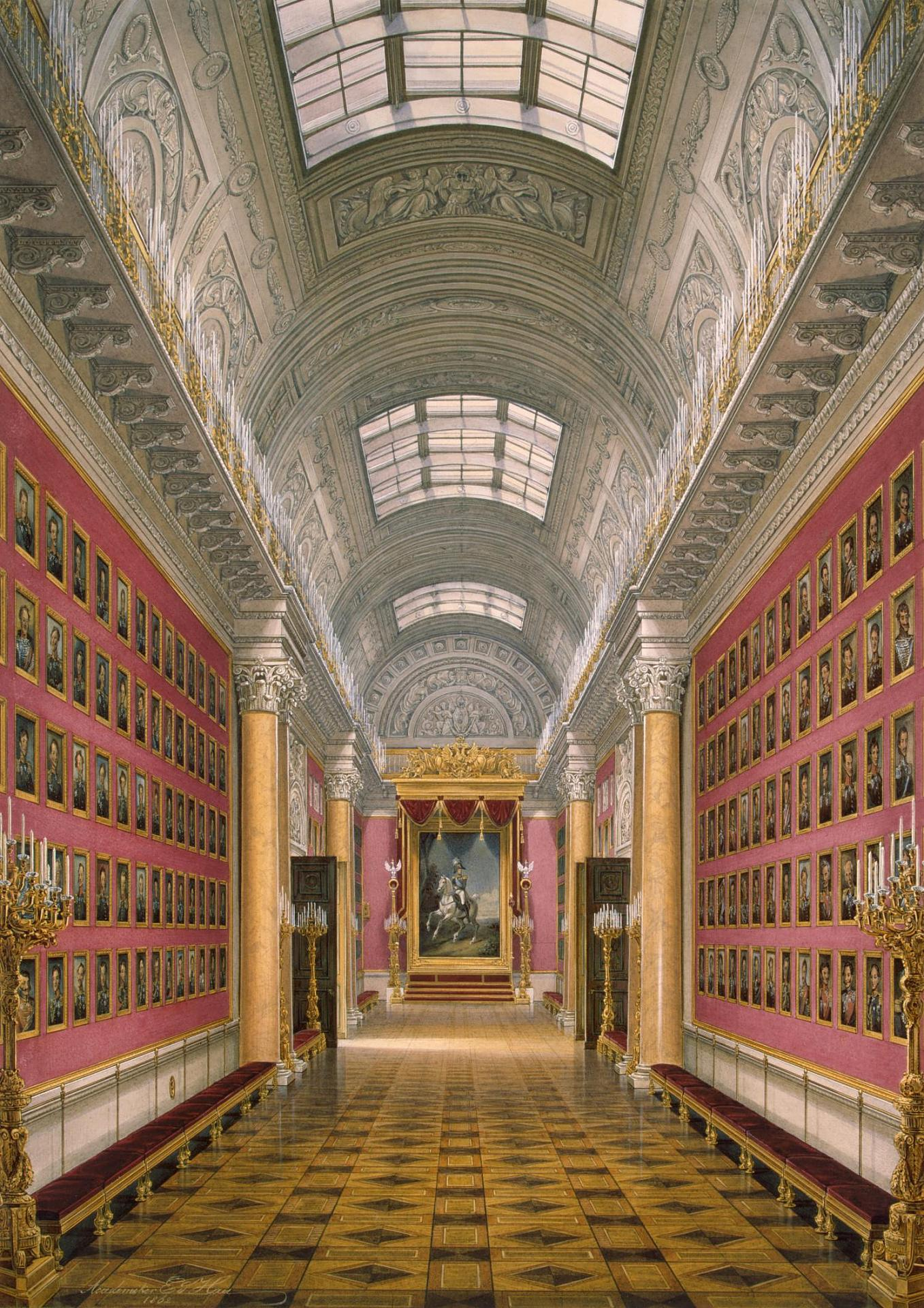
Военная галерея 1812 года, 1862 г.
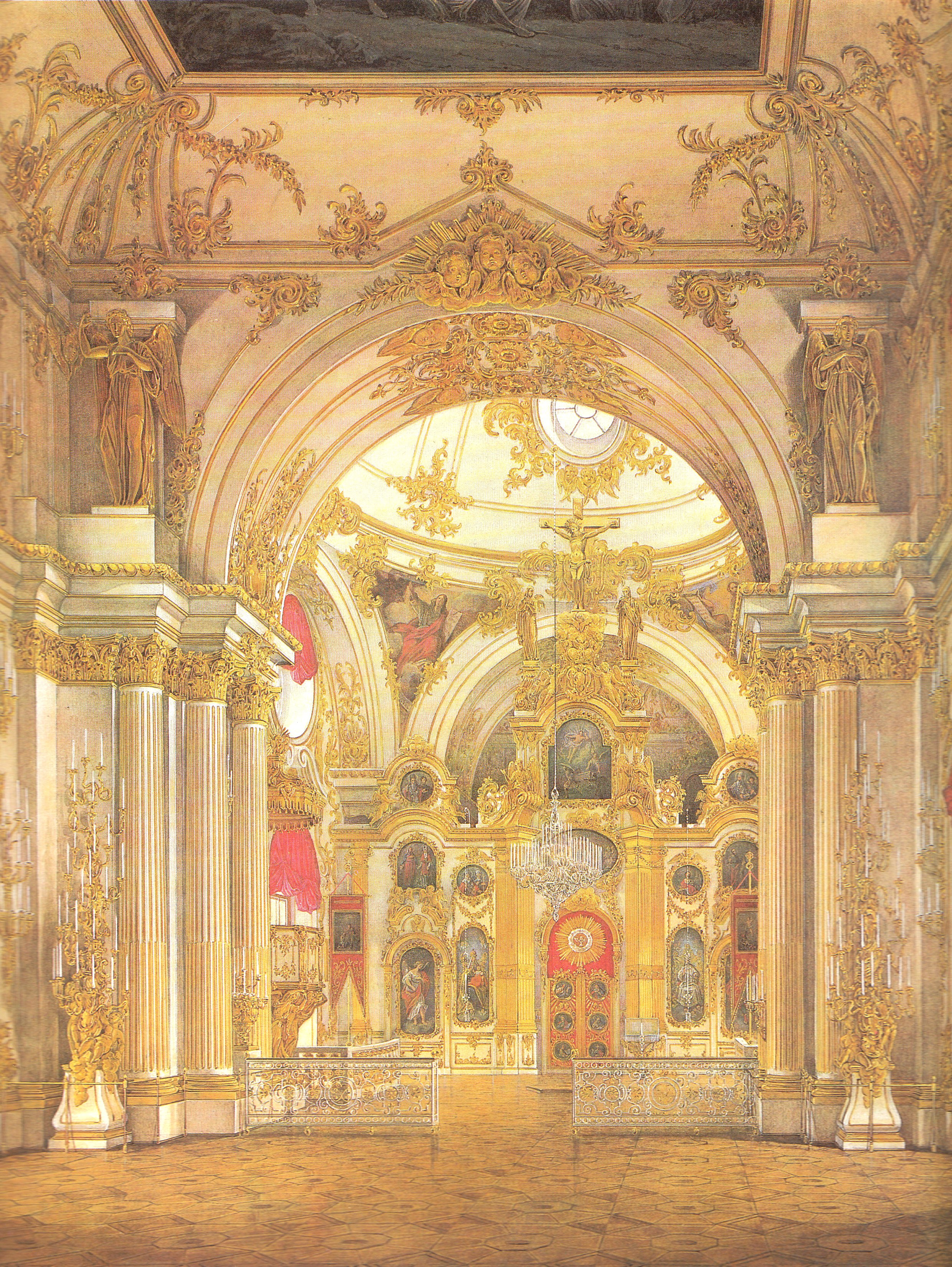
Большая церковь, 1860-е гг.
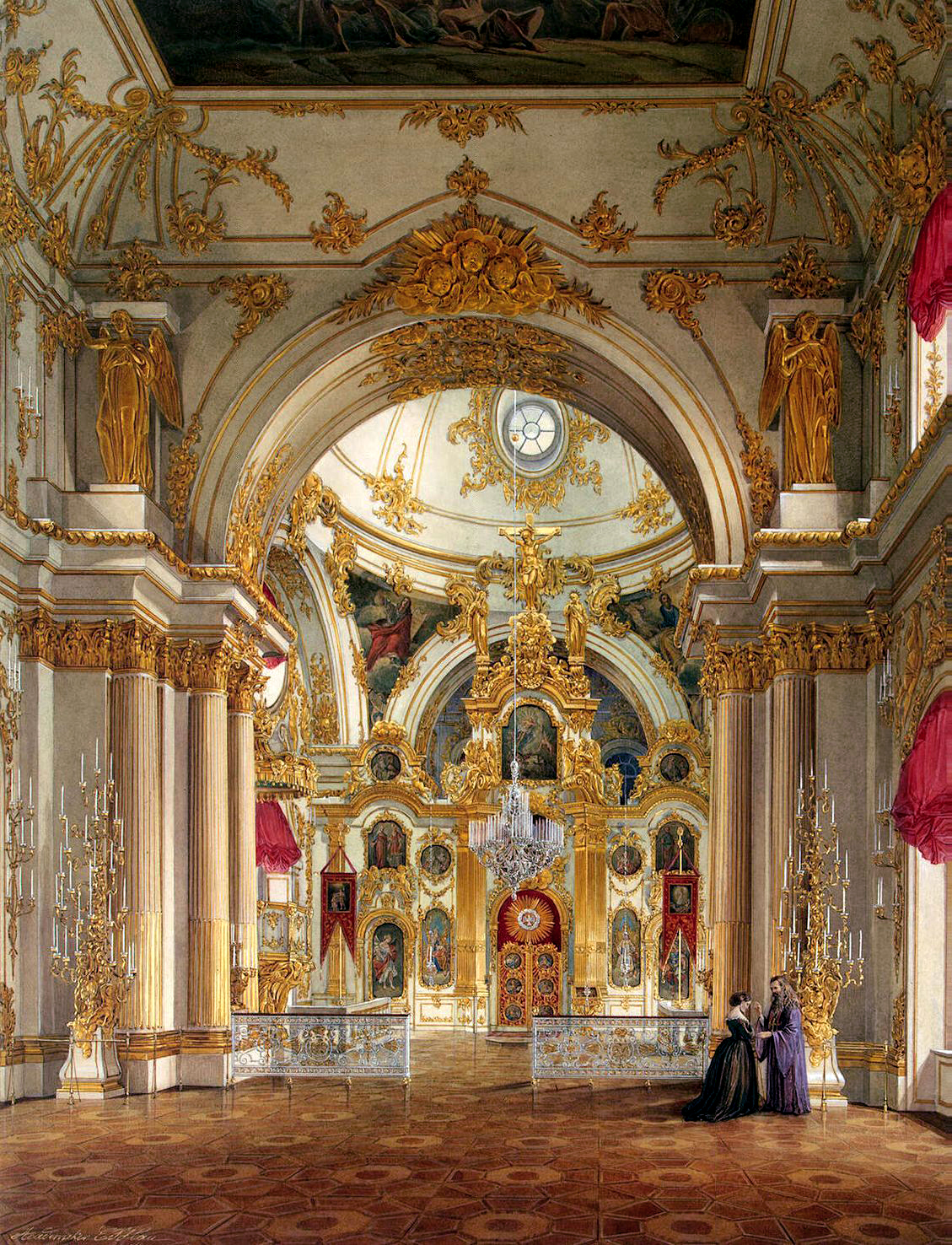
Большая церковь, 1866 г.
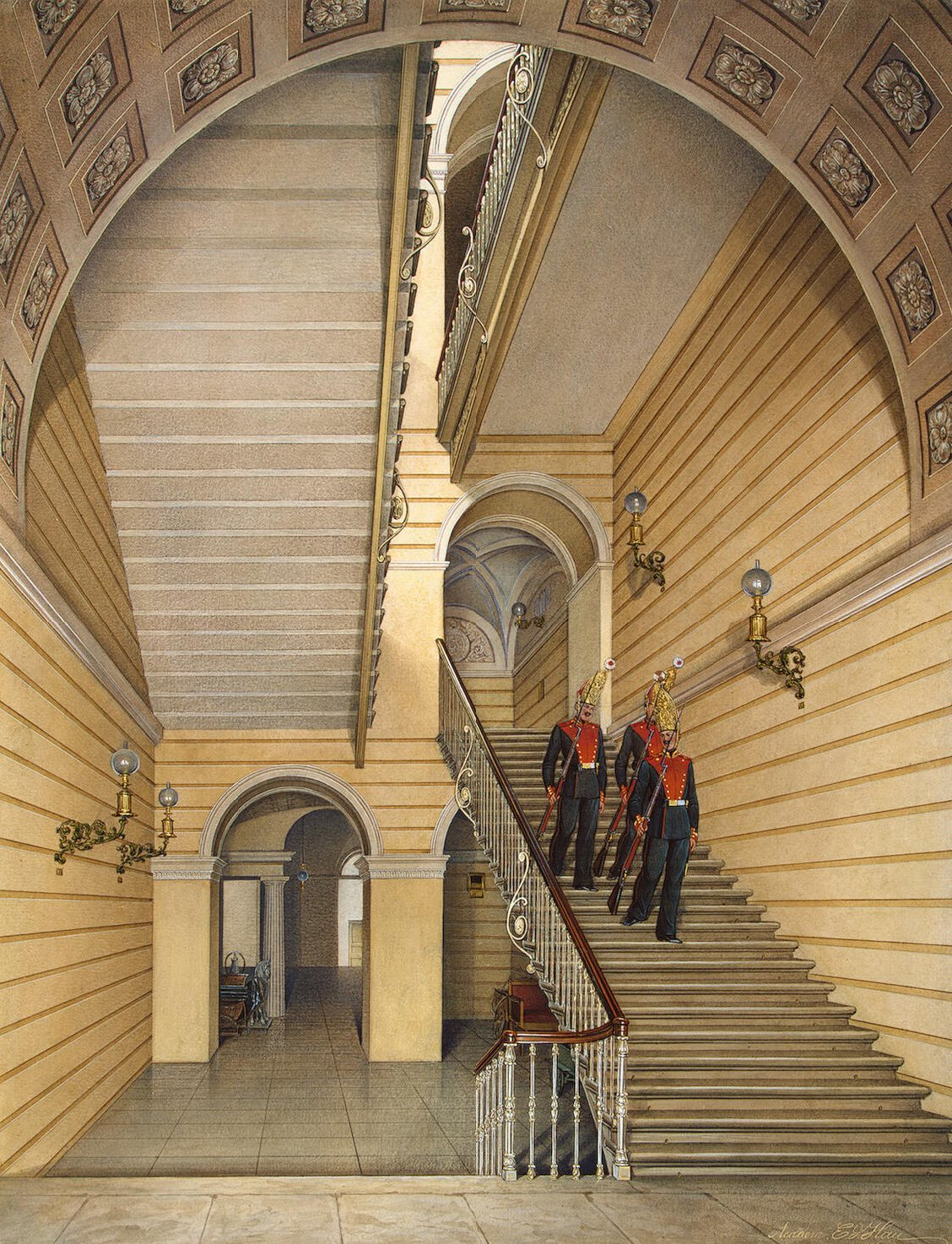
Церковная лестница, 1869 г.
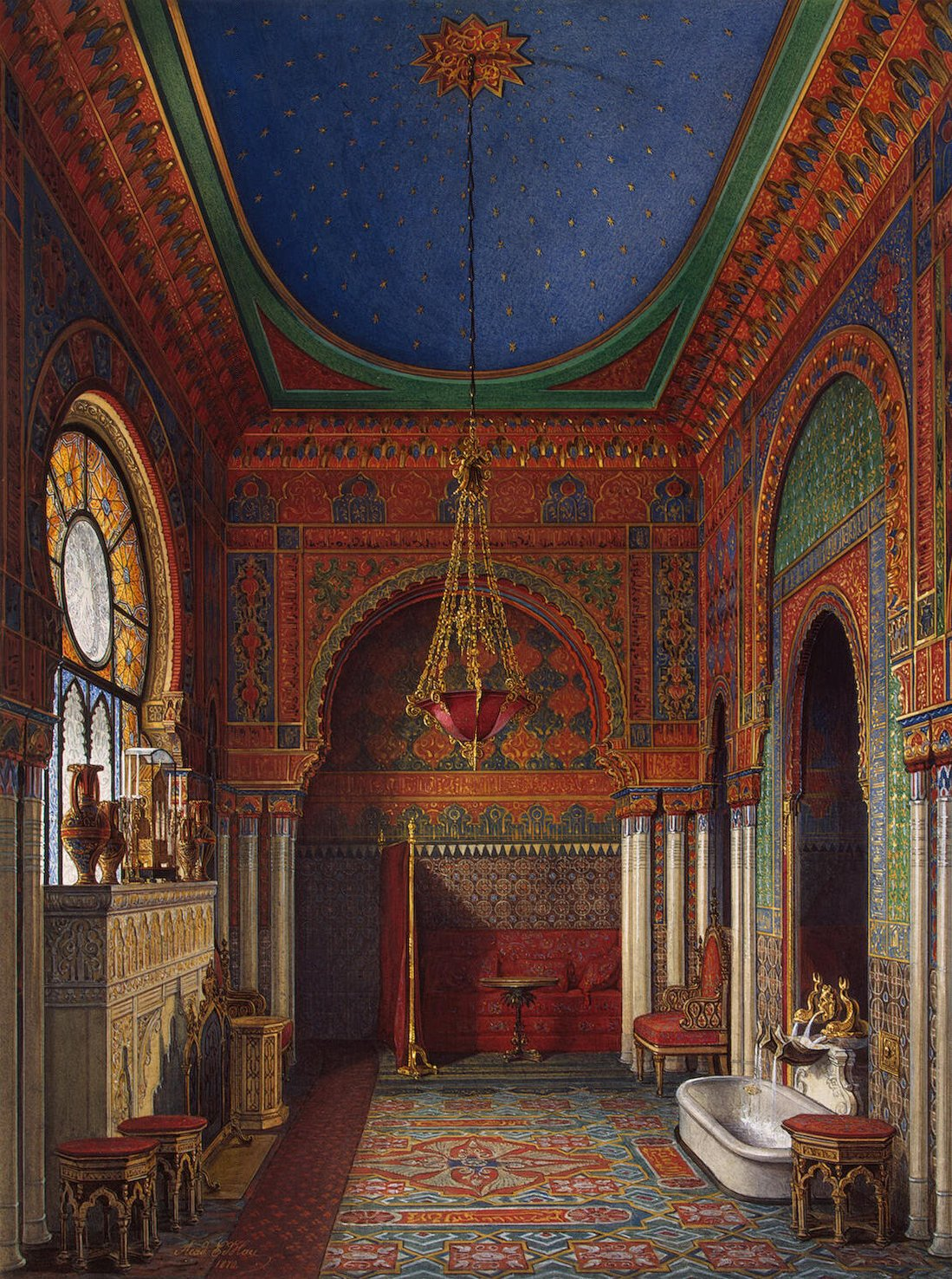
Ванная императрицы Александры Фёдоровны, 1870 г.
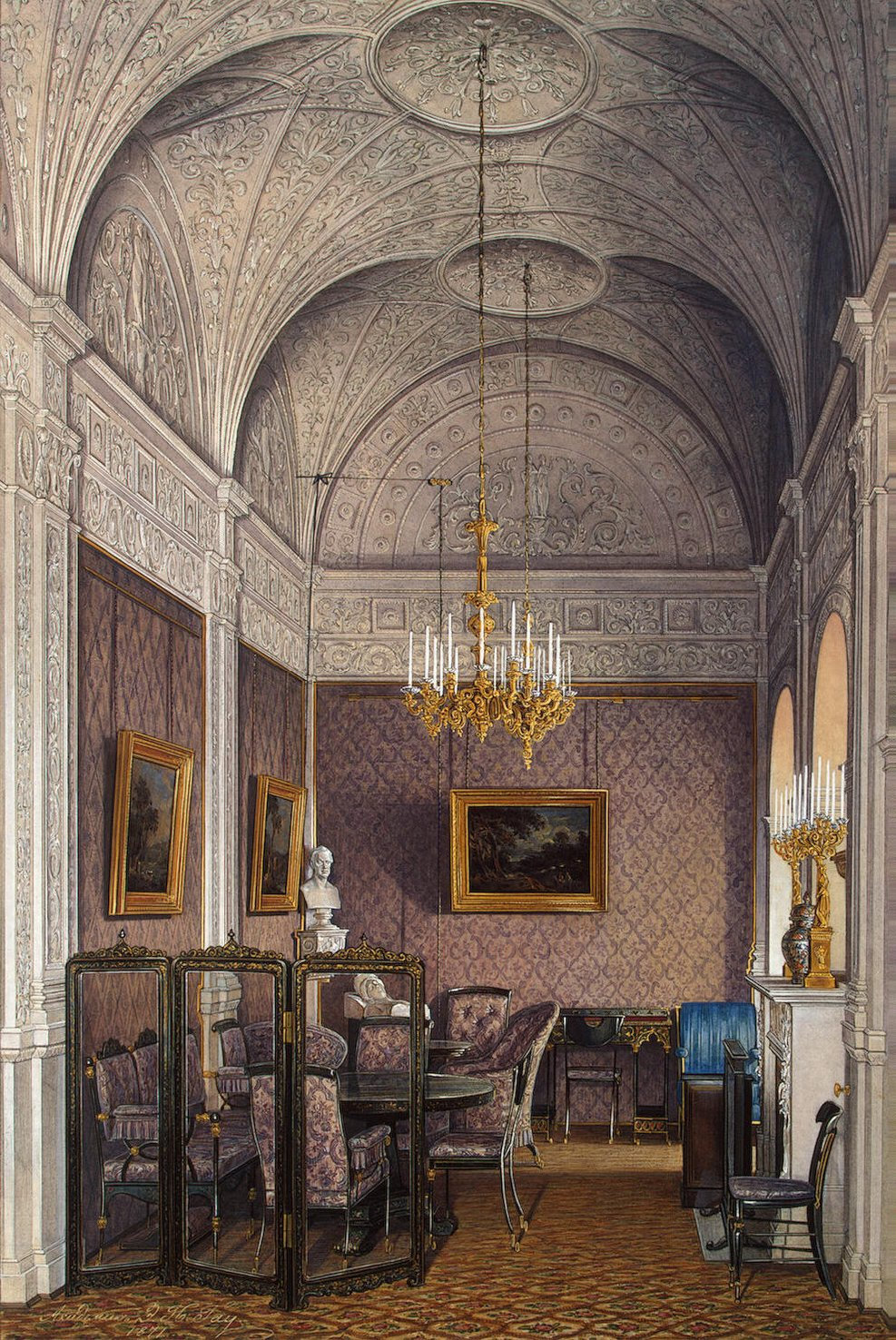
Будуар императрицы Александры Фёдоровны, 1871 г.
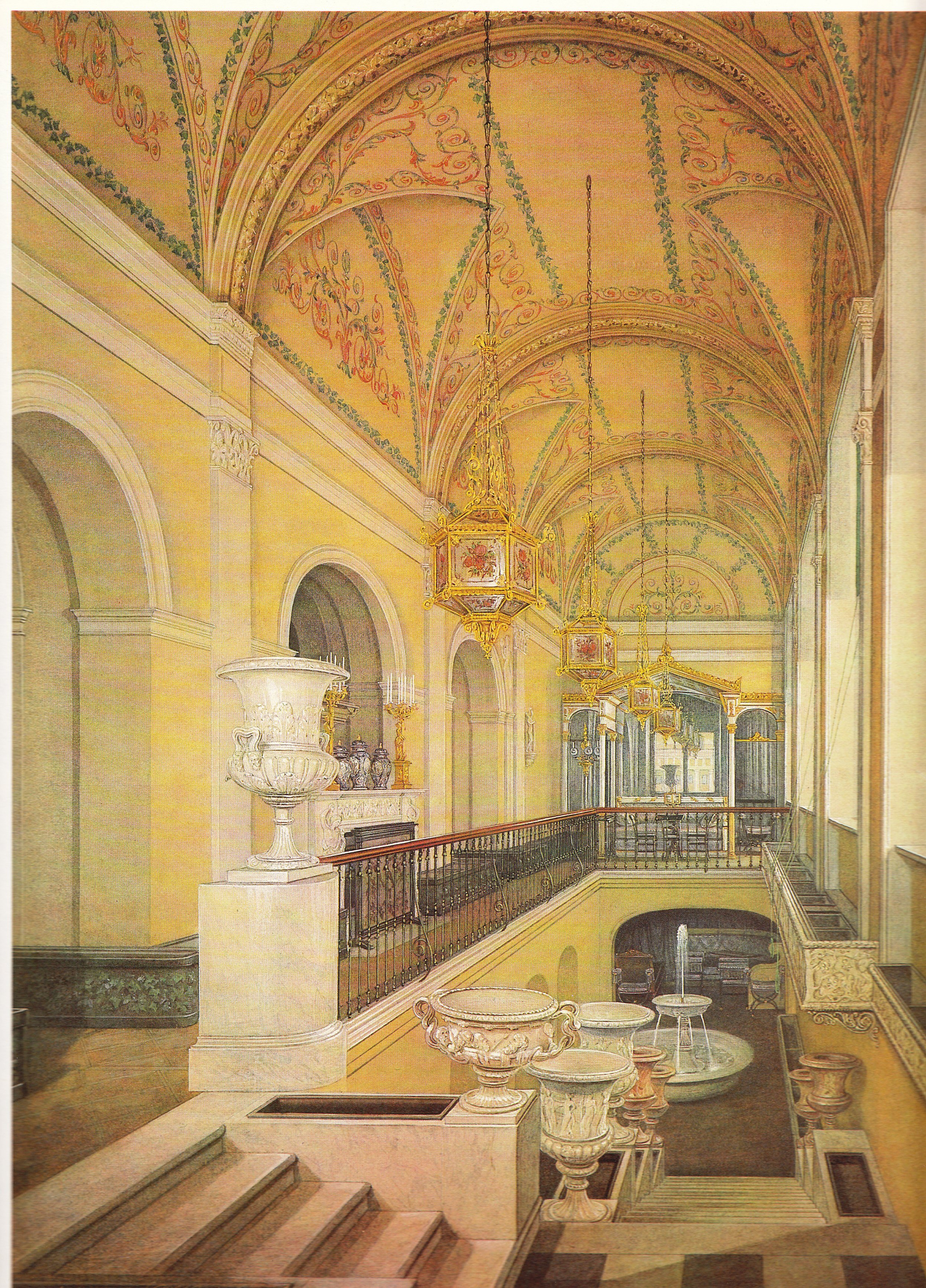
Зимний сад, 1871 г.

- Павильонный зал,
1864 г.
- Спальня цесаревича
Николая Александровича, 1865 г.
- Кабинет цесаревича
Николая Александровича, 1865 г.
- Зимний сад,
1865 г.

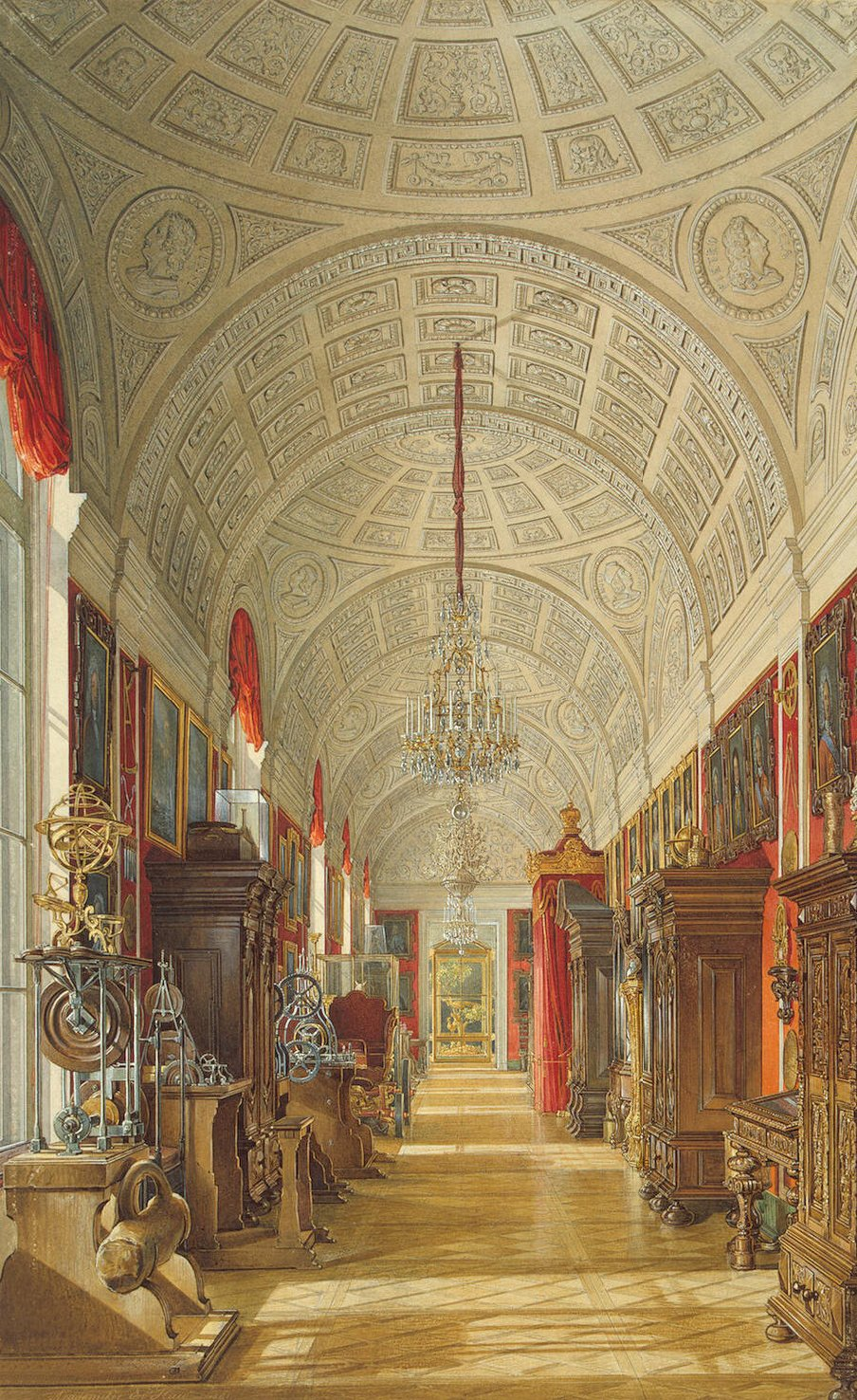
Восточная галерея, 1861 г.
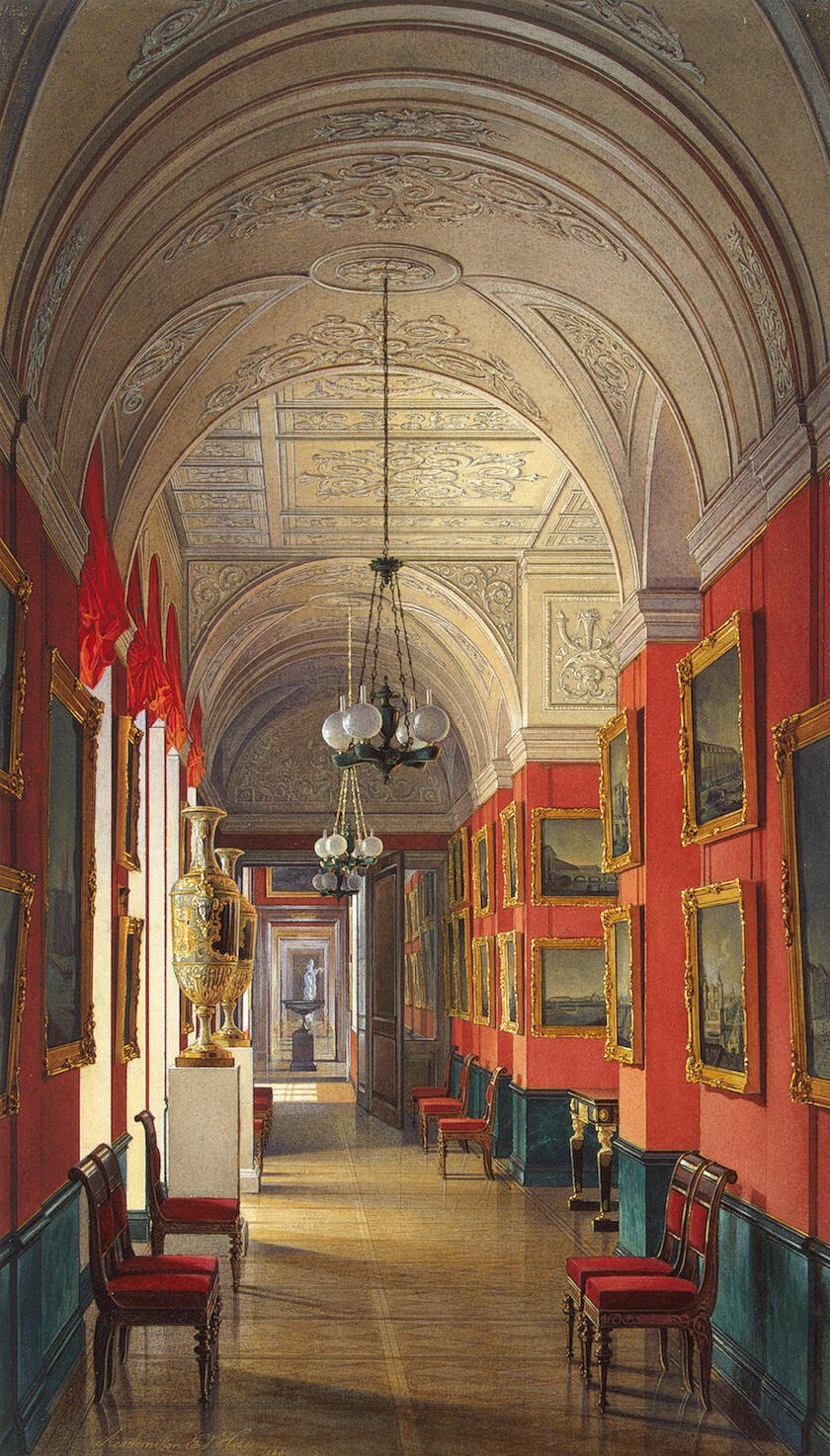
Галерея видов Санкт-Петербурга, 1864 г.
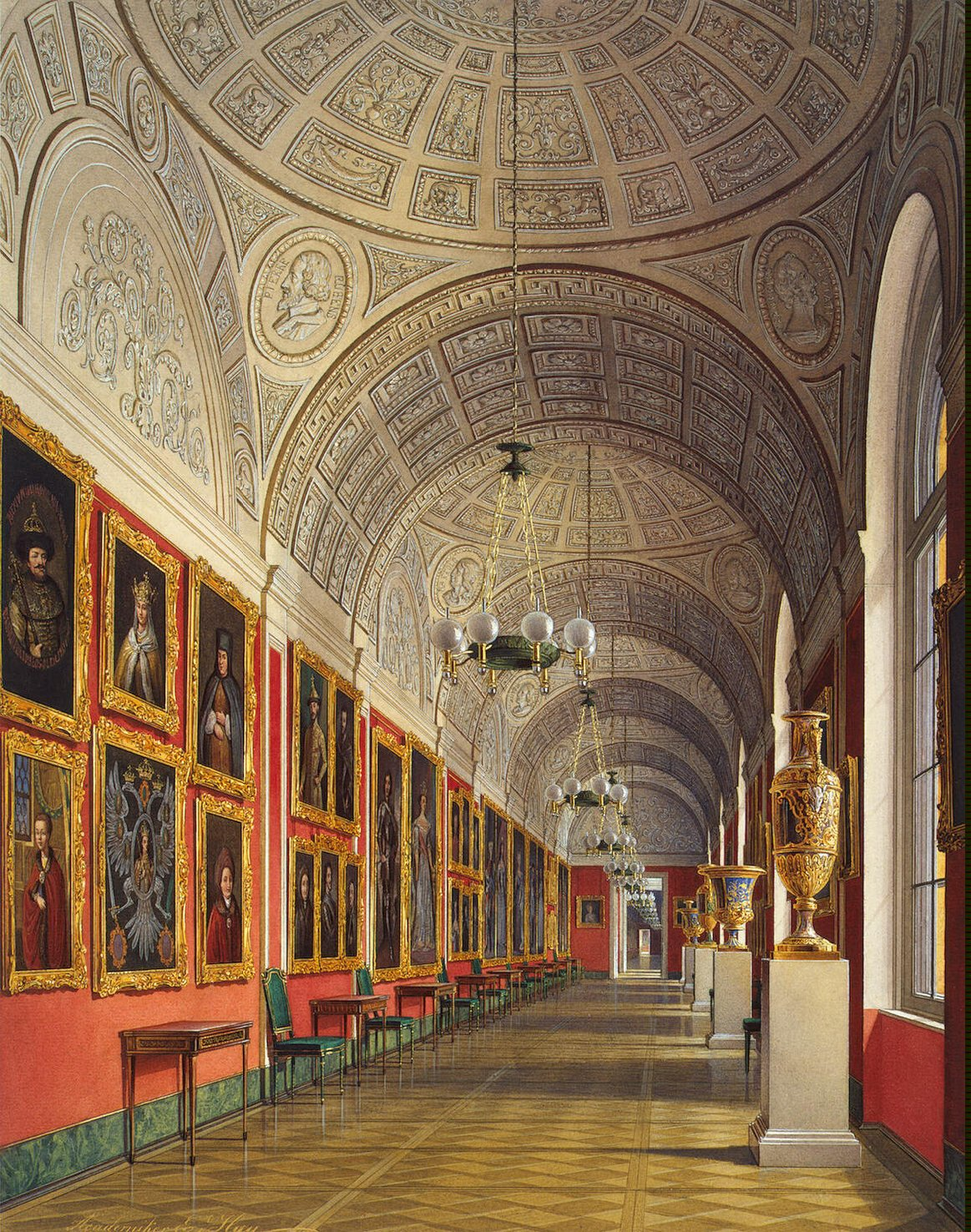
Северная часть галерии Романовых, 1864 г.
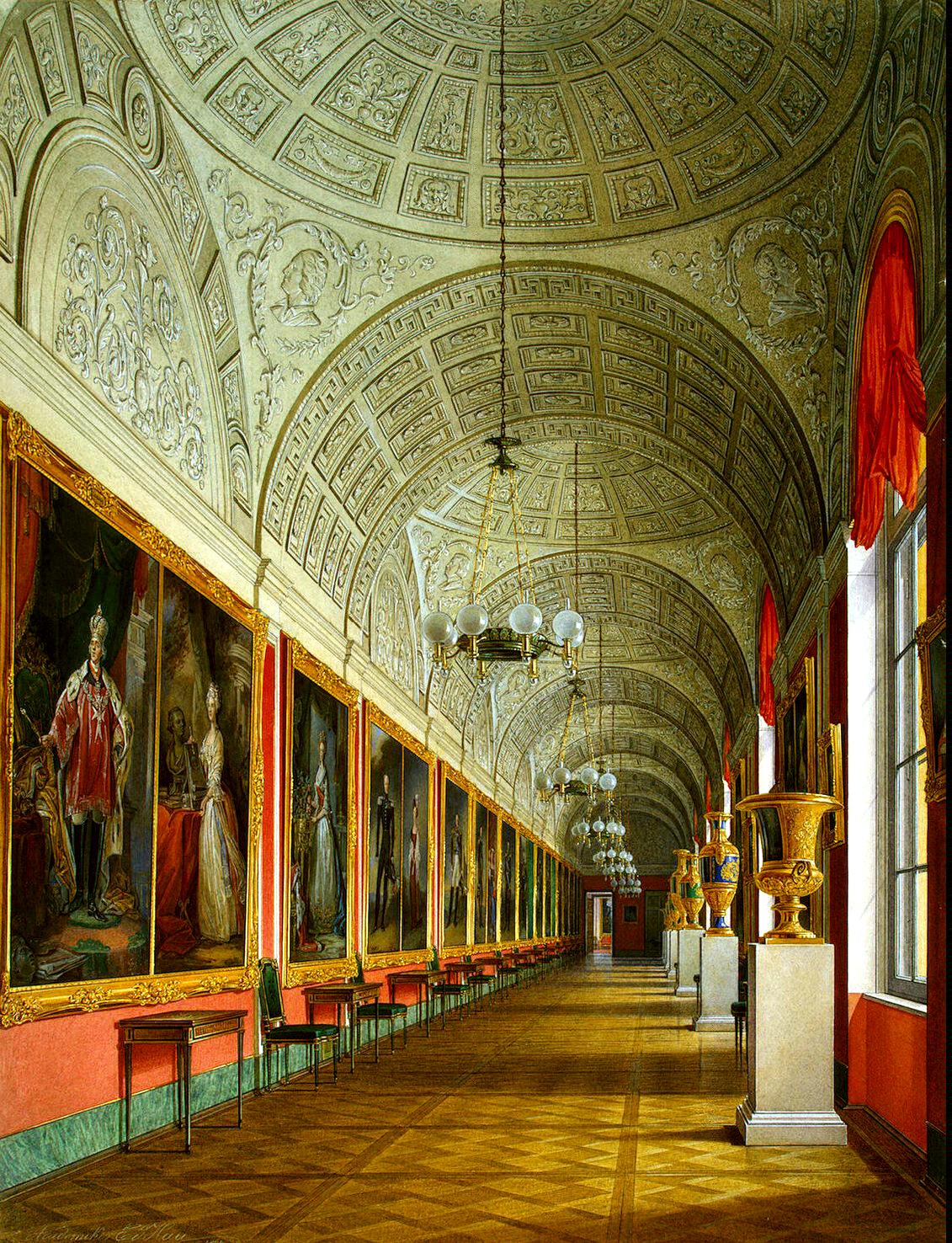
Южная часть галерии Романовых, 1864 г.
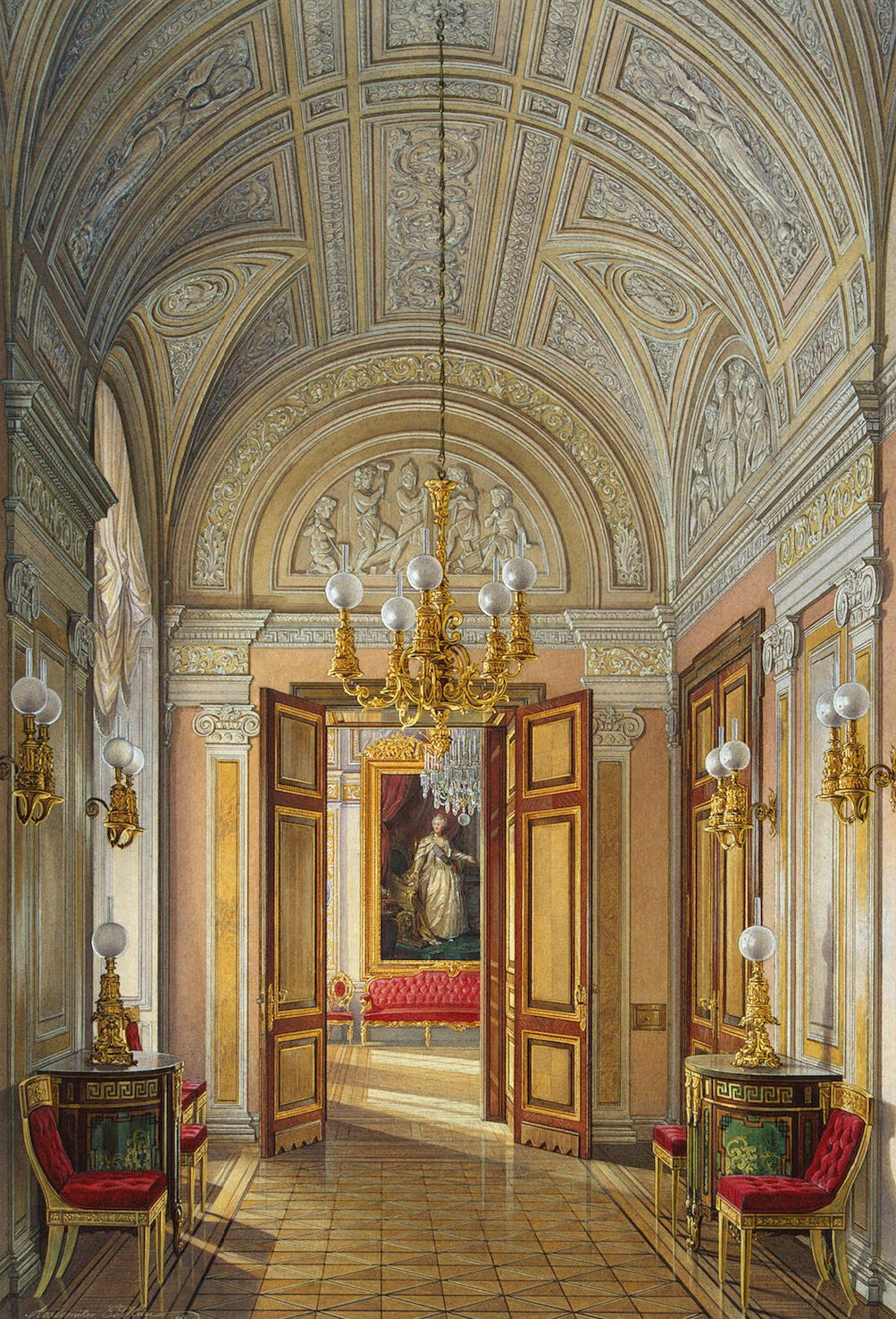
Кабинет, 1865 г.

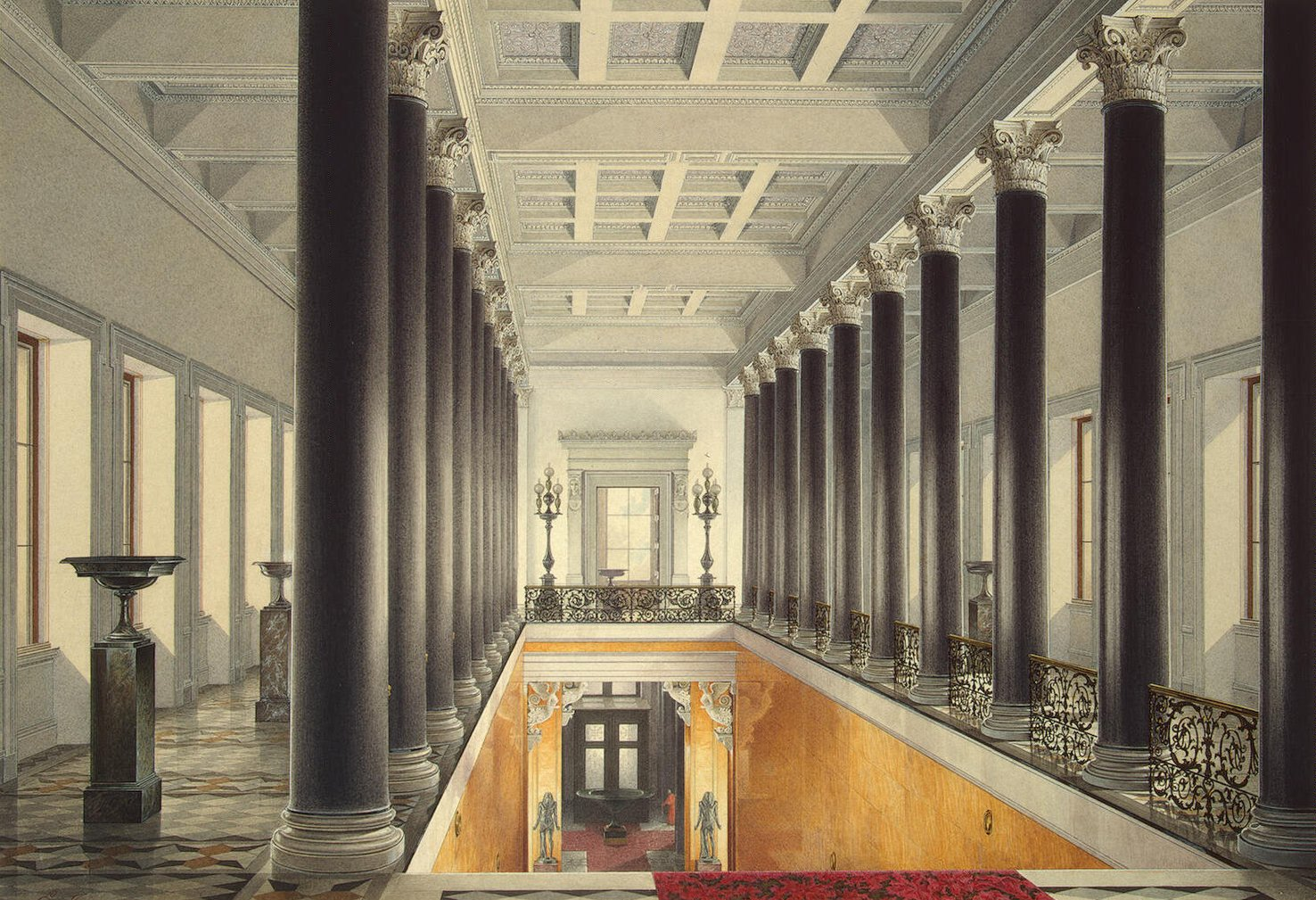
Верхняя площадка парадной лестницы, 1853 г.
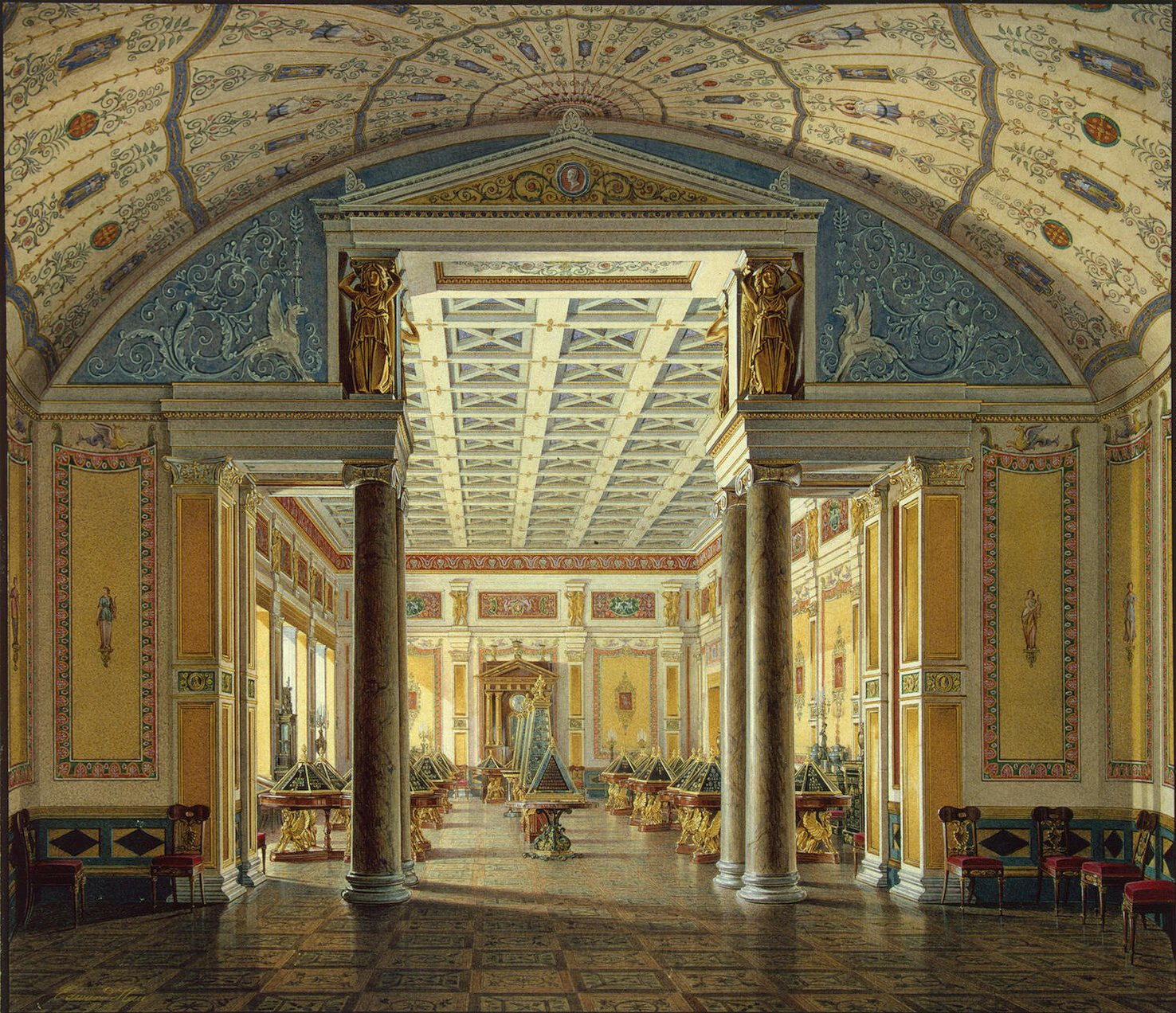
Зал с камеями, 1853 г.
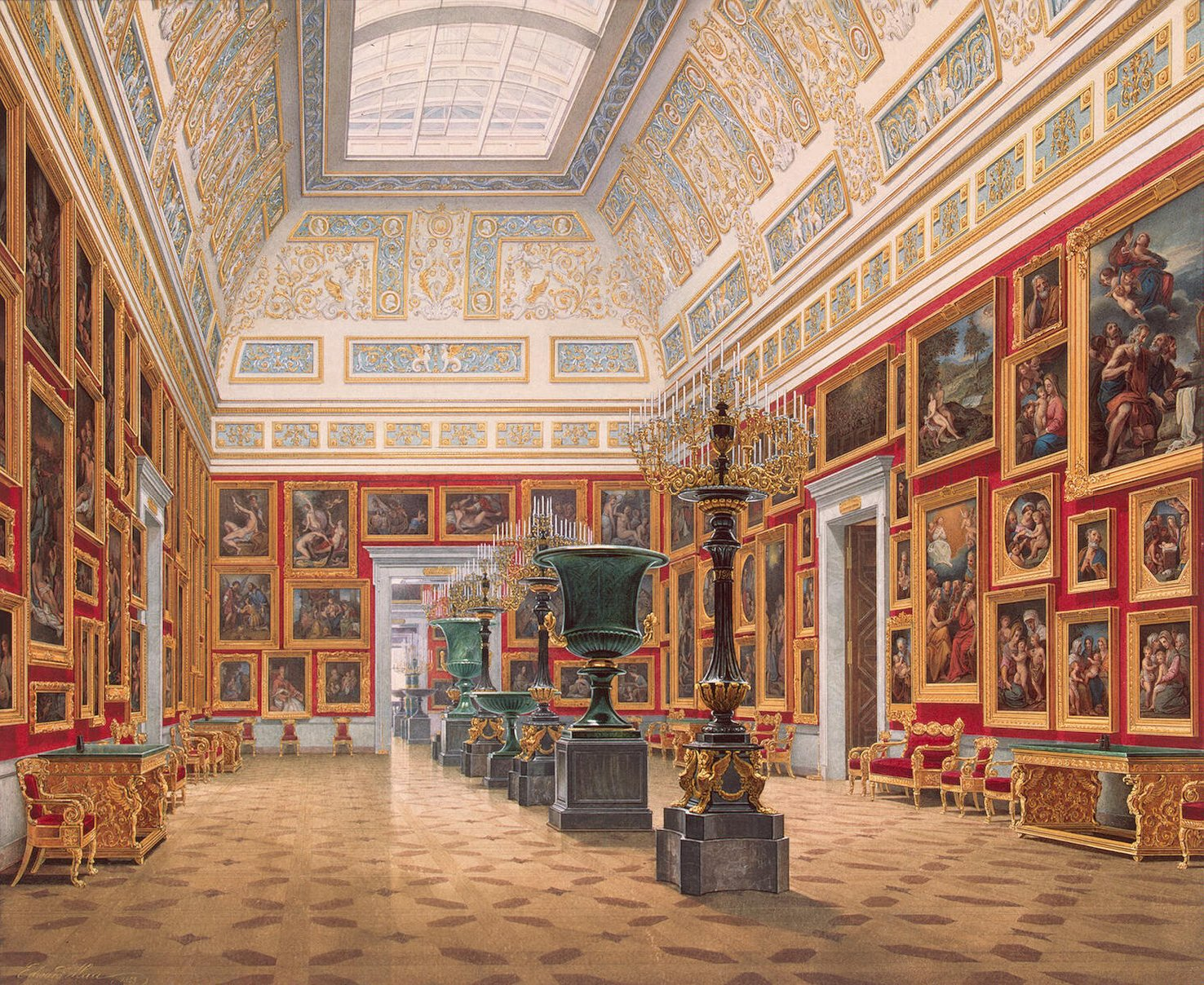
Зал итальянской живописи, 1853 г.
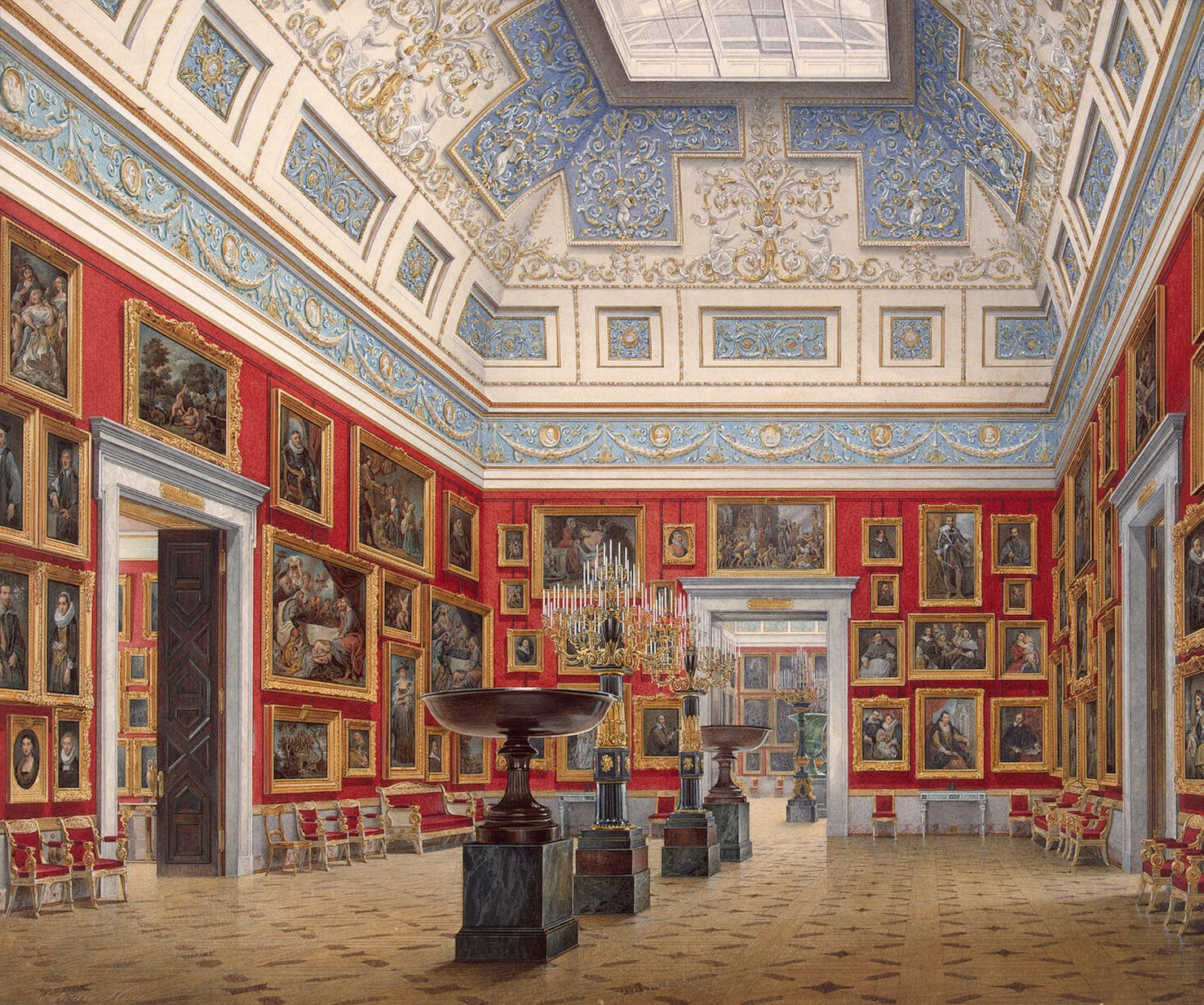
Зал фламандской живописи, 1853 г.
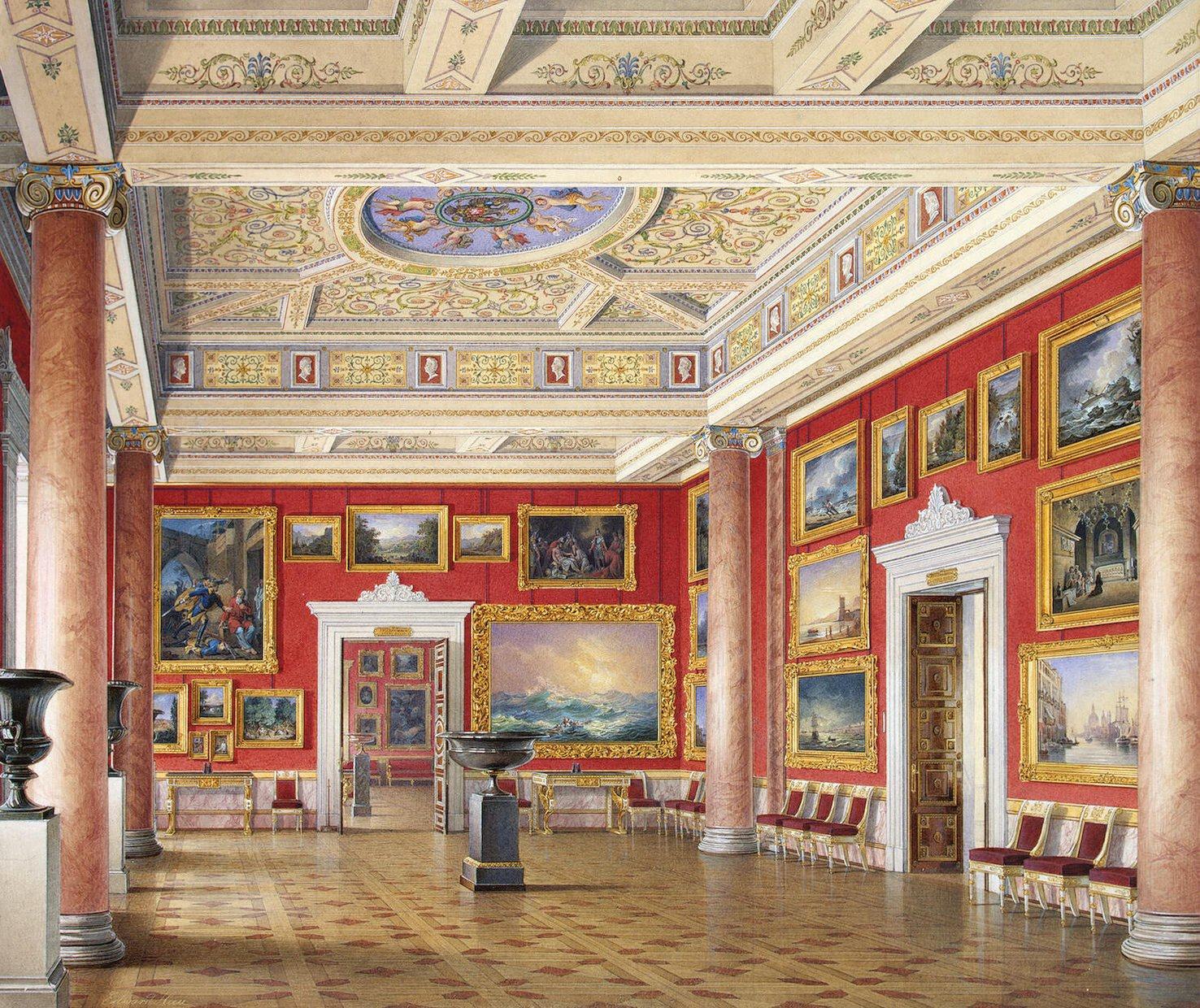
Зал русской живописи, 1854 г.
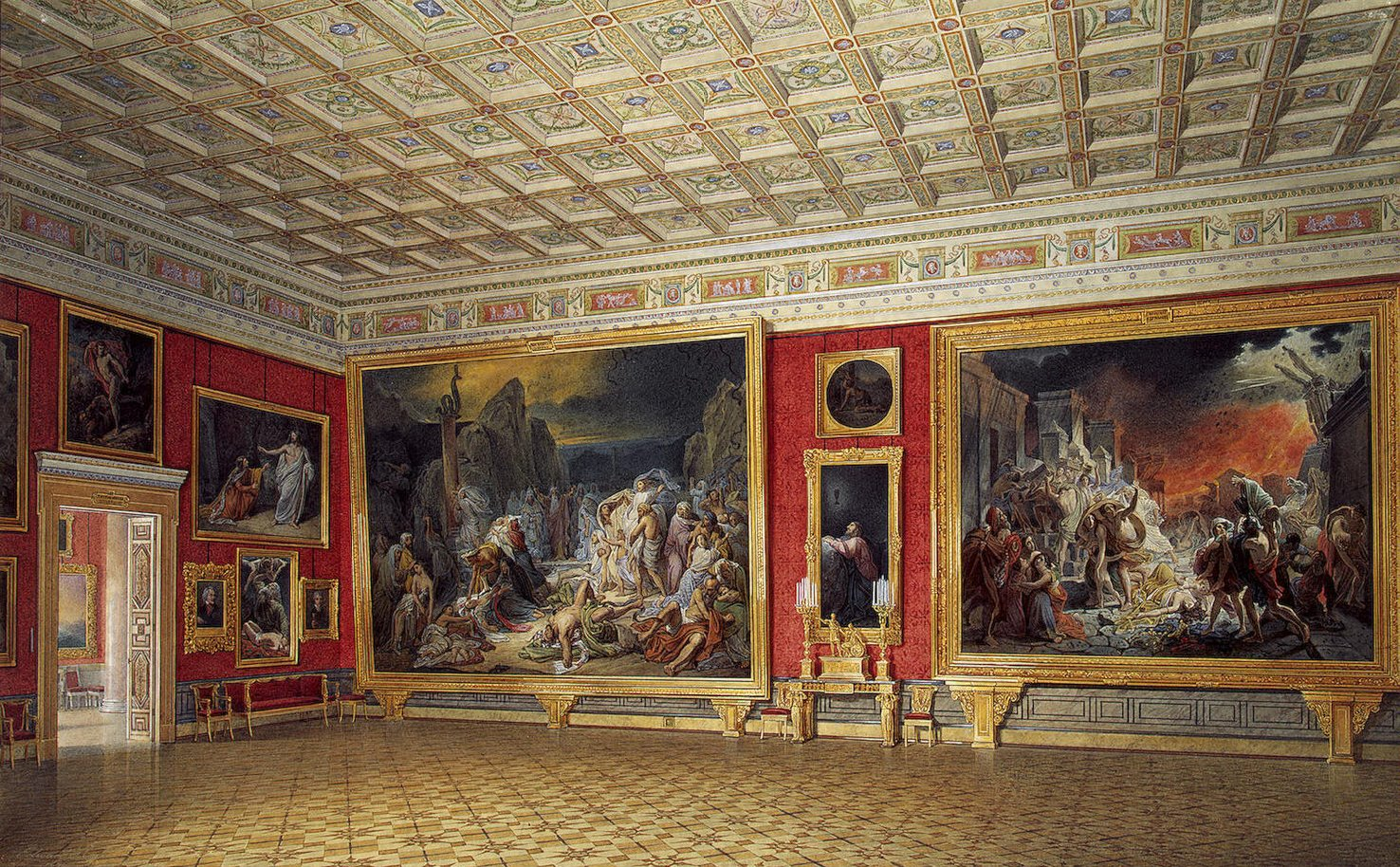
Зал русской живописи, 1856 г.
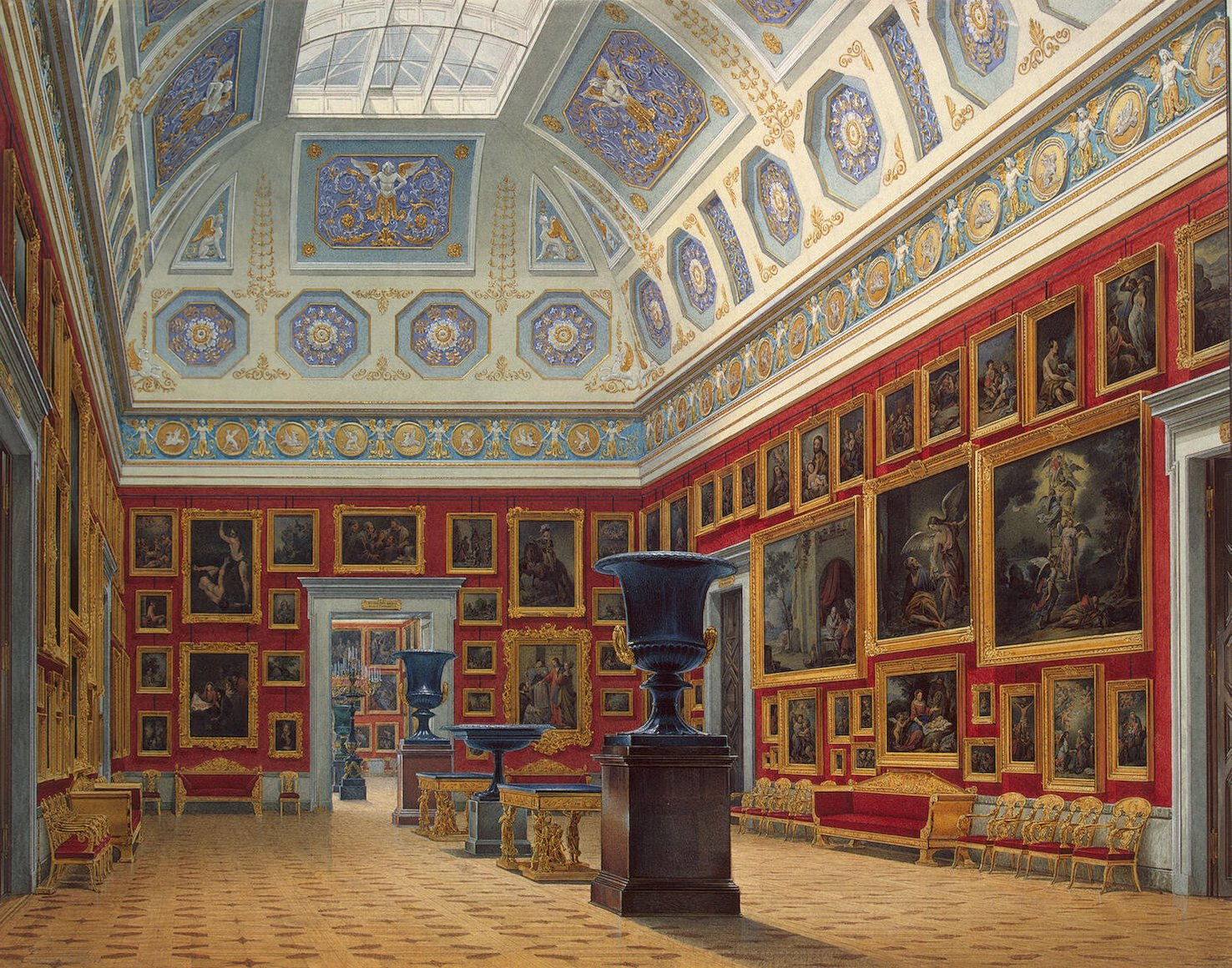
Зал испанской живописи, 1856 г.
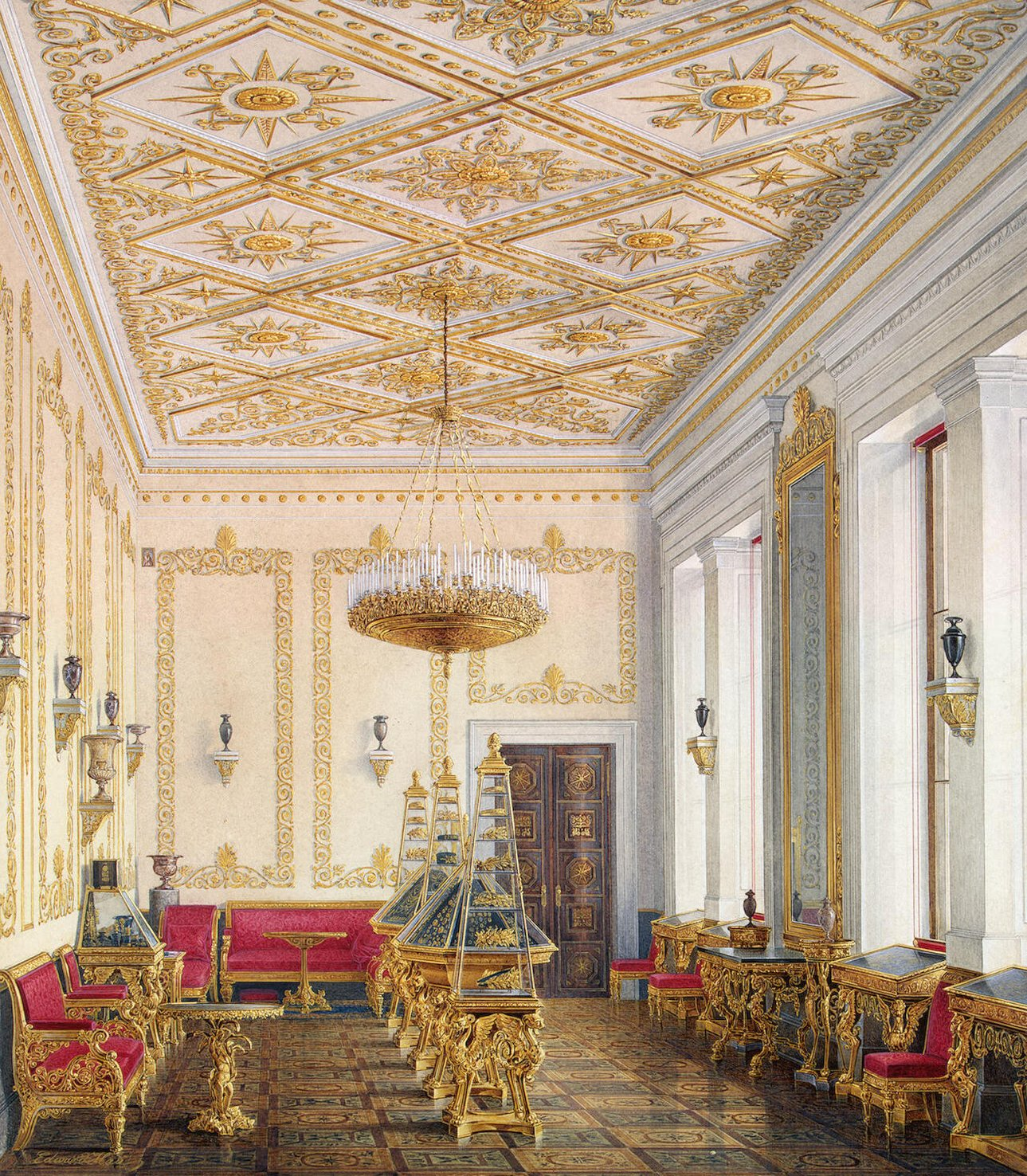
Кабинет императрицы, 1856 г.
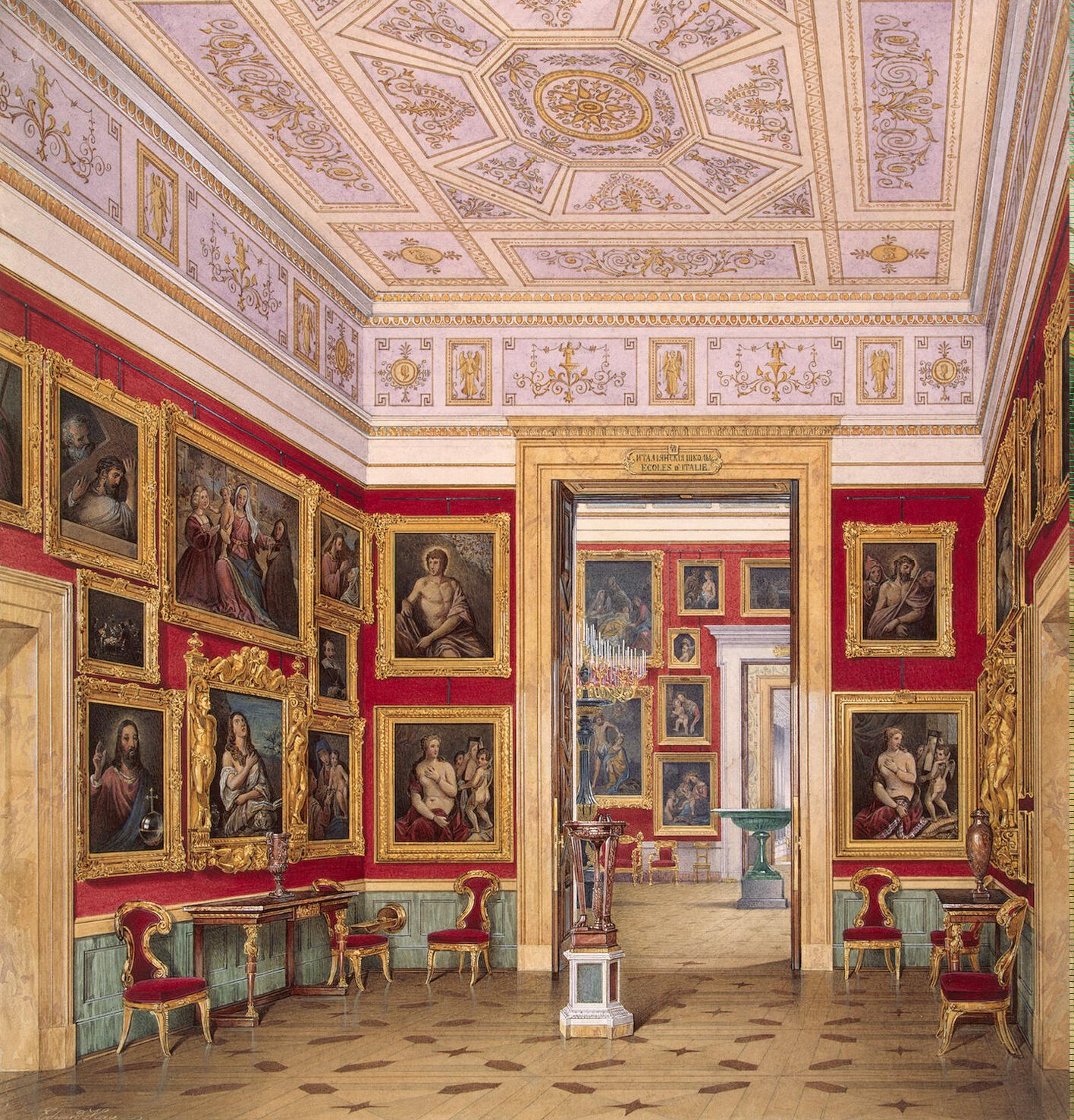
Зал итальянской живописи, 1856 г.
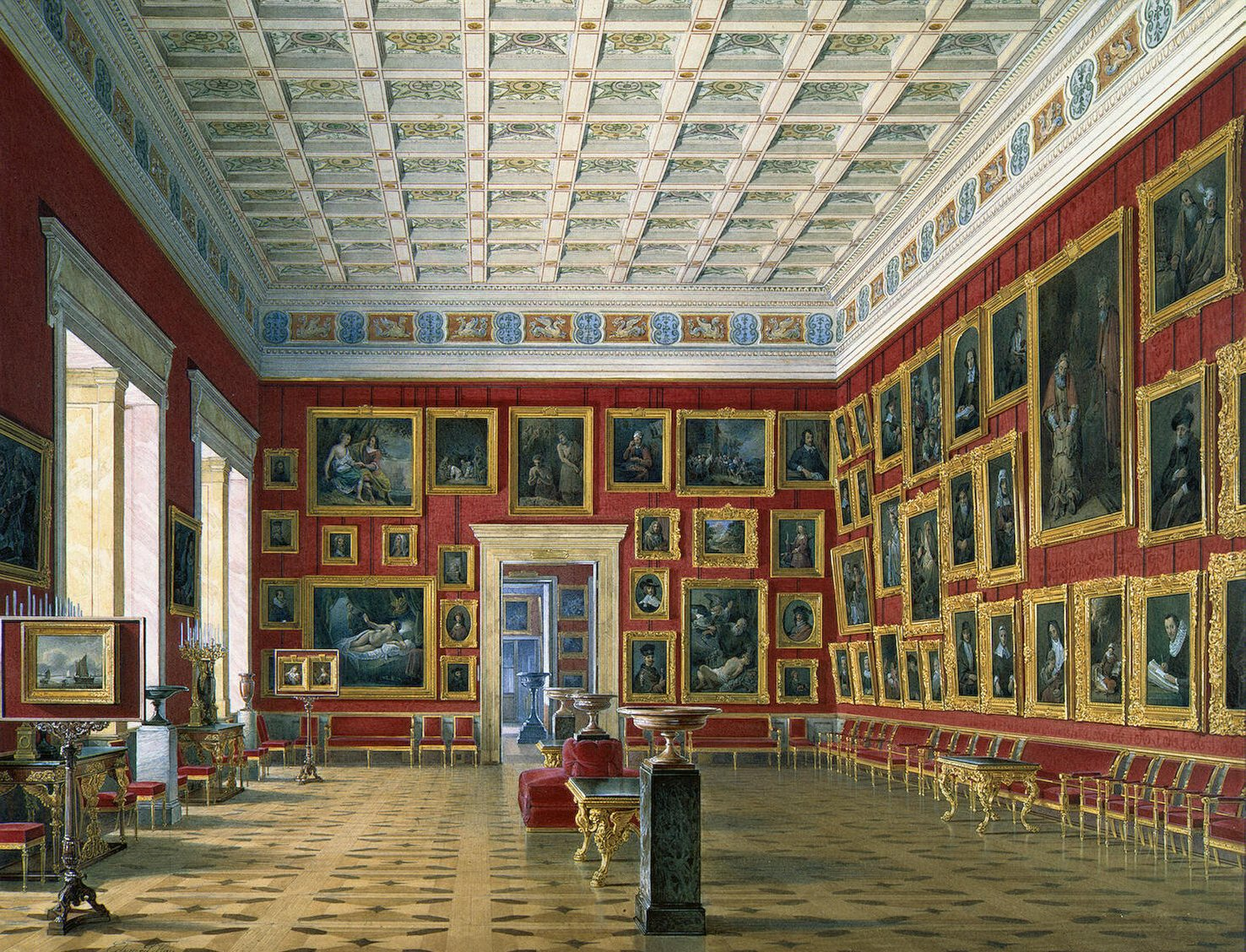
Зал голландской и фламандской живописи, 1857 г.
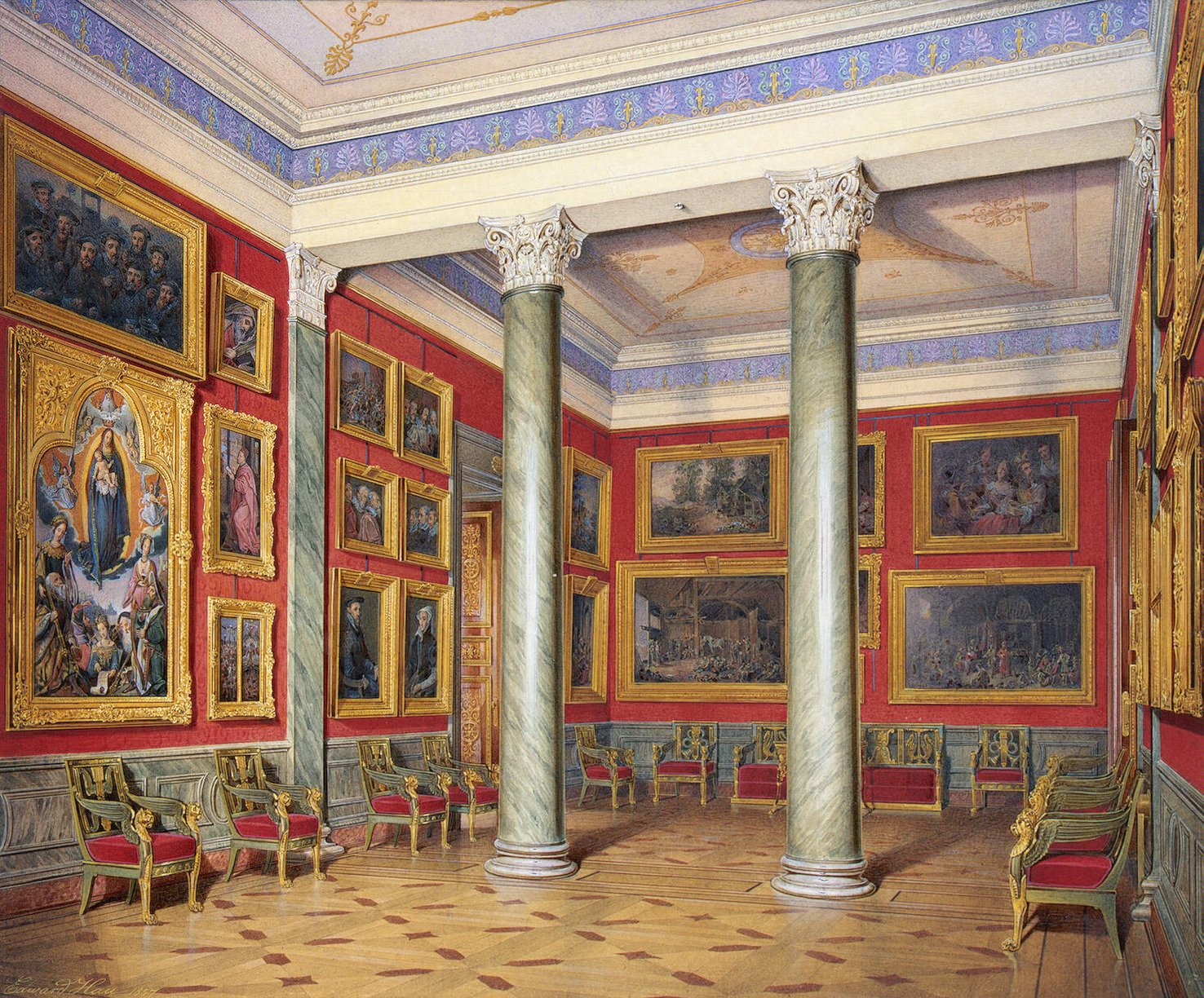
Зал немецкой живописи, 1857 г.
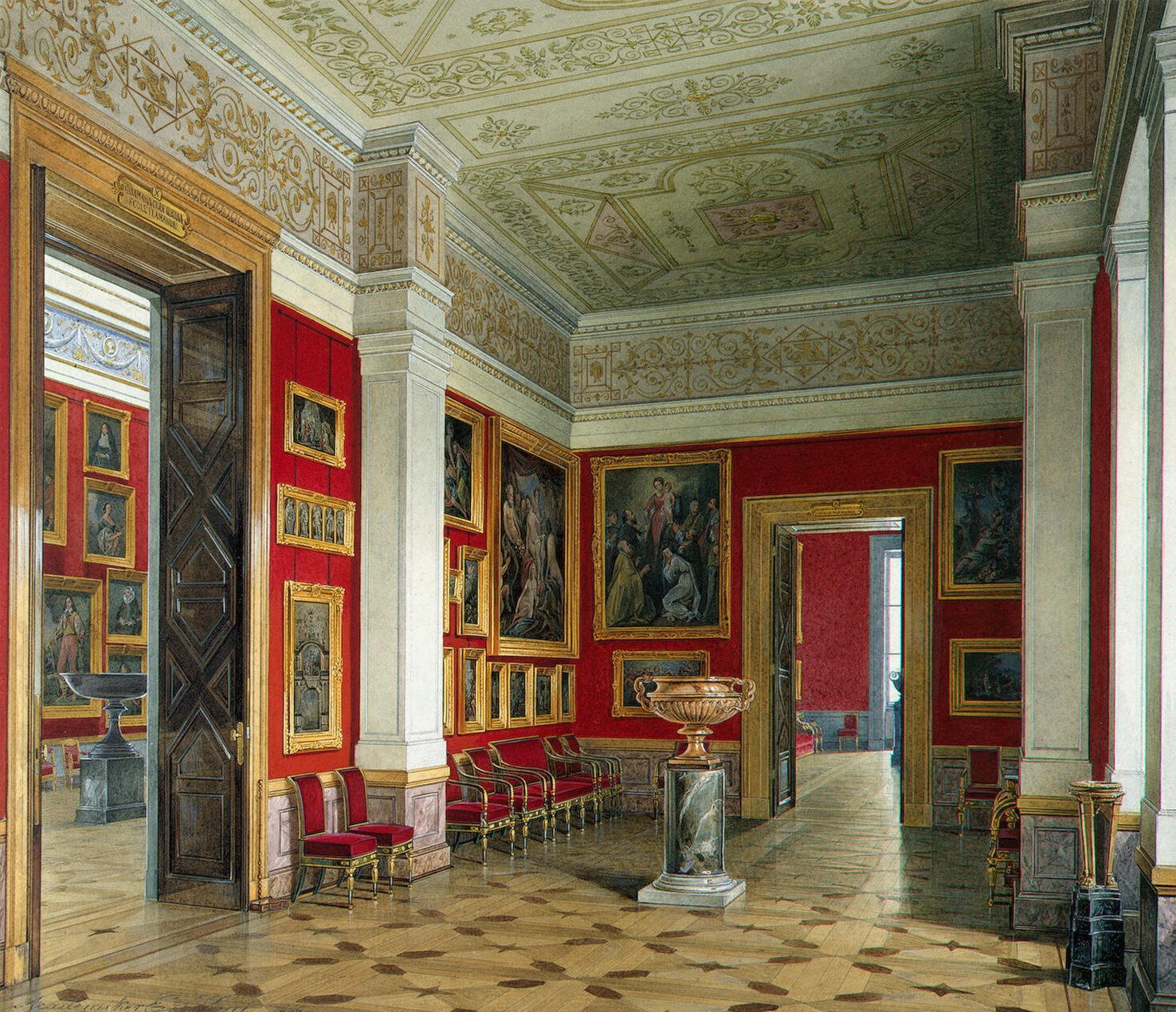
Зал фламандской живописи, 1859 г.
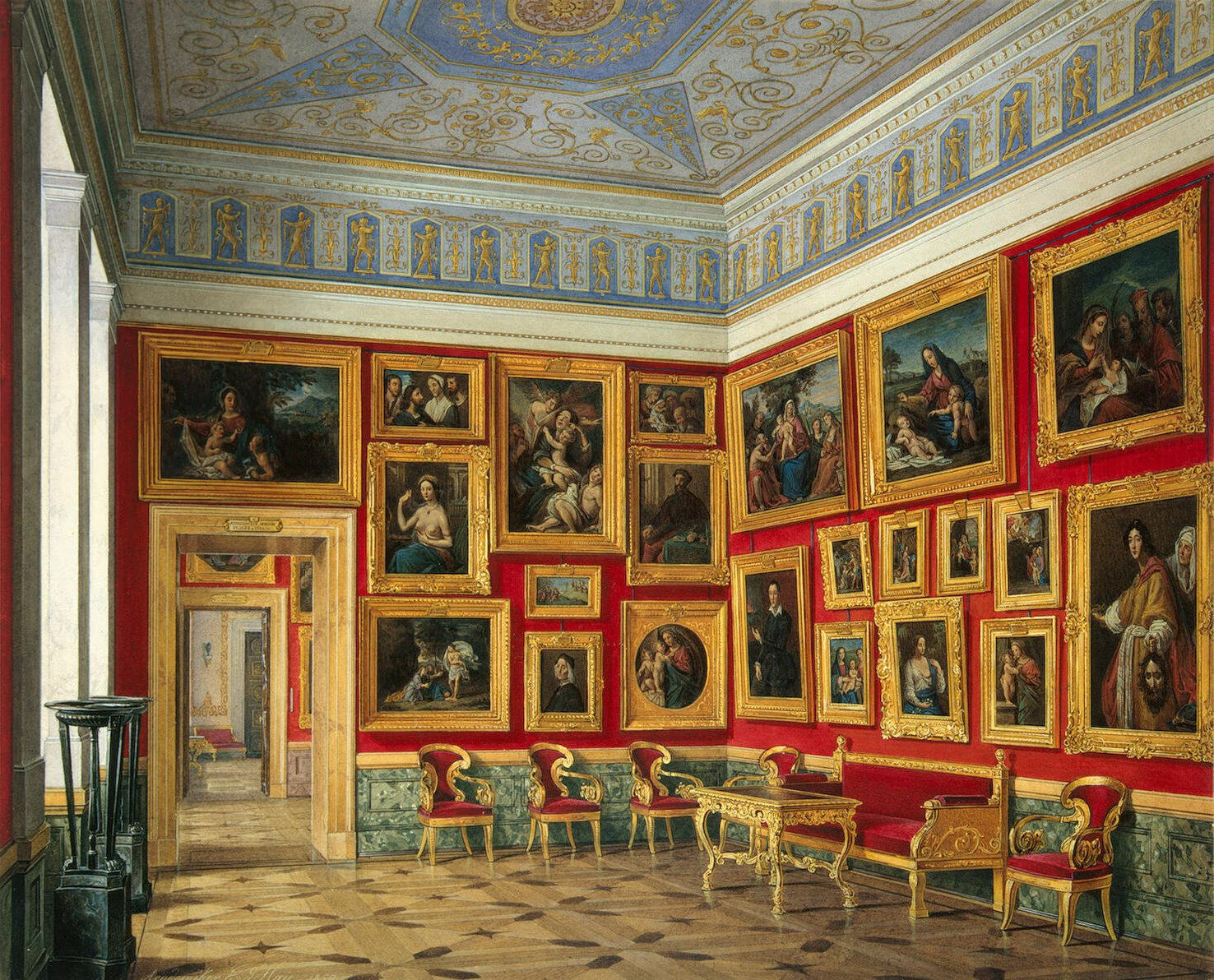
Зал итальянской живописи, 1859 г.
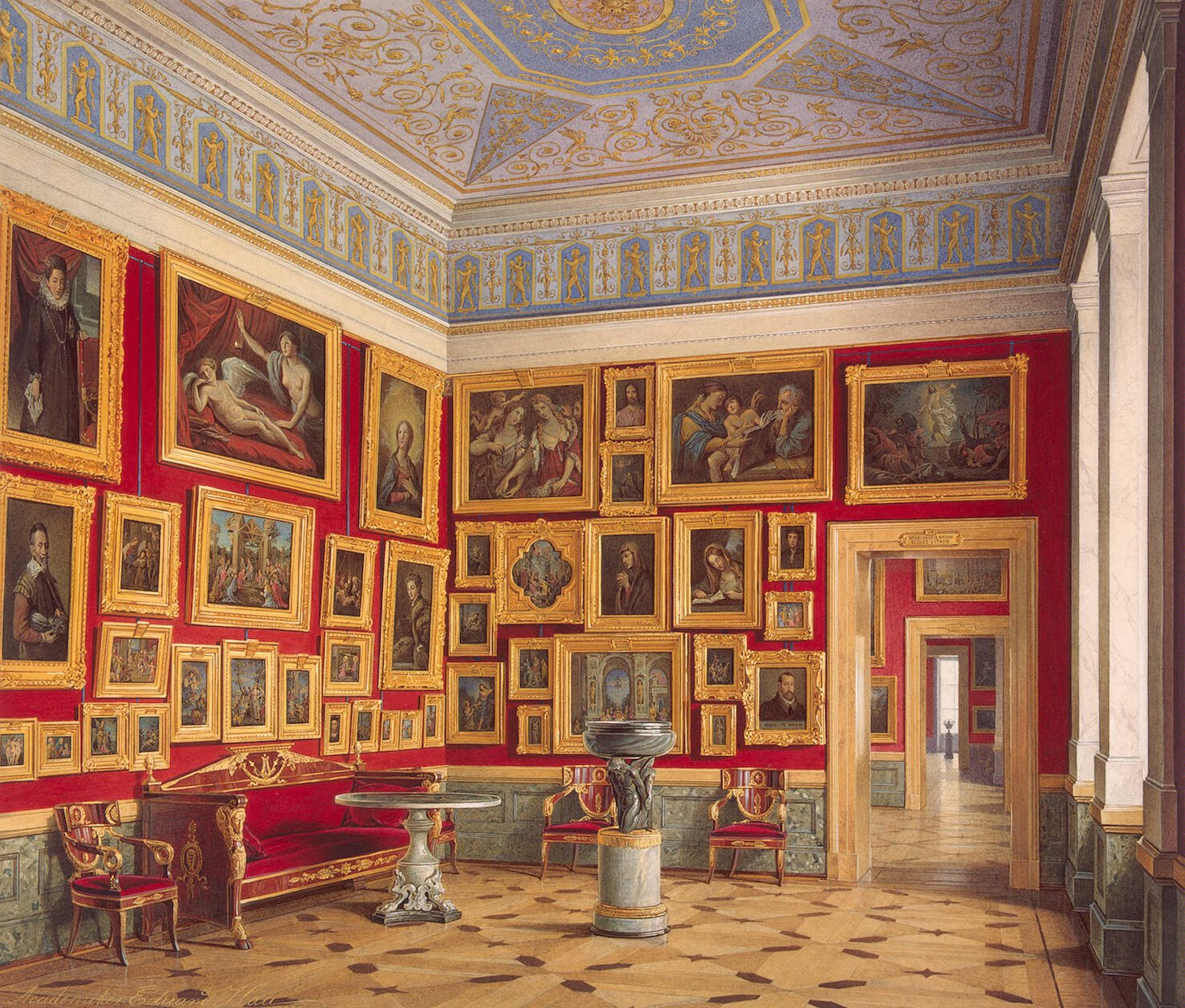
Зал итальянской живописи, 1860 г.
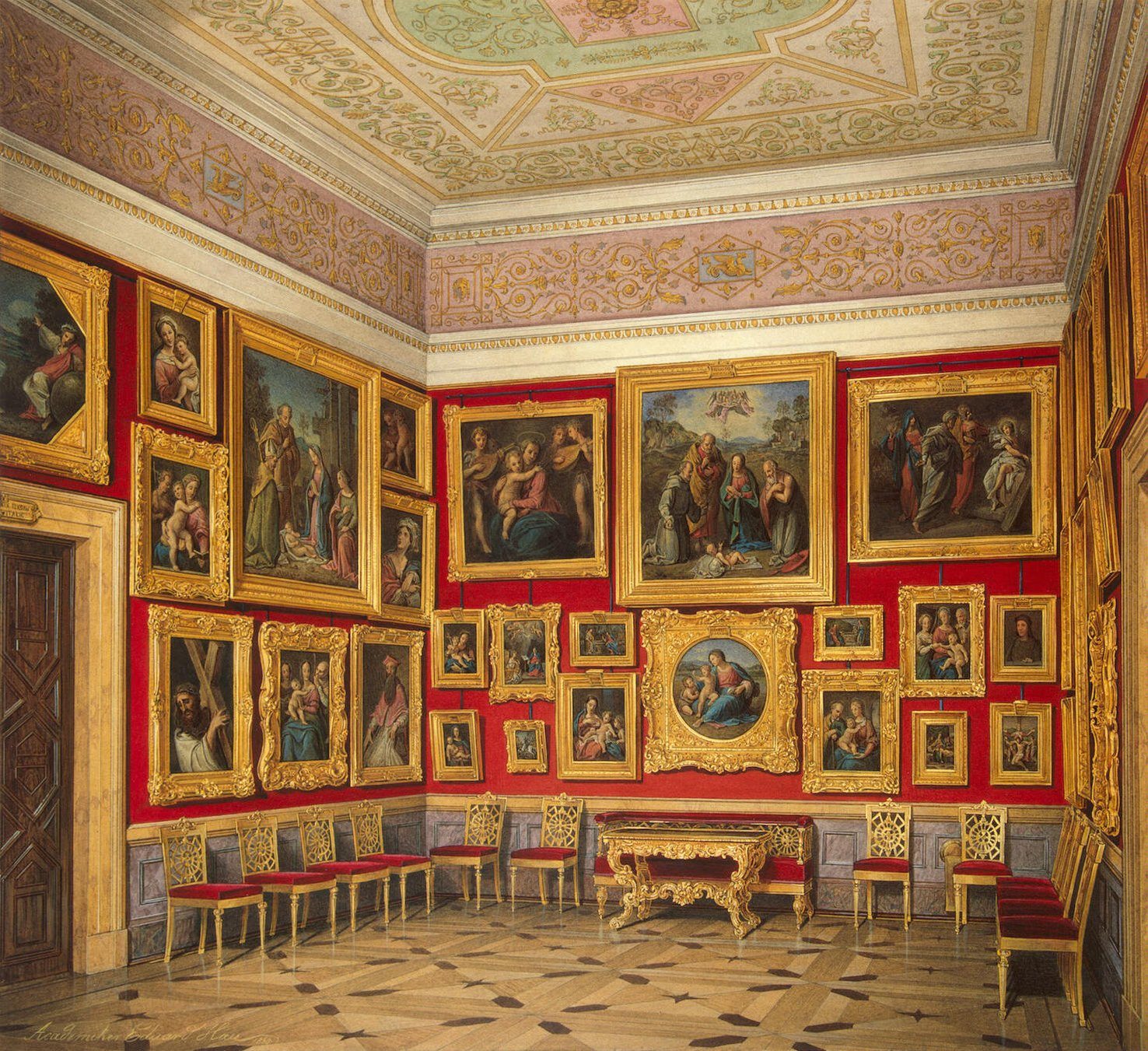
Зал итальянской живописи, 1860 г.
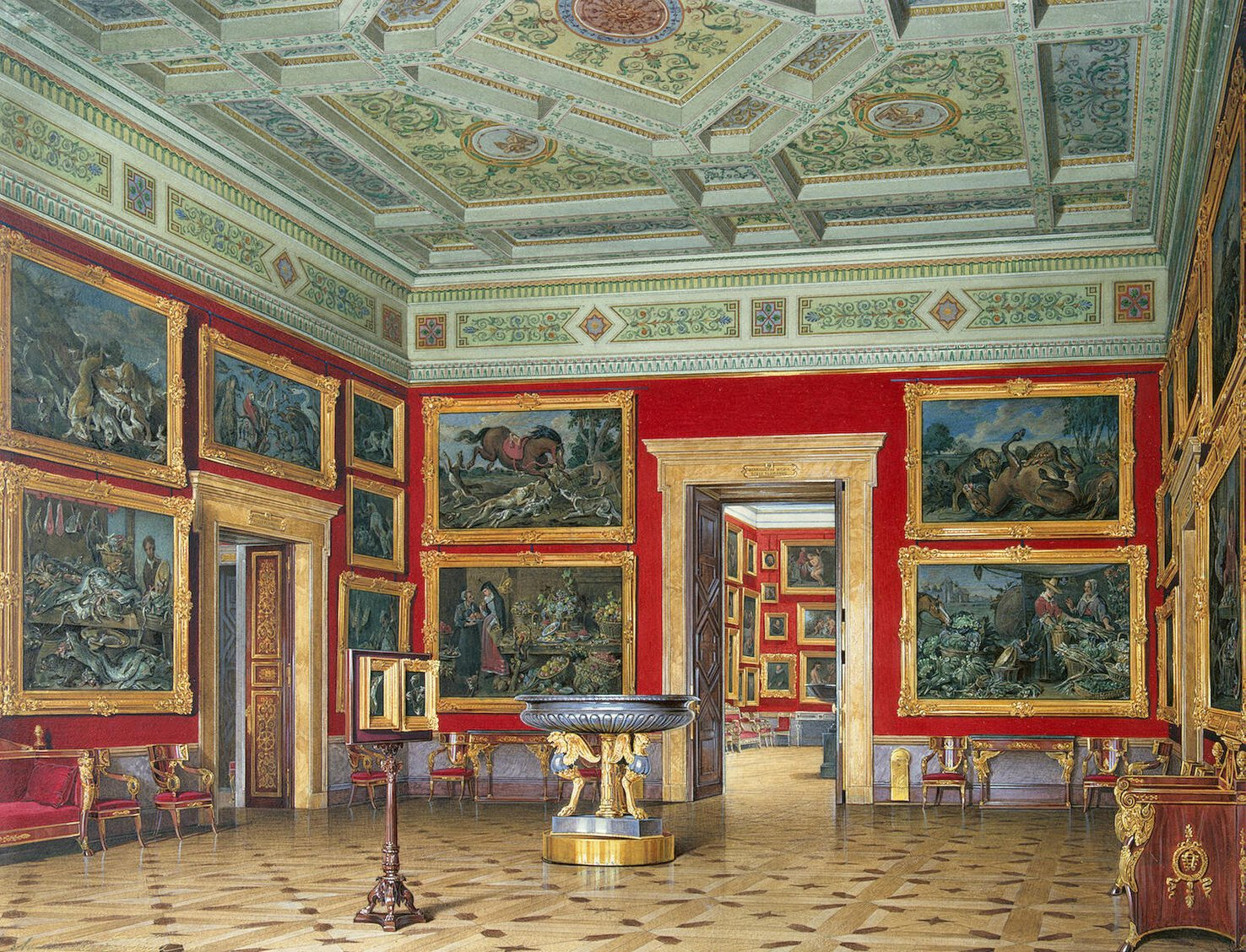
Зал фламандской живописи, 1860 г.
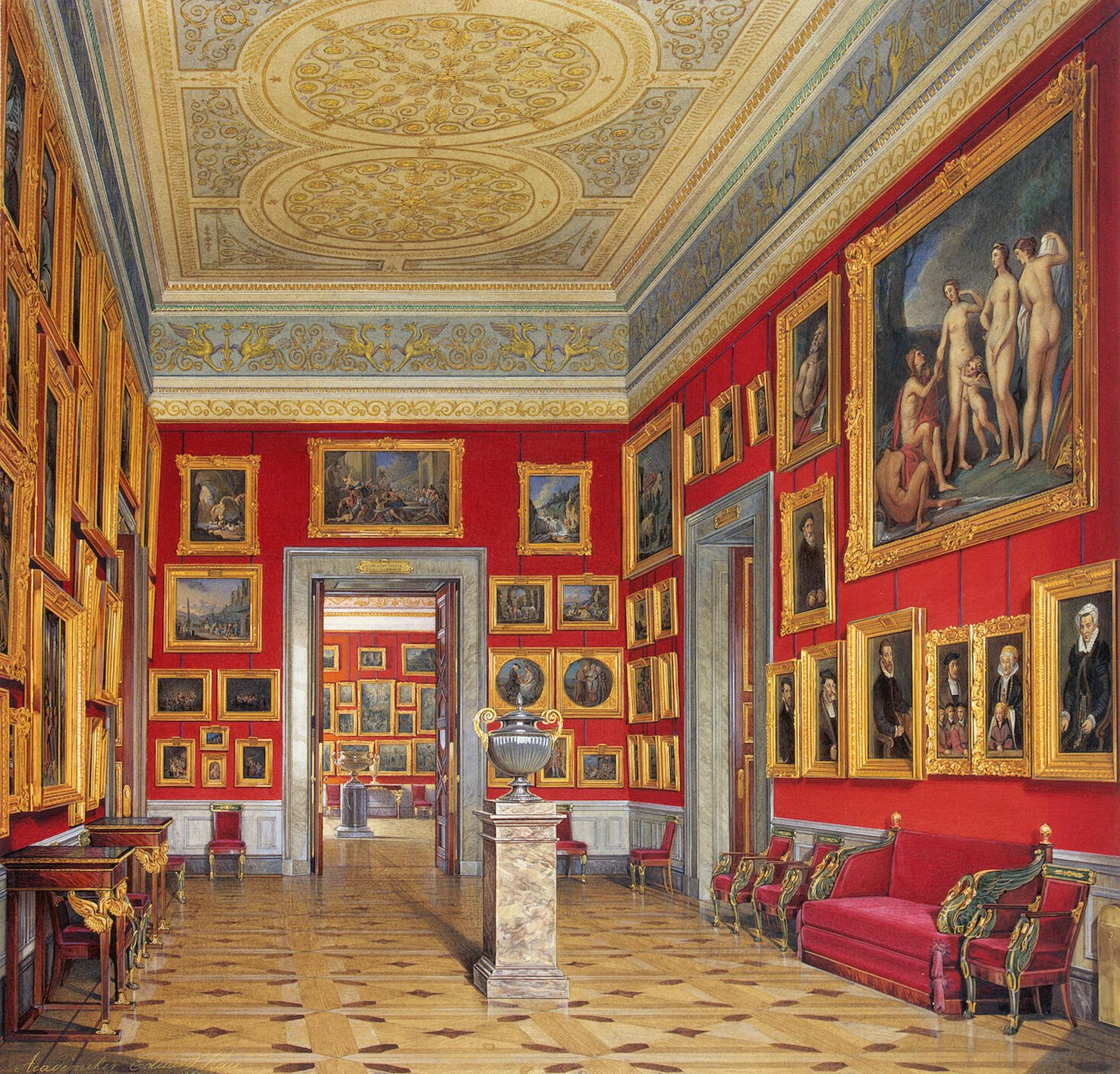
Зал немецкой живописи, 1860 г.
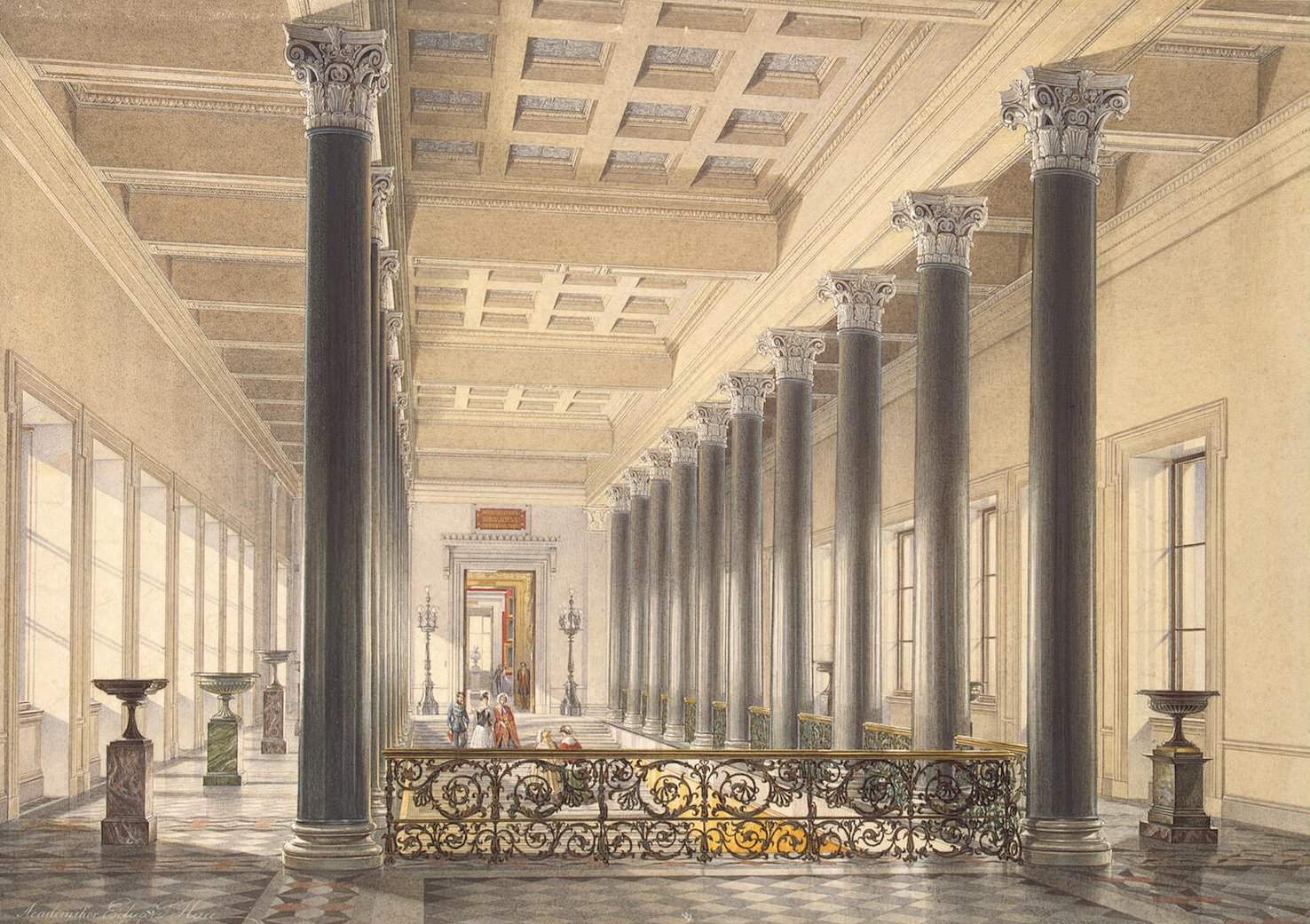
Верхняя площадка парадной лестницы, 1860 г.

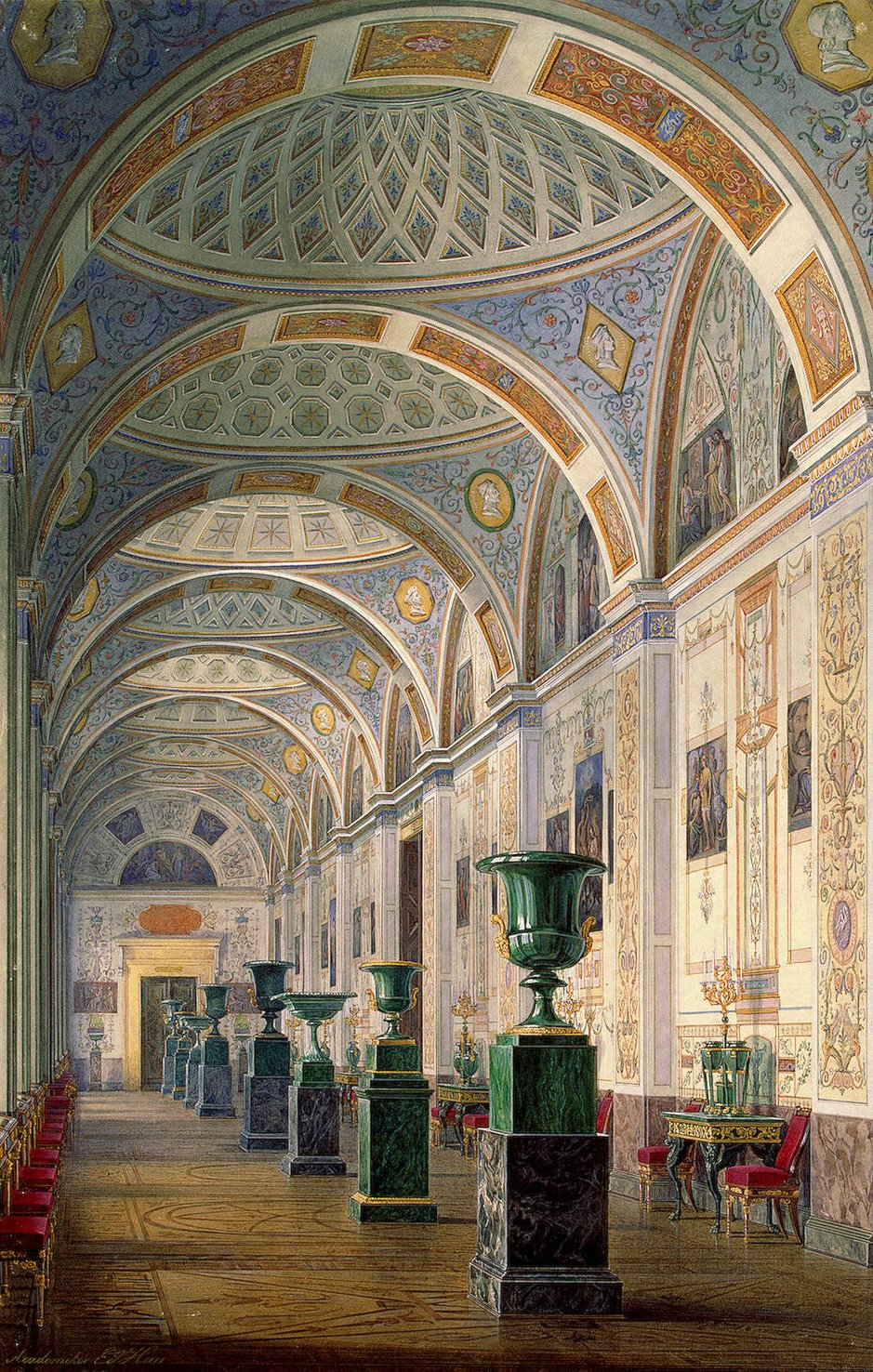
Галерея истории античной живописи, 1859 г.